# Musée national d'Anthropologie de Mexico
Pour les articles homonymes, voir Musée national d'anthropologie.
Le Musée national d'Anthropologie de Mexico (« Museo Nacional de Antropología » en espagnol, souvent abrégé en MNA dans les publications mexicaines) est un musée situé dans le bois de Chapultepec, à Mexico, et consacré à l'archéologie et l'histoire des civilisations préhispaniques du Mexique, principalement de Mésoamérique, et à l'ethnographie des actuels peuples indigènes du pays. Depuis son inauguration en 1964, il est l'un des plus importants musées mexicains et, avec plus de 2 millions de visiteurs en 2013, il a été le plus visité. En surface d'exposition, il est également l'un des plus grands musées du continent américain.

## Historique

### Histoire des collections avant l'ouverture du musée
Le 13 août 1790 est mis au jour le monolithe de Coatlicue. Le comte de Revillagigedo, alors vice-roi de la Nouvelle-Espagne, décide de la placer dans l'Université royale et pontificale du Mexique . Ce lieu est considéré comme le premier acte de conservation du patrimoine culturel au Mexique, même si le Mexique n'existe que depuis 1821. Le premier « musée », quant à lui, correspond au placement, la même année, de la pierre du Soleil à la vue de tous, en bas de la tour sud-ouest de la cathédrale métropolitaine.
En 1822 est créé un conservatoire d'antiquités et d'histoire naturelle dans cette même université.
En 1825 naît le « Musée National Mexicain » (dont le nom devient « Musée Mexicain » en 1834). En 1865, Maximilien d'Autriche assigne le musée à la Casa de Moneda.
En 1909, après la séparation des départements créés depuis 1877, le musée est renommé « Musée National d'Anthropologie d'Histoire et d'Ethnologie ». En 1910 et 1911, d'autres départements y sont créés.
En 1947, les collections devenant trop importantes, un nouveau local est envisagé.

### Depuis l'ouverture
La Jeune Femme d'Amajac est présentée au Musée national d'anthropologie du Mexique (MNA) pour l'exposition La Grandeza de México (en français : La grandeur du Mexique).  La statue quitte temporairement le musée car elle est renvoyée à Hidalgo Amajac, où elle reçoit un hommage lors d'un festival culturel organisé par ses habitants.

## Architecture

### Construction
En 1959, le président Adolfo Lopez Mateos valide la construction du nouveau musée, dont la réalisation architecturale est confiée à Pedro Ramírez Vázquez, architecte mexicain.
Le musée est inauguré le 17 septembre 1964. Sa construction a nécessité l'emploi de 800 ingénieurs et de 1 200 ouvriers et a duré 18 mois.

### Description
Le musée est composé de 22 salles d'exposition permanente, d'une salle d'exposition temporaire et de 2 auditoriums, sur une surface totale de 44 000 m2, organisée autour d'un patio. Celui-ci est semi-couvert ; un "parapluie", supporté par une colonne sculptée avec des motifs représentatifs de l'histoire mexicaine (arbre mythologique des indigènes préhispaniques, la nationalité mexicaine comme mélange indigène et européen, l'aigle et le jaguar comme éléments contraires de l'univers), recouvre la partie la plus proche de l'entrée, tandis qu'un miroir d'eau occupe la partie libre.
Sur la façade d'entrée du musée, en marbre, figure l'emblème national du Mexique. Sur l'esplanade d'accès flotte un grand drapeau du Mexique. Une fontaine, dont la sculpture représentant Tlaloc provient de Coatlinchán, est installée à l'extérieur de l'établissement.

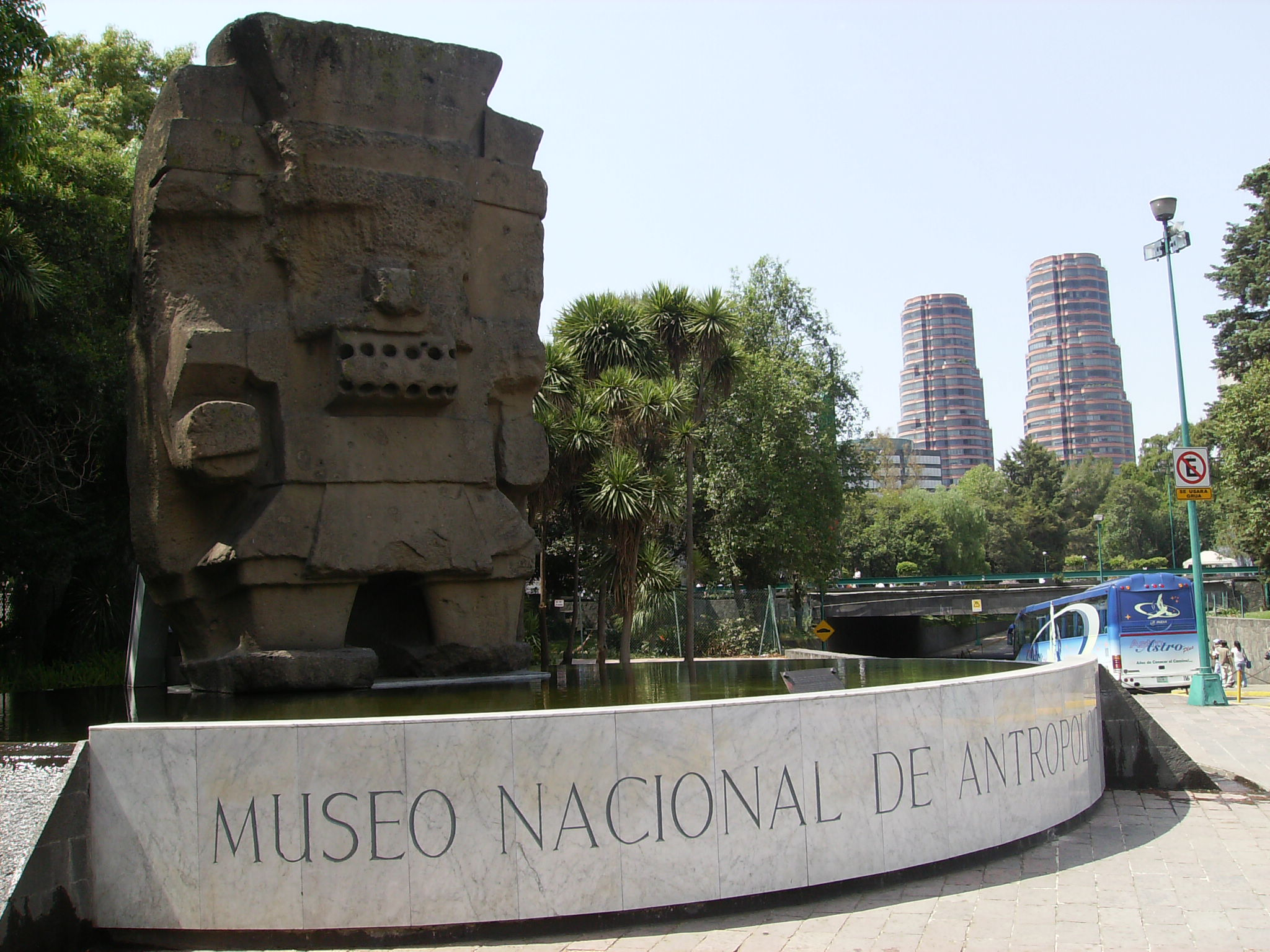
Monolithe de Coatlinchán à l'entrée du musée.
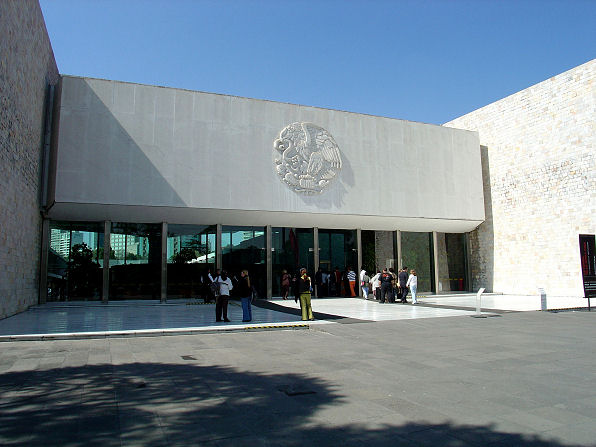
Entrée du musée.
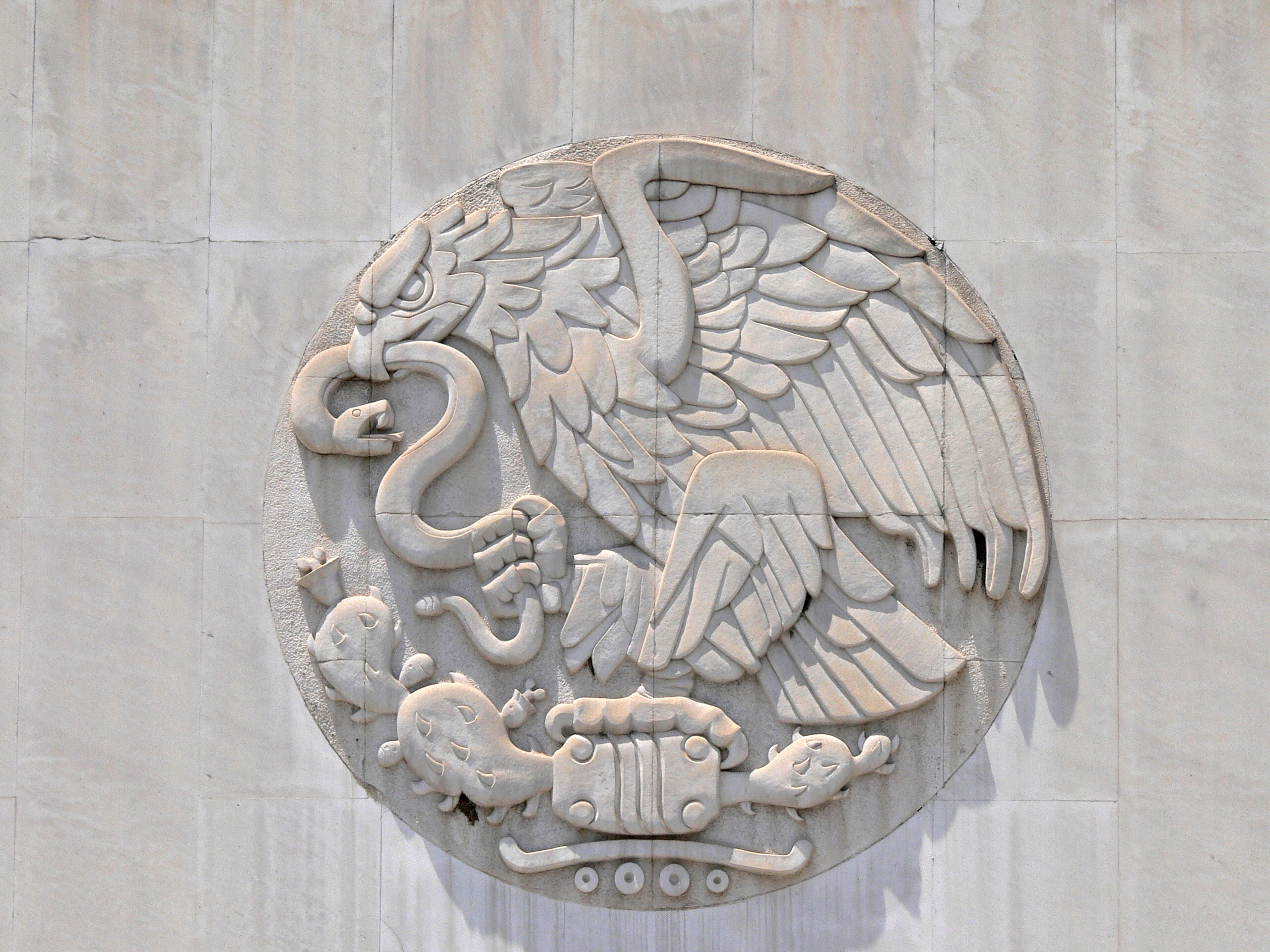
Symbole du Mexique sur la façade du musée.
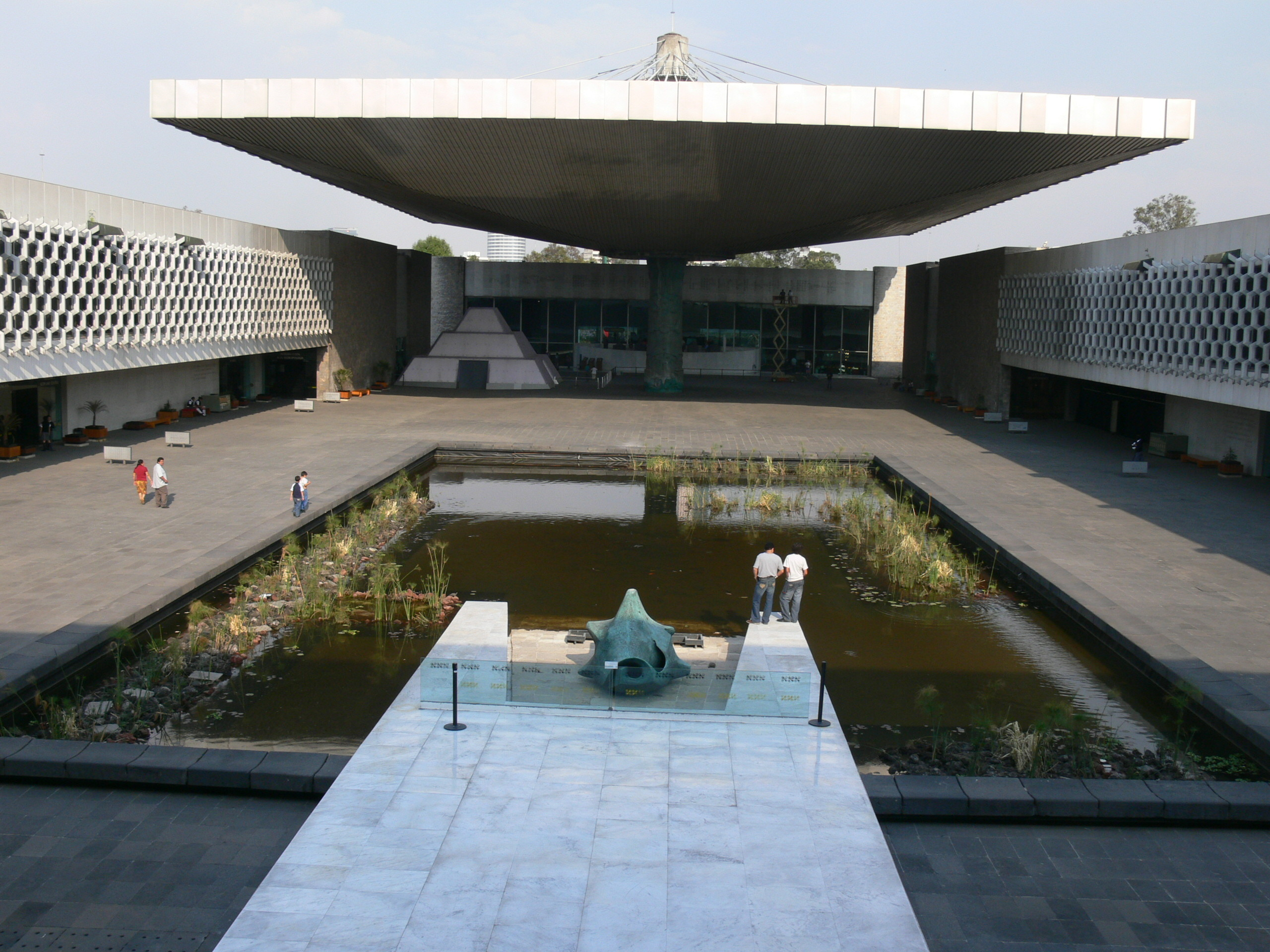
Ensemble de la cour, vue côté bassin.
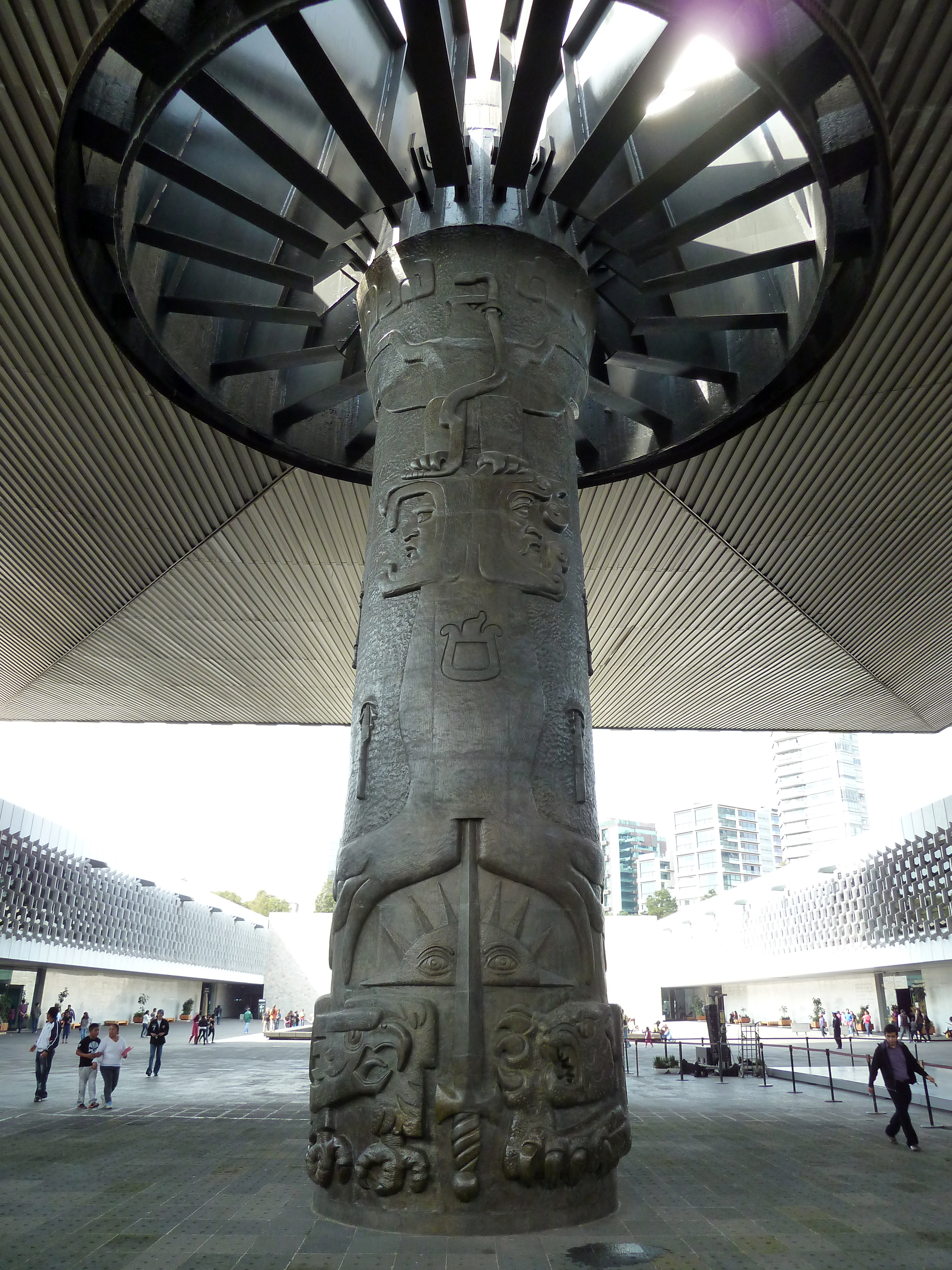
Fontaine gravée supportant le parapluie

## Collections
Le musée présente les recherches archéologiques sur la préhistoire et l’histoire précolombienne du Mexique (au rez-de-chaussée) ainsi que des cultures indigènes mexicaines actuelles (à l'étage). Il accueille certaines des pièces les plus importantes des civilisations olmèque, maya, de Teotihuacán, nahua, toltèque et bien sûr aztèque.
Il héberge également 15 000 m2 d'entrepôts et de laboratoires, ainsi que la bibliothèque nationale d'anthropologie et d'histoire du Mexique, qui conserve plus de 85 000 volumes, 72 000 images et 11 000 cartes. Le MNA dispose de 35 700 m2 d'extérieurs, dont la place à l’entrée du musée, le patio recouvert du "Parapluie" et d'autres cours intérieures.
Au rez-de-chaussée : les salles d'archéologie. Le parcours commence, dans la première salle à droite du « Parapluie », par une introduction à l'anthropologie. Viennent ensuite les salles consacrées au peuplement de l'Amérique, au Préclassique dans le plateau central du Mexique, à Teotihuacan, à l'époque toltèque, aux Mexicas, aux cultures d'Oaxaca, aux cultures de la côte du golfe du Mexique, aux anciens Mayas, aux cultures du nord du Mexique et enfin aux cultures de l'Ouest du Mexique.
L'étage est consacré à l'ethnographie. Le parcours commence, au-dessus de la salle d'introduction à l'anthropologie, par une présentation des peuples amérindiens vivant actuellement au Mexique. Les salles suivantes sont cobsacrées à la région du Grand Nayar, aux Nahuas, aux Otopames, à la côte du golfe du Mexique, au massif de Puebla, à la région d'Oaxaca, au nord-ouest mexicain, aux Mayas et aux Purépechas.

### Salle 1 et 2: introduction à l'anthropologie et au peuplement de la Mésoamérique
La visite commence par une reconstitution du squelette de Lucy, choisie pour sa célébrité. Le but de cette salle est d'illustrer l'évolution biologique et sociale de l'humanité.
Le peuplement de l'Amérique  est en représentée par le passage du détroit de Béring, des figurines de la vie des chasseurs-cueilleurs sur le territoire de l'actuel Mexique, une peinture murale d'Iker Larrauri représentant les animaux du pléistocène (mastodonte, mammouth, mégathérium, tigre à dents de sabre, chameau et ancêtre du cheval), le squelette du mammouth de Santa Isabel Ixtapan, divers squelettes humains (femme du Peñon III, couple de Santa Maria Astahuacán, homme retrouvé dans la Grotte du Tecolote, crâne féminin de Coxcatlán. Une fresque de Chávez Morado, qui a choisi de mettre l'accent sur la domestication du maïs, qui est aussi illustrée par un diorama d'un hameau du bassin du fleuve Balsas.
Enfin, des œuvres modernes, dont une peinture murale de Jorge González Camarena, illustrent en fin de parcours la diversité humaine.

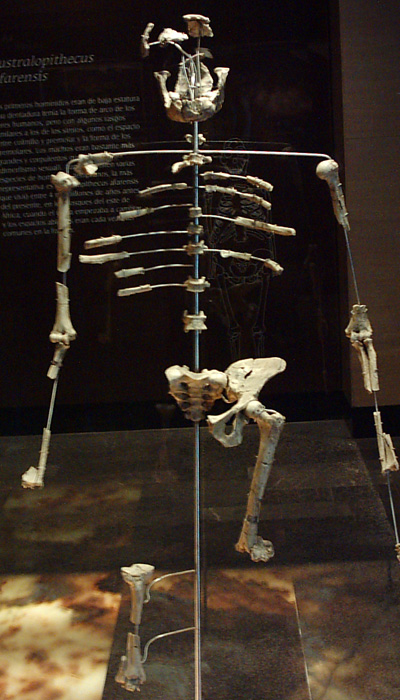
Reconstitution de Lucy.
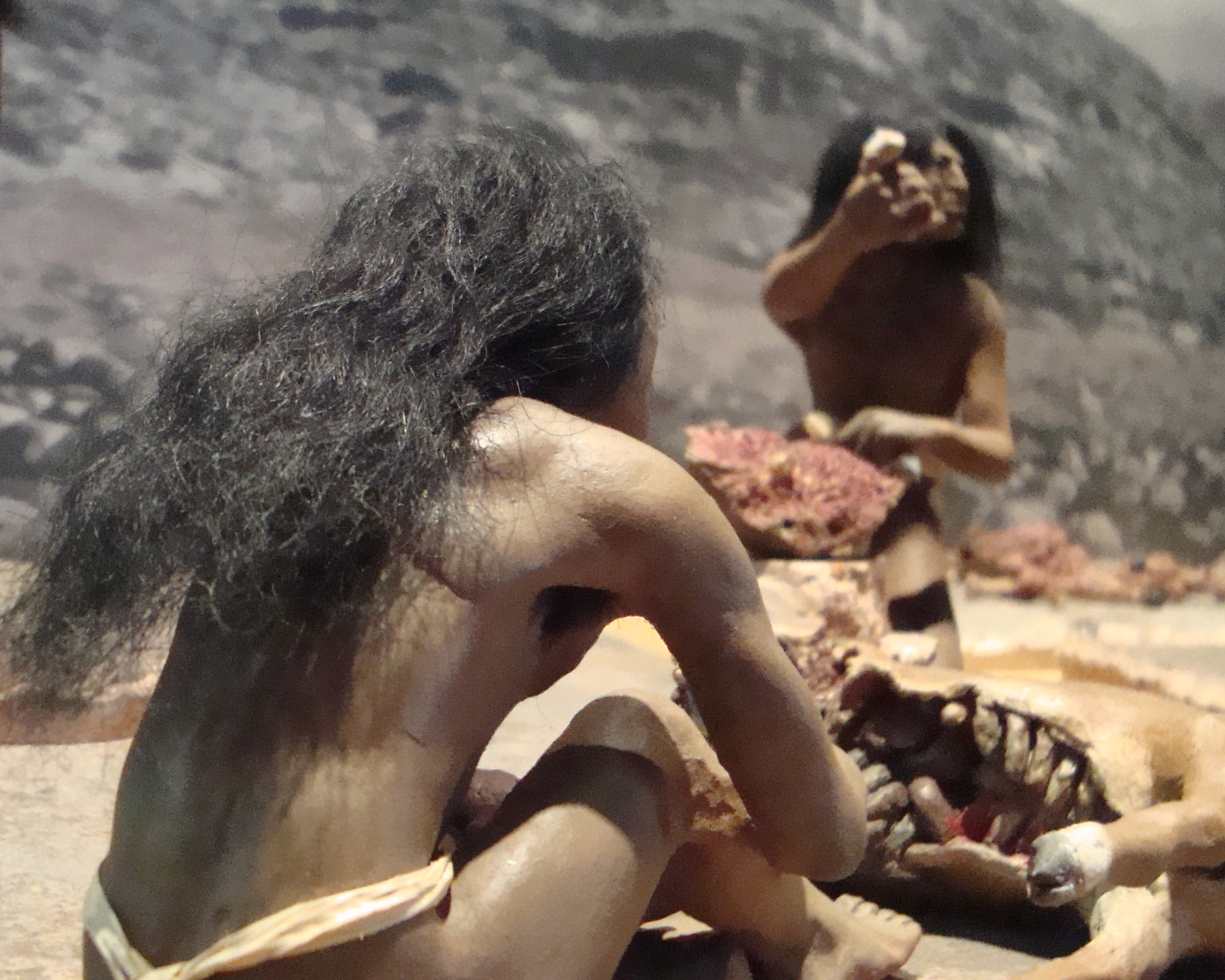
Scène de la vie quotidienne entre -12 000 et -5000.
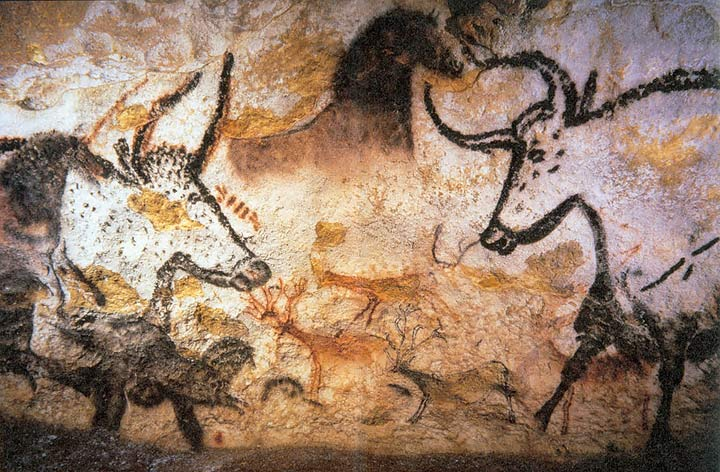
Aurochs de la grotte de Lascaux (original), dont une copie est présente dans l'exposition.
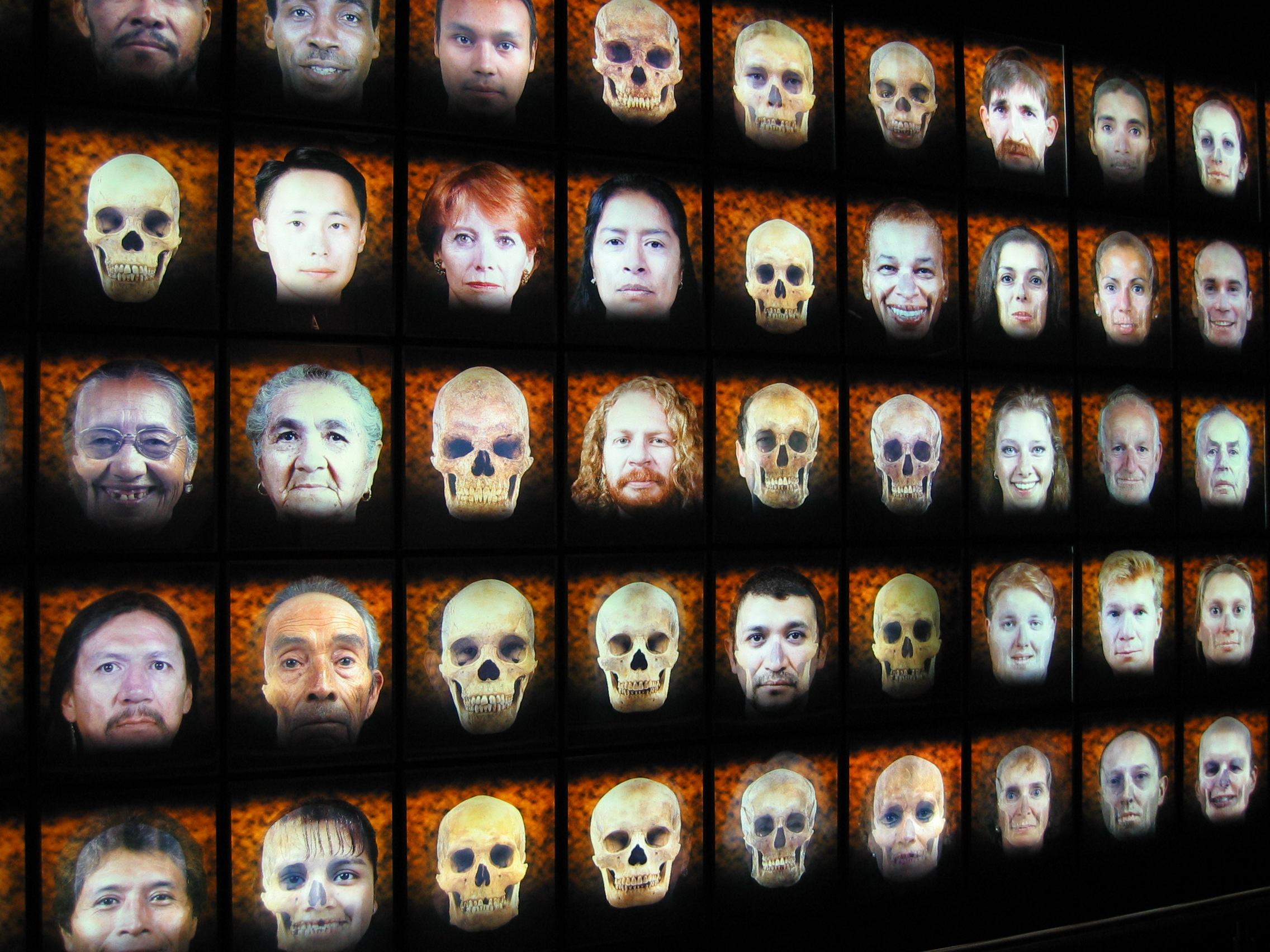
Œuvre vidéographique représentant la diversité de l'espèce humaine : un ensemble de visages alternent avec leurs cranes respectifs.

### Salle 3: le préclassique dans le haut plateau central
La période préclassique va généralement de -2500 à 200 et correspond au début de l'agriculture intensive (maïs, haricots, courgettes et piments), l'invention de la céramique, le recours à l'écriture, l'intensification du commerce et la stratification sociale. Le musée présente divers objets en céramique retrouvés à Tlatilco, Cuicuilco, au hameau de la Guadalupita, mais aussi des actuels états de Tlaxcala, Puebla ou du bassin de Mexico. Une peinture murale d'Alfredo Zalce représente Cuicuilco.

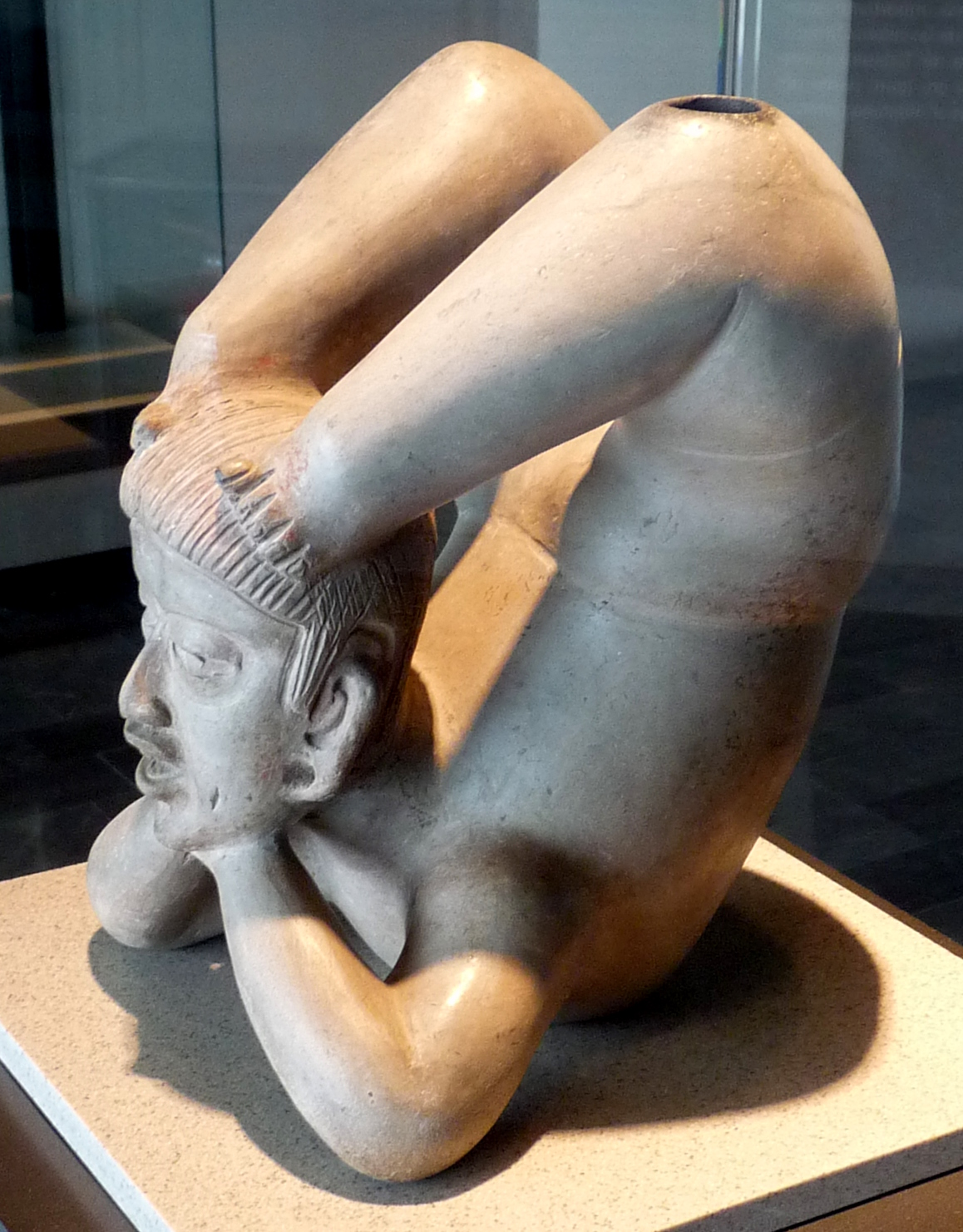
Acrobate de Tlatilco
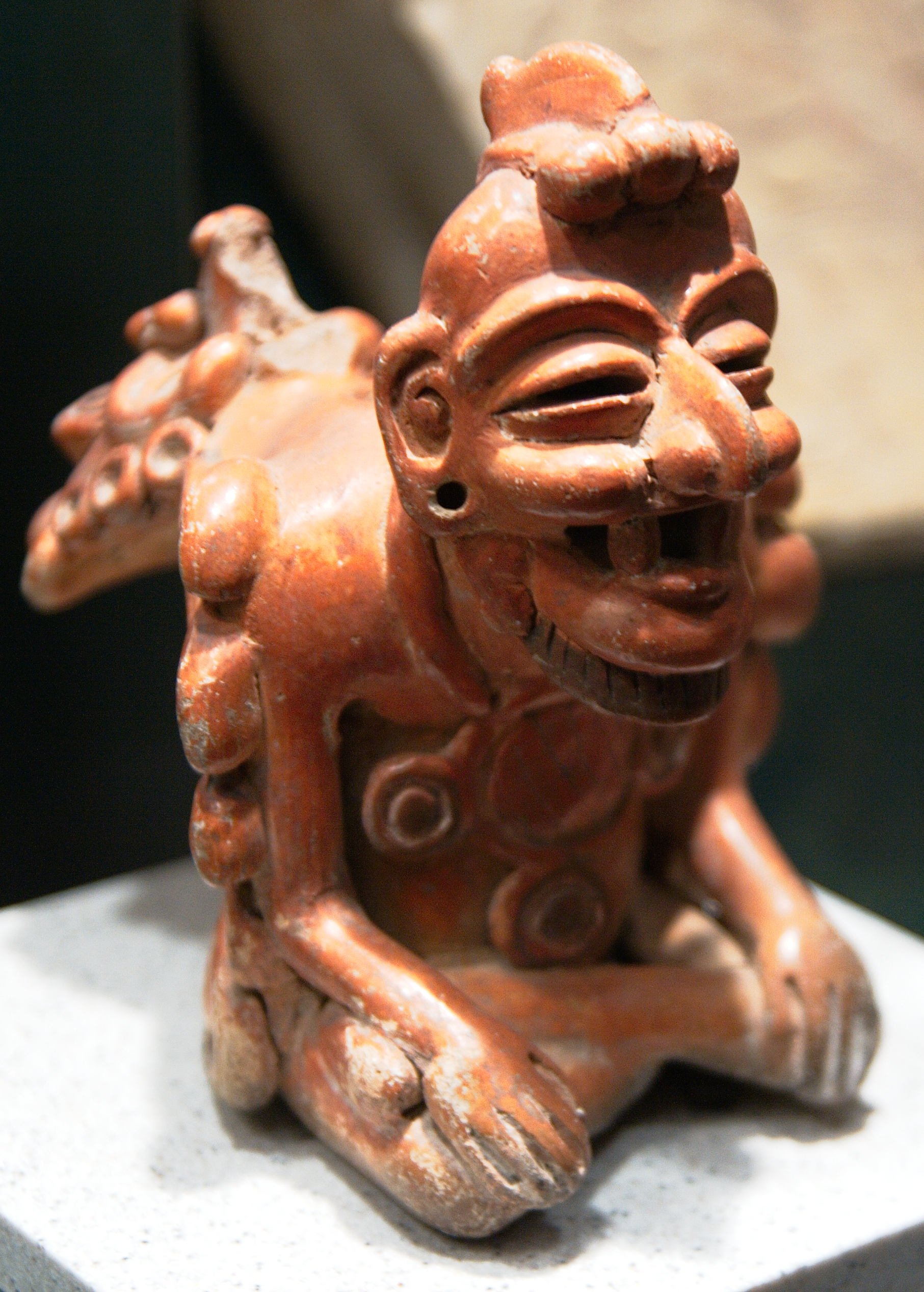
Figurine à l'effigie de Huehueteotl (vieux dieu du feu)
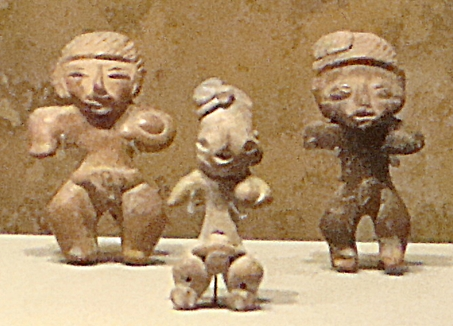
Figurines de joueurs du jeu de balle
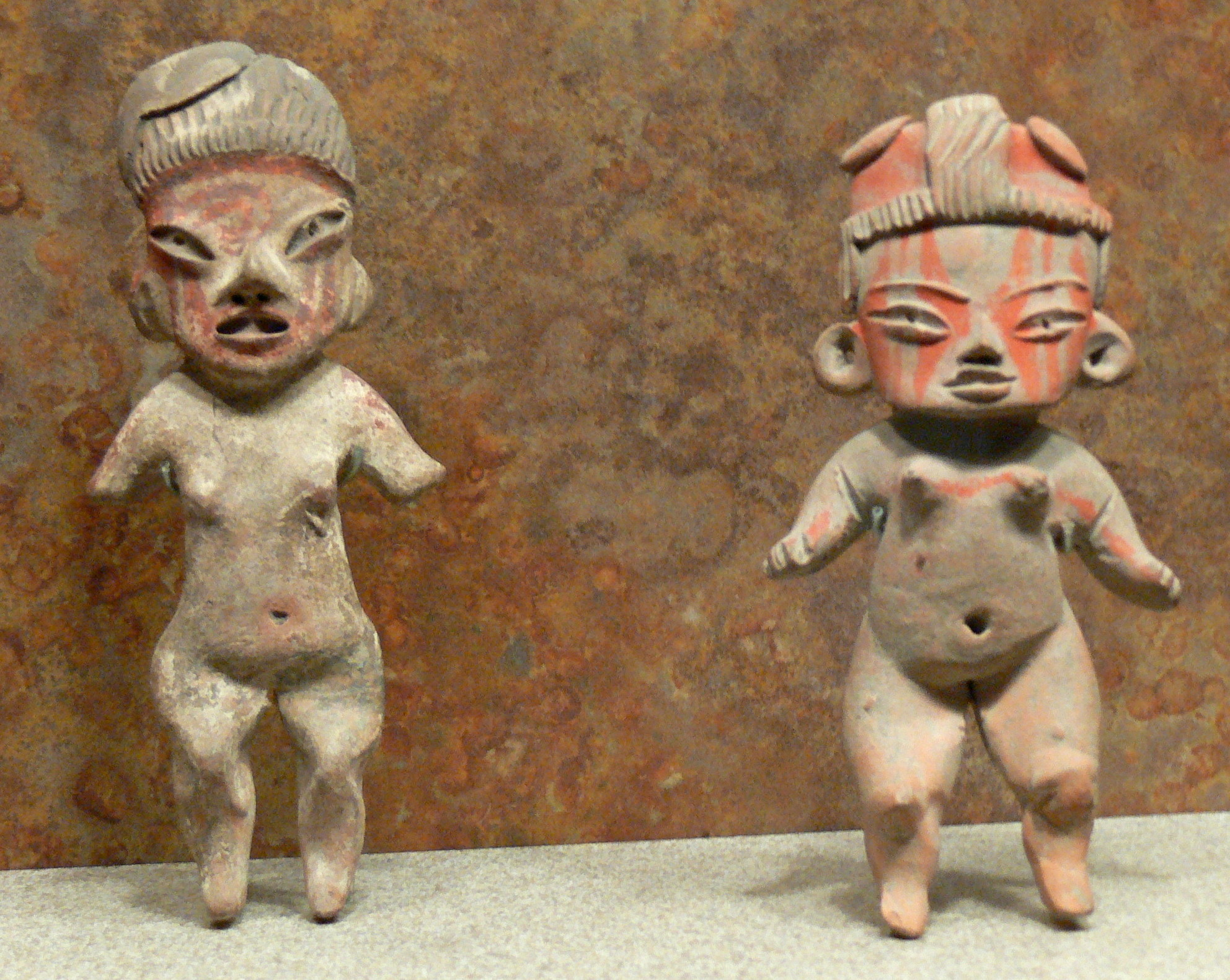
Figurines en céramique
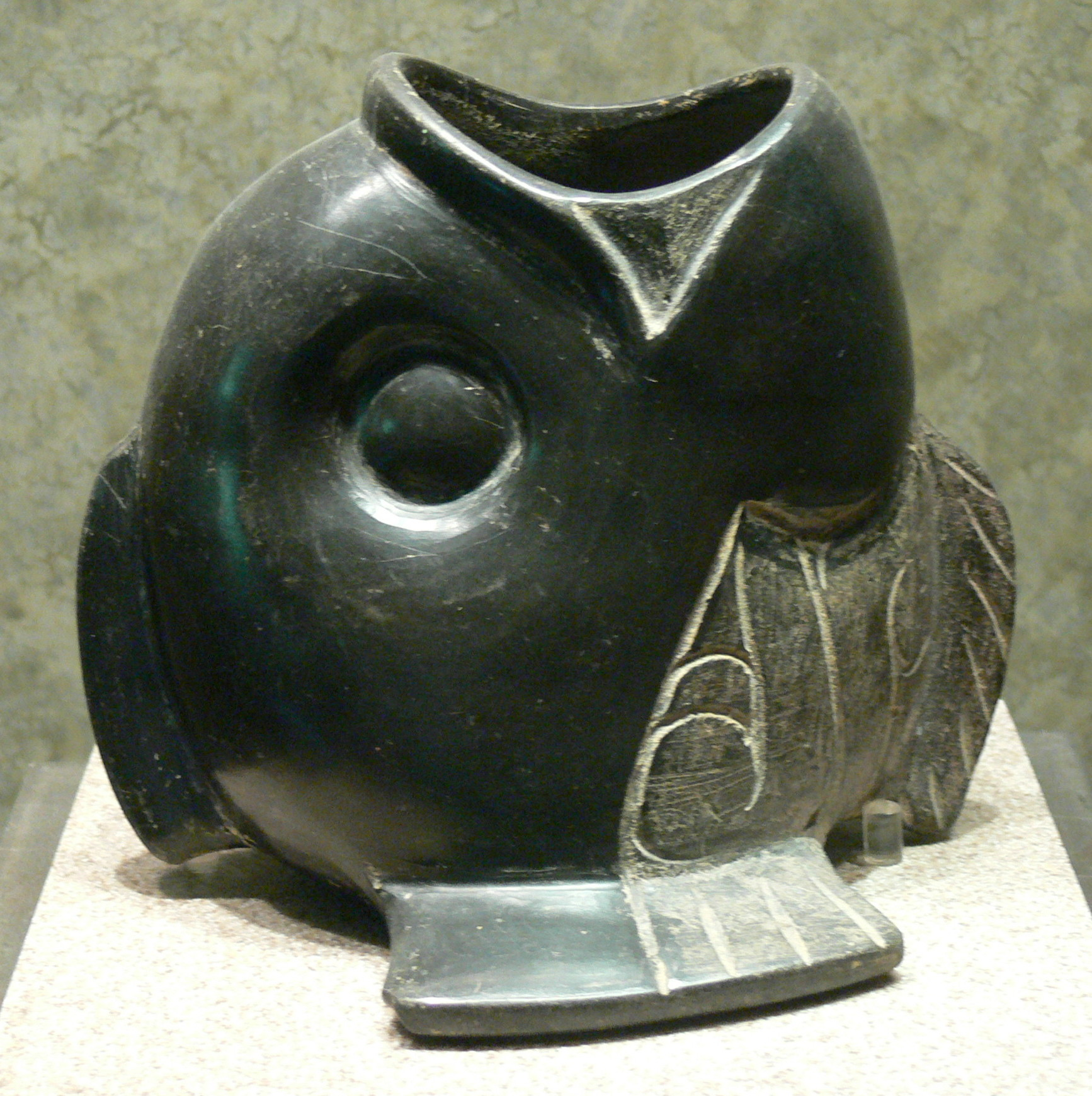
Céramique en forme de poisson
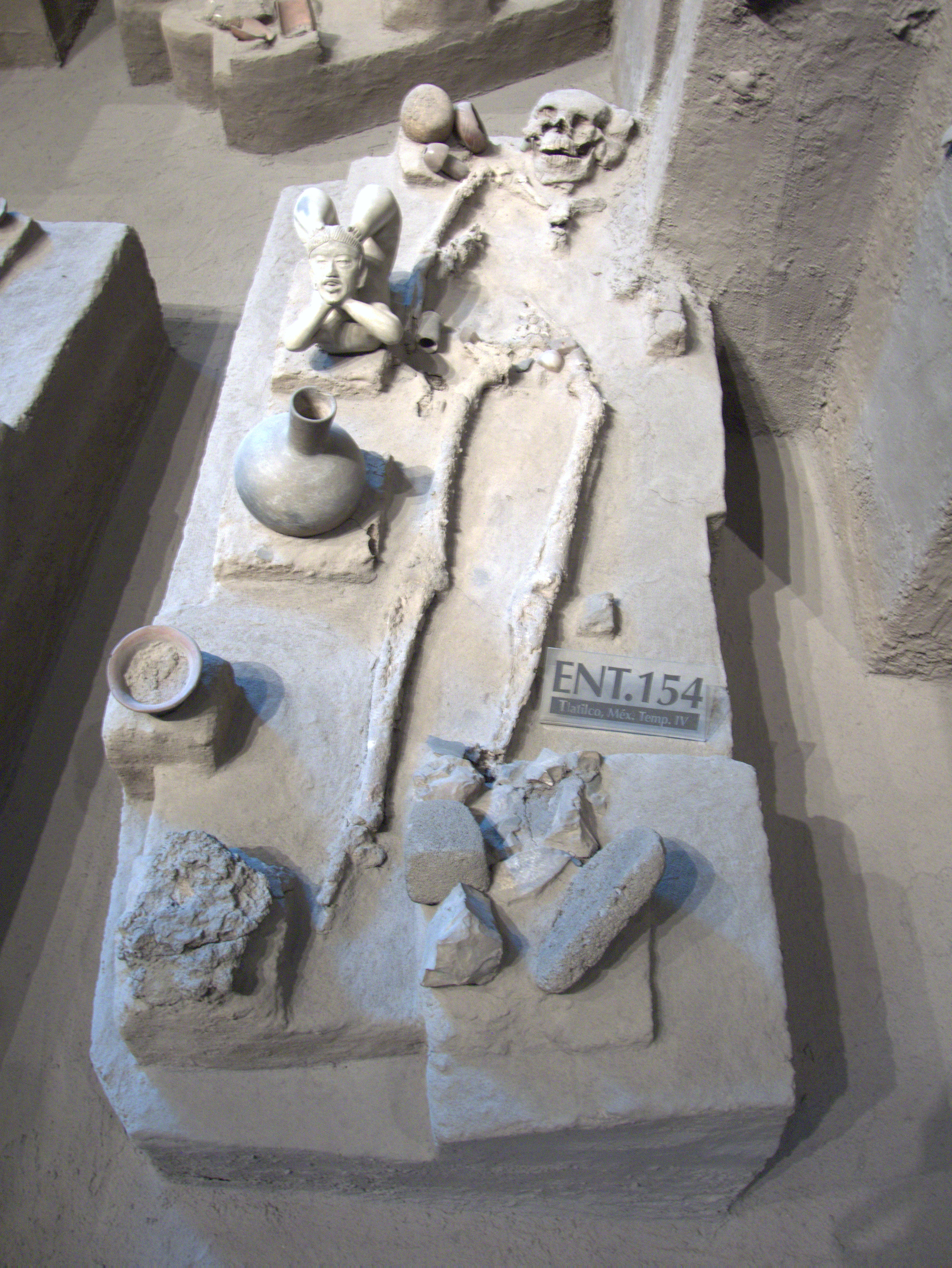
Reconstitution du site de fouille de Tlatilco

### Salle 4: Teotihuacán
Cette salle est consacrée à Teotihuacán, qui constitue l'un des sites archéologiques les plus importants de l'Amérique précolombienne. Son existence s'étend sur plus de sept siècles, de la fin du préclassique (100-200 av. J.-C.) à la fin du classique ancien ou au début de la période épiclassique (650 apr. J.-C.), caractéristique des hauts plateaux du centre. Les pyramides du Soleil et de la Lune, la pyramide du Serpent à plumes — également connue sous le nom de temple de Quetzalcoatl —et la Chaussée des Morts, constituent l'ensemble des principaux bâtiments d'apparat qui servaient de points de référence pour orienter, cartographier et construire la ville.
Son architecture extraordinaire avait une distribution spatiale symétrique, planifiée selon les caractéristiques orographiques de la vallée. Vue comme le centre du cosmos, elle constituait un espace magique par lequel les êtres humains communiquaient avec l'univers. Dans les constructions, sont visibles la grande influence et le pouvoir politique que le gouvernement avait sur la population, non seulement dans la ville même et les villes des hauts plateaux du centre, mais aussi vers d'autres régions éloignées, de l'Ouest du Mexique à l'Amérique centrale. Le calcul approximatif des personnes qui vivaient dans la ville pendant sa période maximale (400-600 apr. J.-C.), est de plus de 100 000 habitants, sur une zone urbaine de près de 25 kilomètres carrés.
Les membres du gouvernement de Teotihuacan ont développé un système politique qui leur a permis de maintenir une société stratifiée, divisée en différents secteurs, qui participaient avec la main-d'œuvre à des activités productives. Il y a les prêtres, détenteurs du savoir et chargés de le transmettre à la société selon des normes et des paramètres établis. La base de la pyramide sociale était constituée de secteurs d'artisans, de constructeurs en général, d'experts en matière d'obtention et de transport de matières premières, de fermiers « paysans », secteur fondamental pour le maintien du système politique, et de marchands, chargés du transport de marchandises importées et exportées sur de courtes et longues distances.
Une partie du pouvoir économique et de l'hégémonie idéologique reposait sur la production de céramiques et le contrôle et l'exploitation des gisements d'obsidienne, de basalte et d'andésite. Les pièces faites de ces matériaux correspondent à des objets utilitaires et d'autres à usage ornemental, qui représentent des symboles religieux et politiques, incluant les objets faits de « pierres vertes » qui avaient une énorme valeur symbolique. À Teotihuacan ont été trouvés des objets de luxe fabriqués dans des coquilles de mollusques, parmi lesquels des palourdes rougeâtres de l'espèce Spondylus princeps, Spondylus calcifer et Chama echinata, et des escargots Turbinella angulata.
L'industrie des objets fabriqués à partir d'os d'animaux et d'êtres humains existait aussi. En tant que matière première, l'os a de grandes qualités de dureté, de flexibilité et de potentiel de transformation, pour fabriquer des ornements, des bijoux et des outils. Les peintures murales ont permis de répertorier des éléments présents dans la vision du monde et aussi les hiérarchies sociales dans cette capitale. Le répertoire iconographique est très étendu, montrant généralement des rituels où des animaux et des êtres humains sont somptueusement réunis et vêtus de nombreux symboles. Tout cela indique qu'à Teotihuacan se trouvait une société très bien organisée, avec une stratification sociale marquée qui a formé une unité politique religieuse multiethnique et multiculturelle qui a conduit à des relations socioculturelles complexes.
Dans la salle, sont exposés des exemples de la culture Teotihuacan : encensoirs de type théâtre, reproductions des peintures murales trouvées dans les ensembles d'habitation, reproduction d'une partie de la façade du temple du Serpent à plumes, céramique orange, divers objets de pierre...

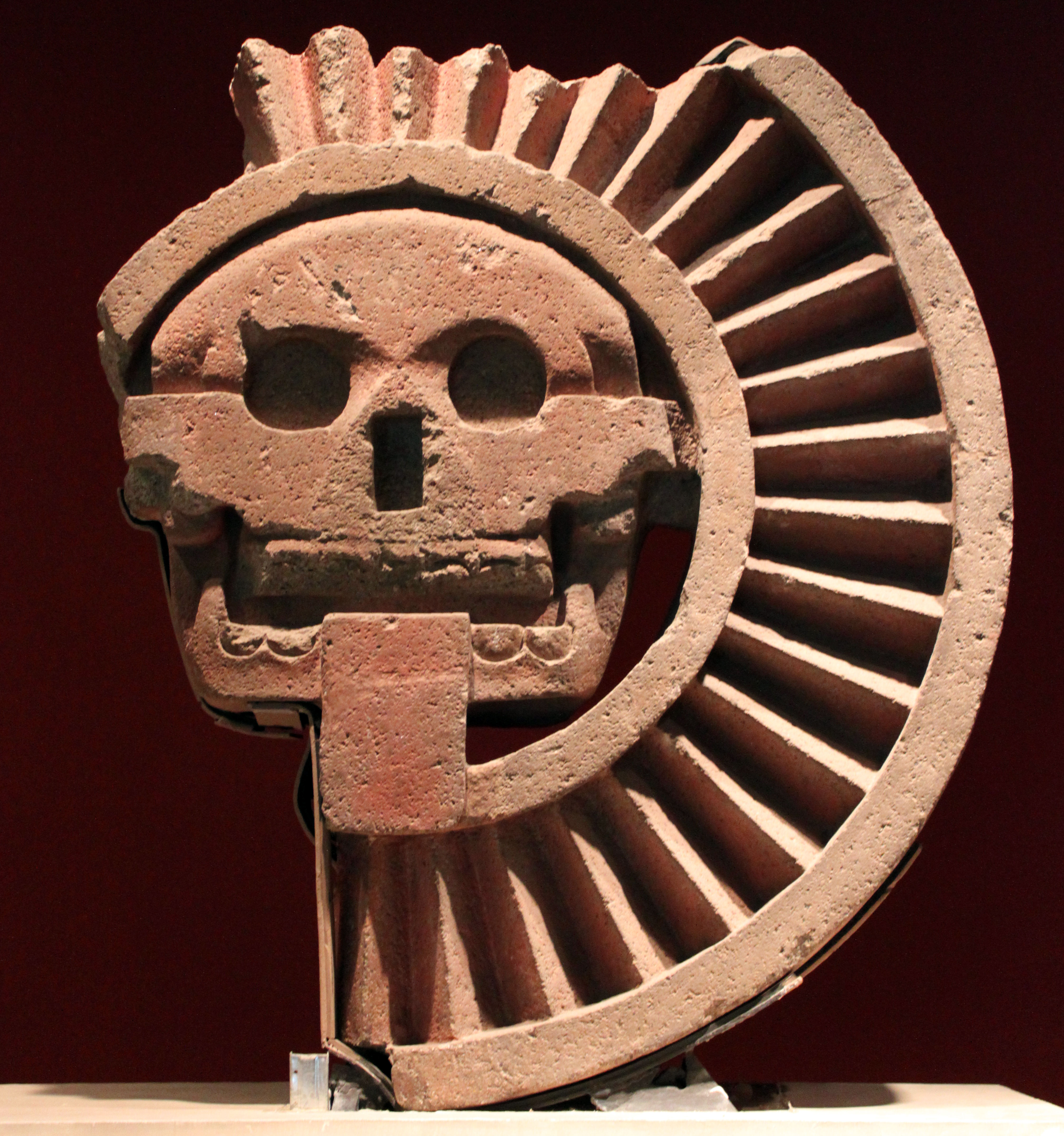
Sculpture de Mictlantecuhtli
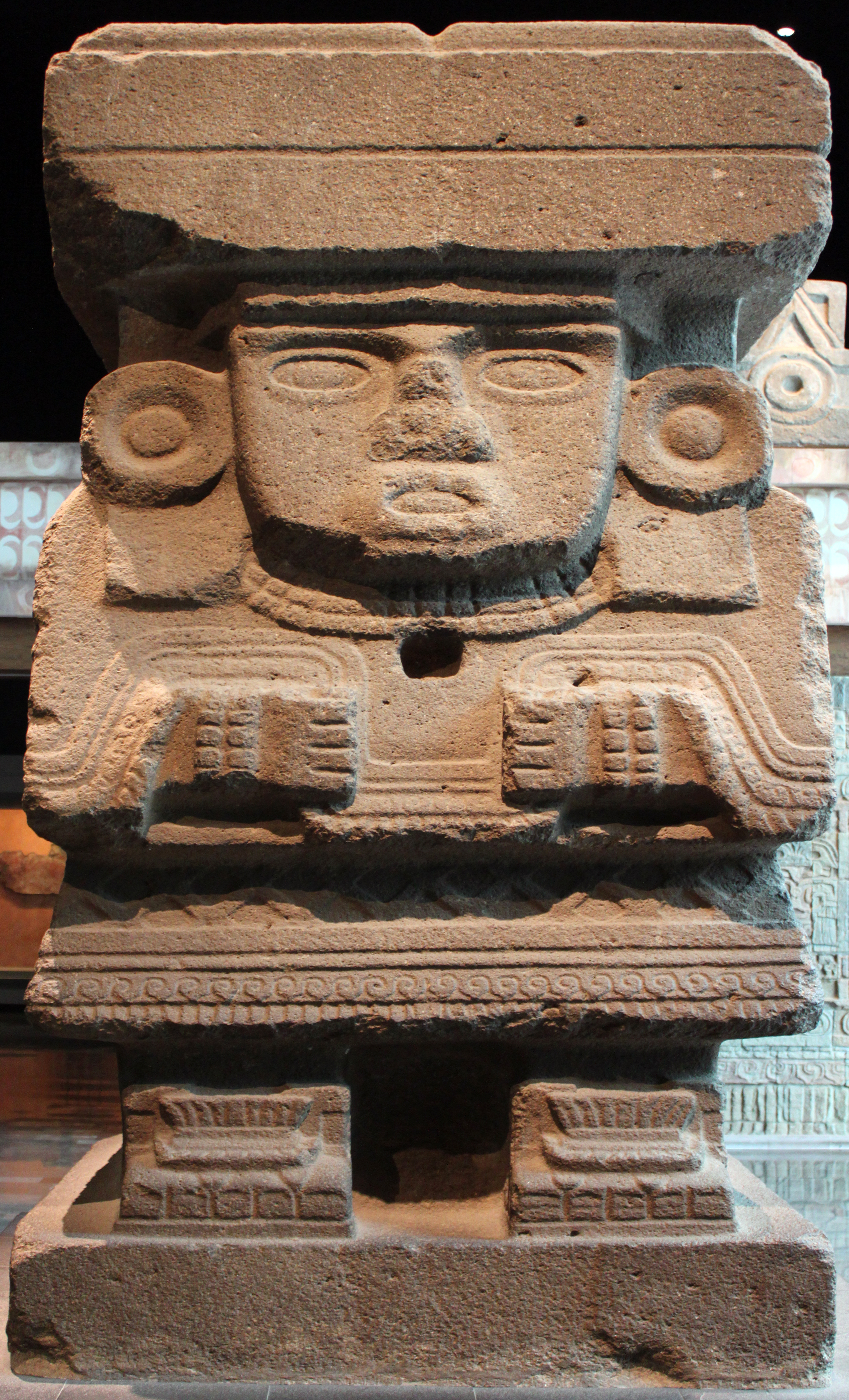
Sculpture de Chalchiuhtlicue
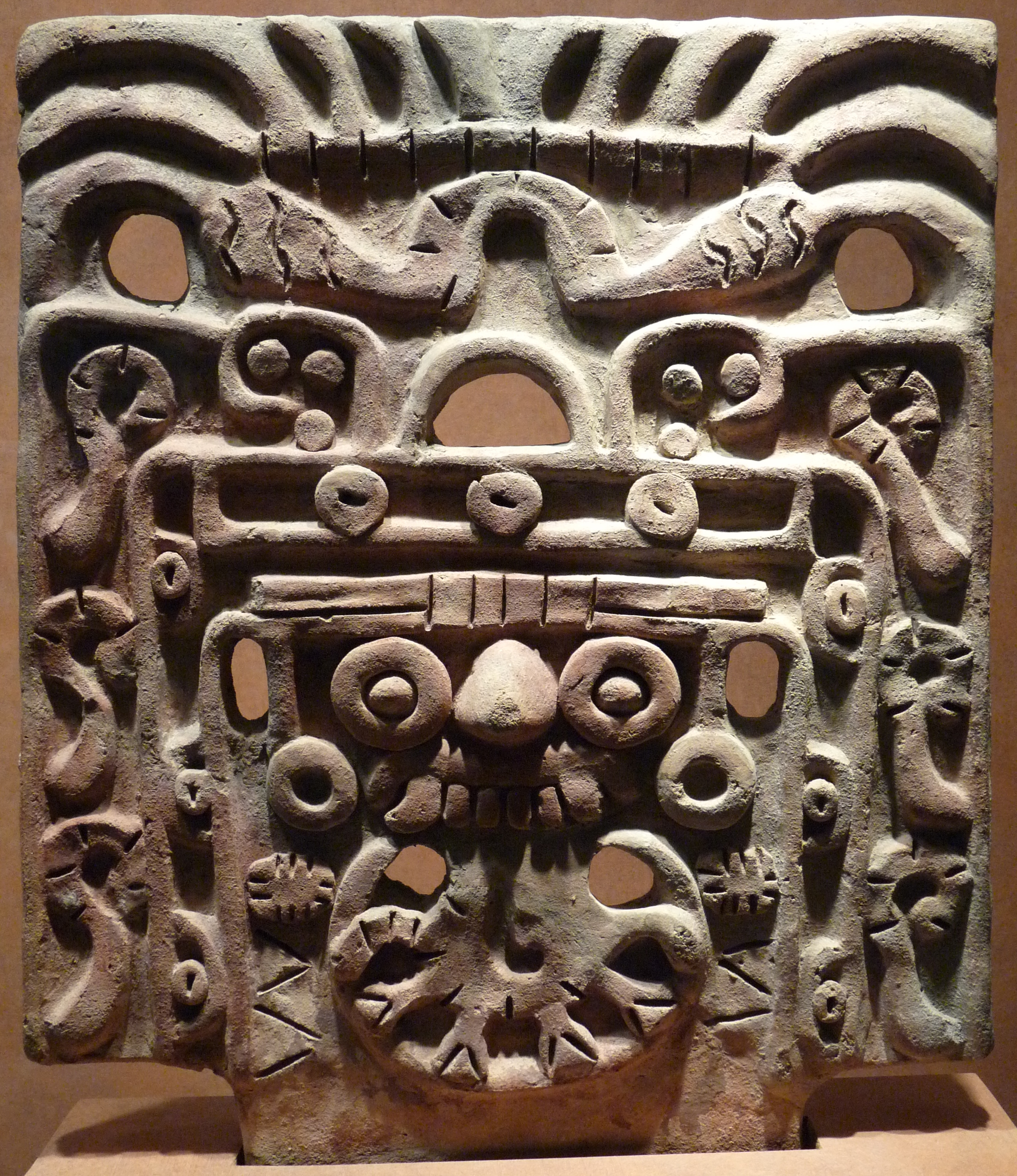
Masque de Tlaloc
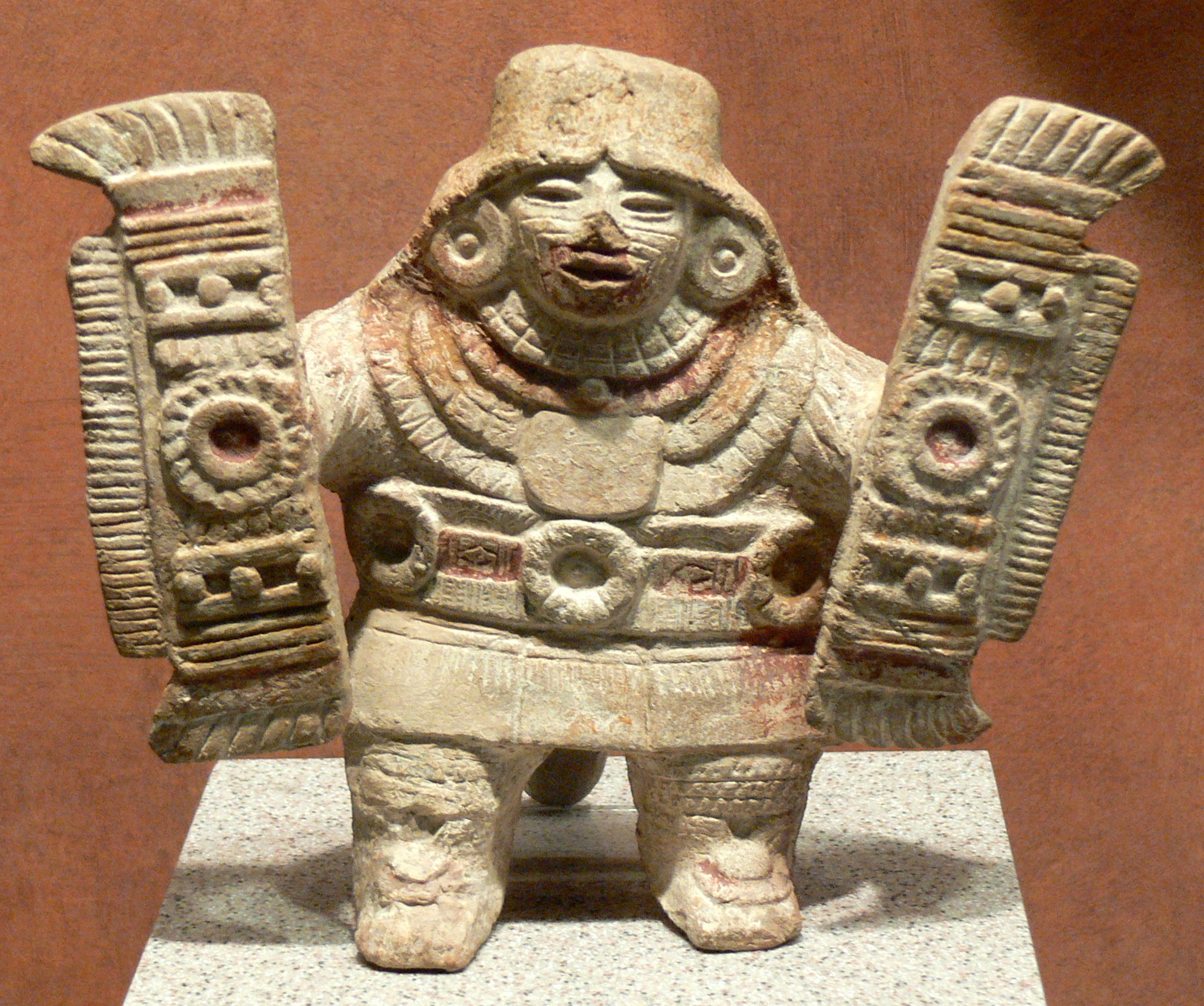
Figurine
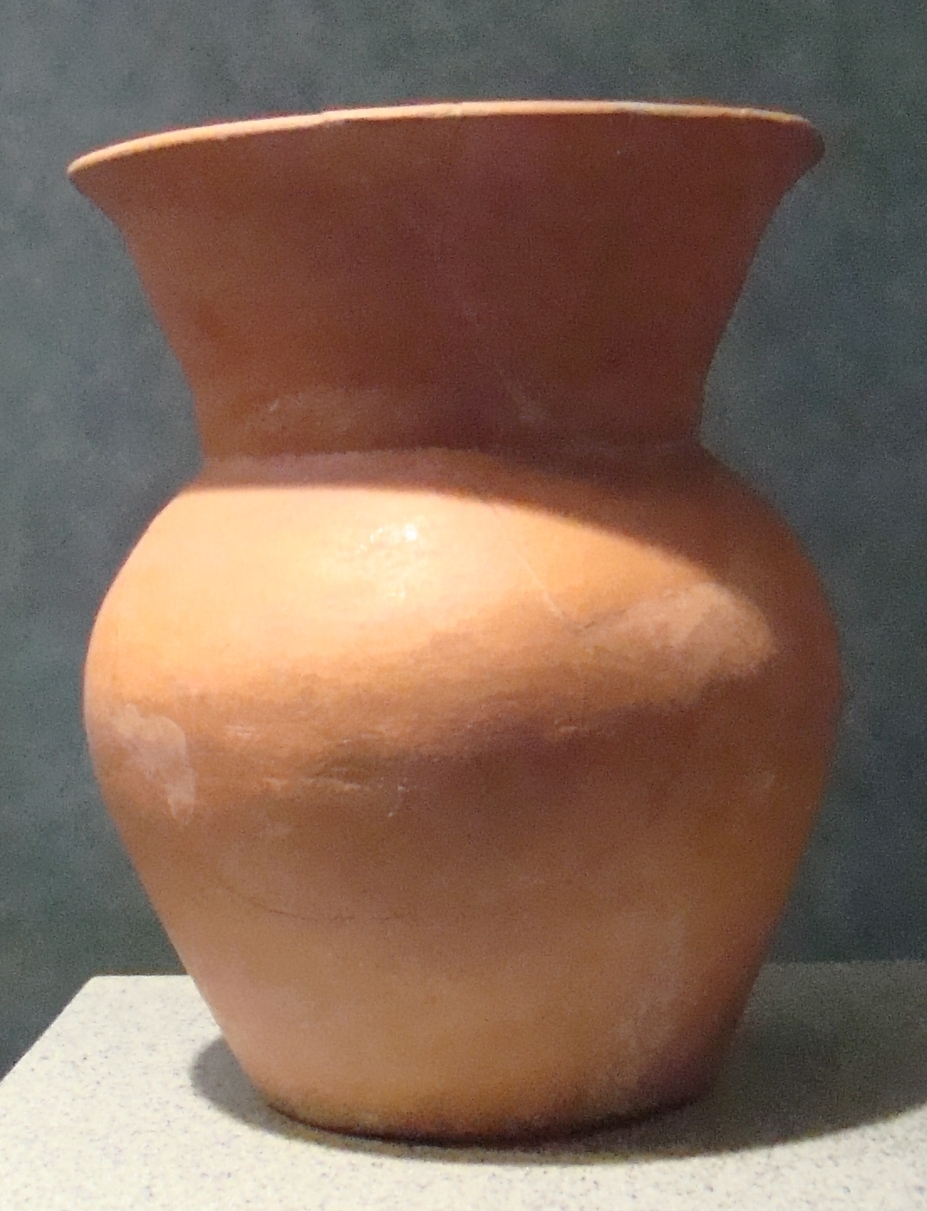
Vase de type Anaranjado Delgado
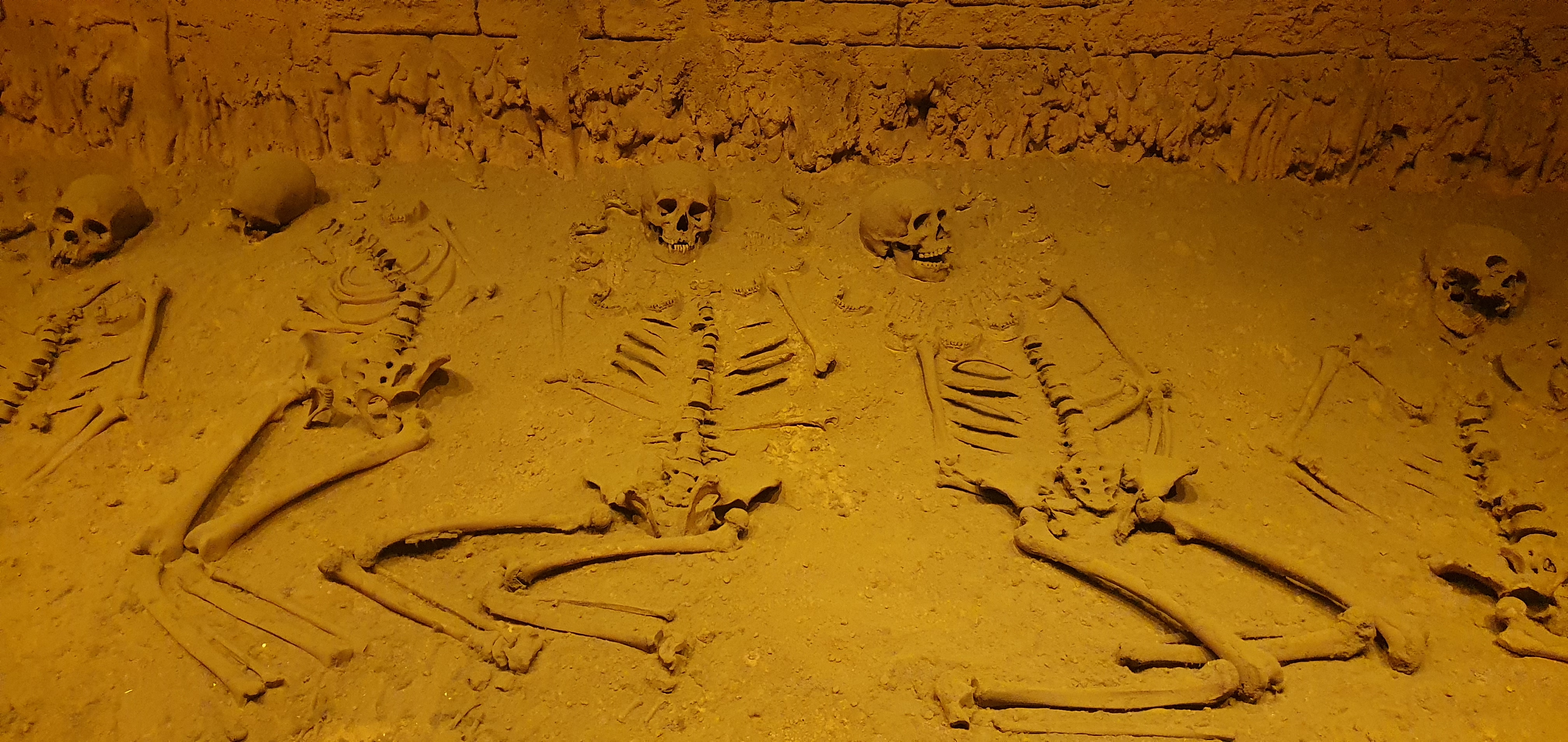
Reconstitution d'une tombe
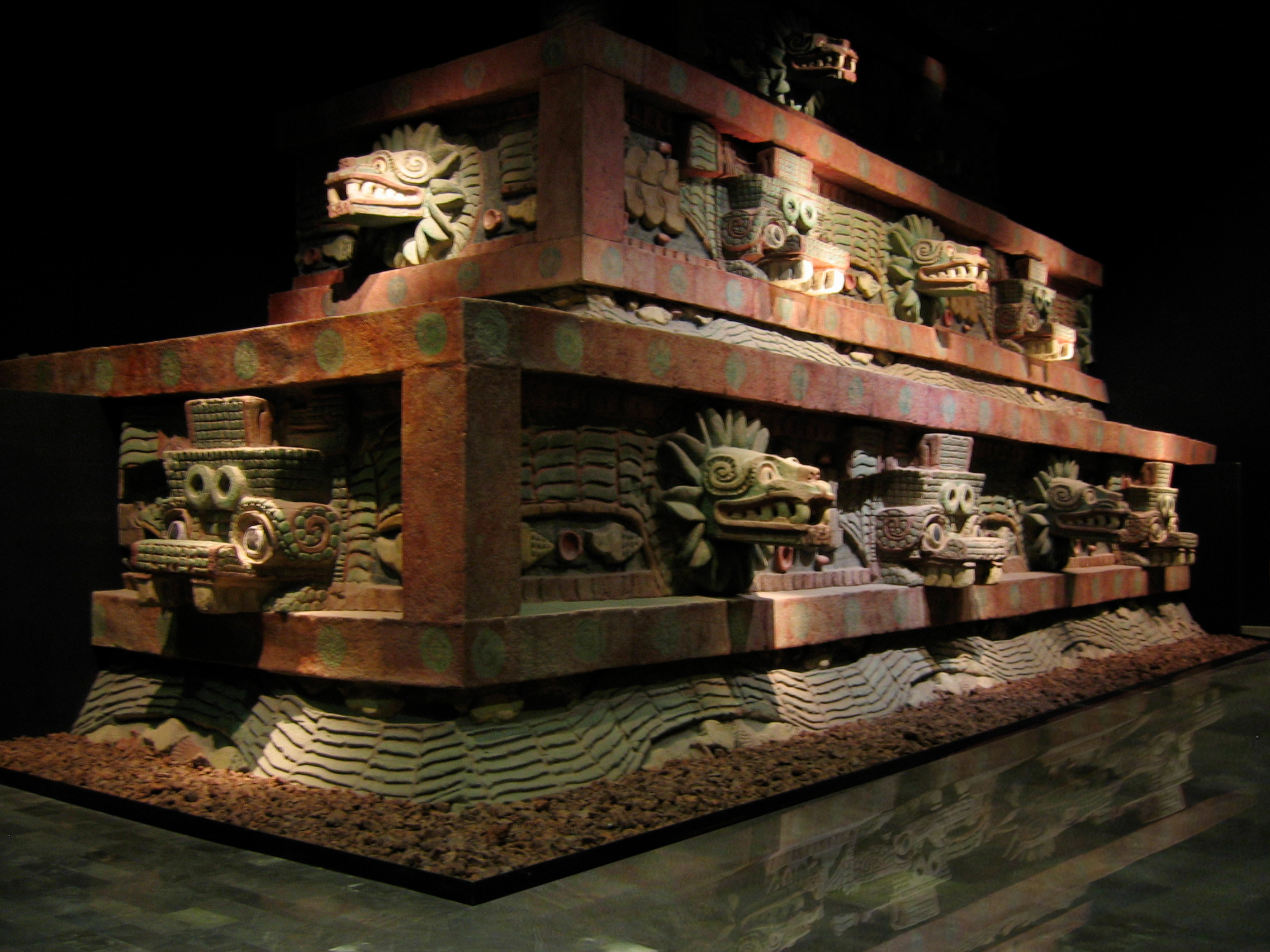
Reconstitution du temple du Serpent à Plumes

### Salle 5: les Toltèques et l'Épiclassique
Après la chute de Teotihuacan, un vide de pouvoir est apparu dans les hauts plateaux du centre, dont ont profité différents groupes qui ont fondé de nouvelles villes : Cacaxtla, situé dans l'état actuel de Tlaxcala, se démarque ; Xochicalco, à Morelos et Tula, à Hidalgo, capitale des Toltèques. La compétition pour contrôler les anciennes routes commerciales de Teotihuacan a généré un environnement politique et guerrier, qui se reflète dans la disposition des nouveaux centres, dans leur art et iconographie, et dans d'autres expressions culturelles. La plupart des nouvelles villes se caractérisaient par une population multiethnique, un produit des mouvements de population typiques de la période épiclassique (600-900 apr. J.-C.).
La salle accueille le visiteur avec la reproduction des célèbres peintures murales de Cacaxtla, œuvres extraordinaires de la peinture méso-américaine. L'iconographie qui apparaît sur ces peintures murales montre la conjonction de divers groupes ethniques sur ce site. Le symbolisme incarné dans ces œuvres est typique des cultures Teotihuacan, maya et zapotèque. Des signes calendriques sont perçus, qui combinent le système typique du Mexique central et du sud-est de la Méso-Amérique : une iconographie maya et Teotihuacan, entrelacée dans une combinaison d'images exceptionnellement colorées. Ensuite, des pièces de Xochicalco sont observés, un site qui se distingue par sa célèbre pyramide du Serpent à plumes, dont la reproduction peut être vue dans la salle.
Le thème central de la salle est la culture toltèque, un peuple du nord du Mexique qui est entré dans les hauts plateaux du centre vers le Xe siècle apr. J.-C. Des sources documentaires décrivent les Toltèques comme de grands artistes, des experts des arts plastiques, de la ferronnerie, de la plume et du lapidaire. Sa ville, Tula, était considérée comme l'une des nombreuses répliques de l'archétype et divin Tollan, ainsi que Teotihuacan, Cholula, México-Tenochtitlán et, peut-être, Chichén Itzá. D'origine chichimèque selon des sources documentaires, ces peuples ont rapidement acquis la culture mésoaméricaine. Au sein de son complexe culturel se distingue l'utilisation du tzompantli, une structure où étaient placés les crânes des prisonniers de guerre; le chac mool, une sculpture d'un personnage semi-allongé avec les jambes repliées et un bol sur sa poitrine pour déposer les offrandes ; les colonnes en forme de serpents à plumes descendants ; les pierres tombales avec des représentations d'animaux dévorant les cœurs ; les fameux Atlantes et les porte-étendards.
Les Toltèques ont réussi à se consolider comme l'un des peuples les plus importants de la Méso-Amérique au cours de la période postclassique précoce (900-1200 apr. J.-C.). Ils dominaient un vaste territoire au centre du Mexique et étendaient leur influence à des territoires lointains, tels que Chichén Itzá et la côte pacifique du Chiapas et du Guatemala. Cela leur a permis de contrôler certaines ressources dont ils monopolisaient l'échange : les céramiques Plumbate, du Chiapas Soconusco et les céramiques Orange Fino de la région de Veracruz.
Parmi les pièces les plus représentatives de cette section, on trouve: un Atlante ; la reproduction du temple de Tlahuizcalpantecuhtli, avec certaines des pierres tombales originales d'animaux carnivores ; la cuirasse en perles de coquillage, située dans le palais brûlé de Toula ; un chac mool, vestige d'une colonne en forme de serpent à plumes ; la figurine en forme de guerrier coyote et plusieurs exemples de poterie, parmi lesquels le type Plumbate.

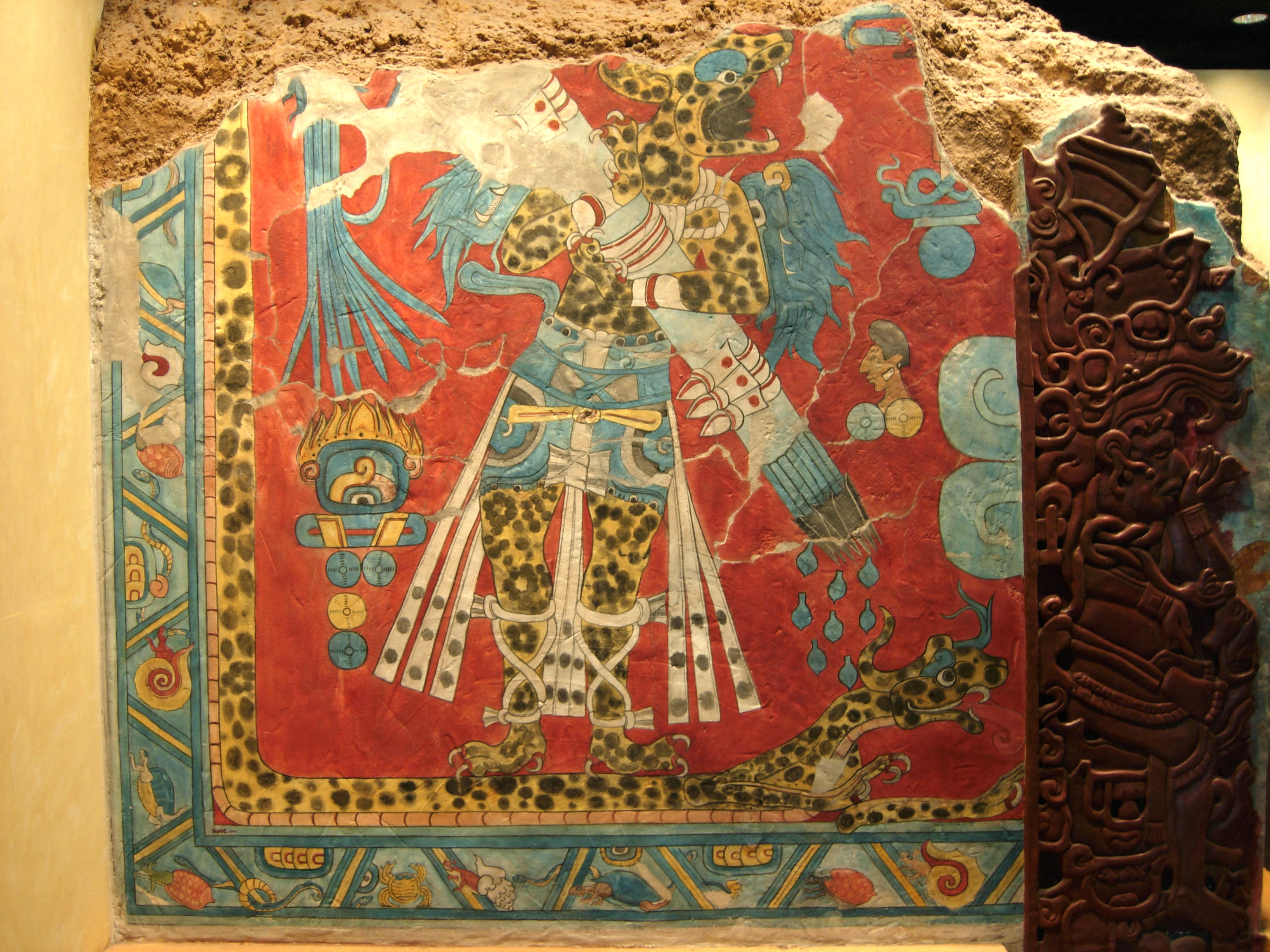
Fresque de l'Homme-Jaguar
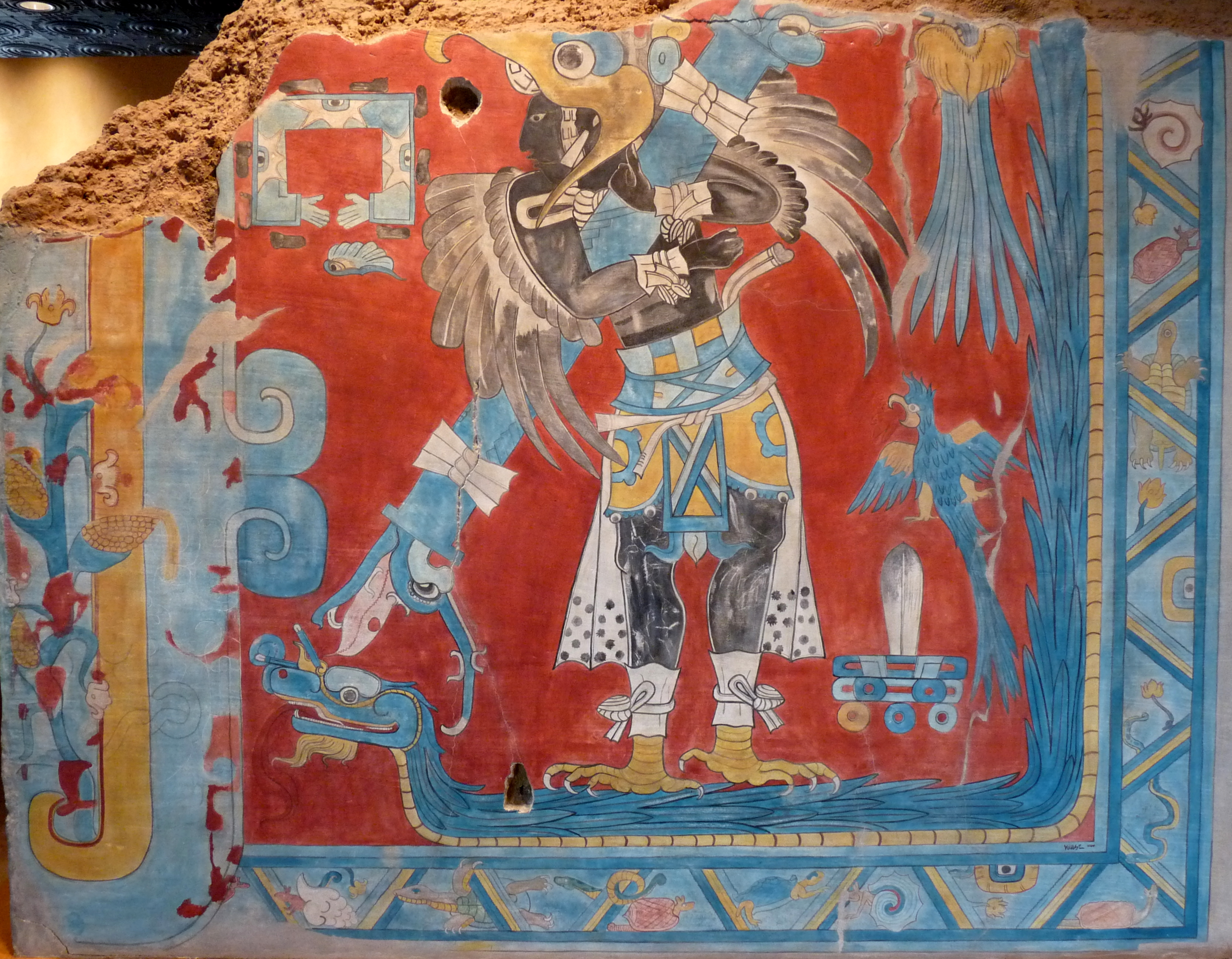
Fresque de l'Homme-Oiseau
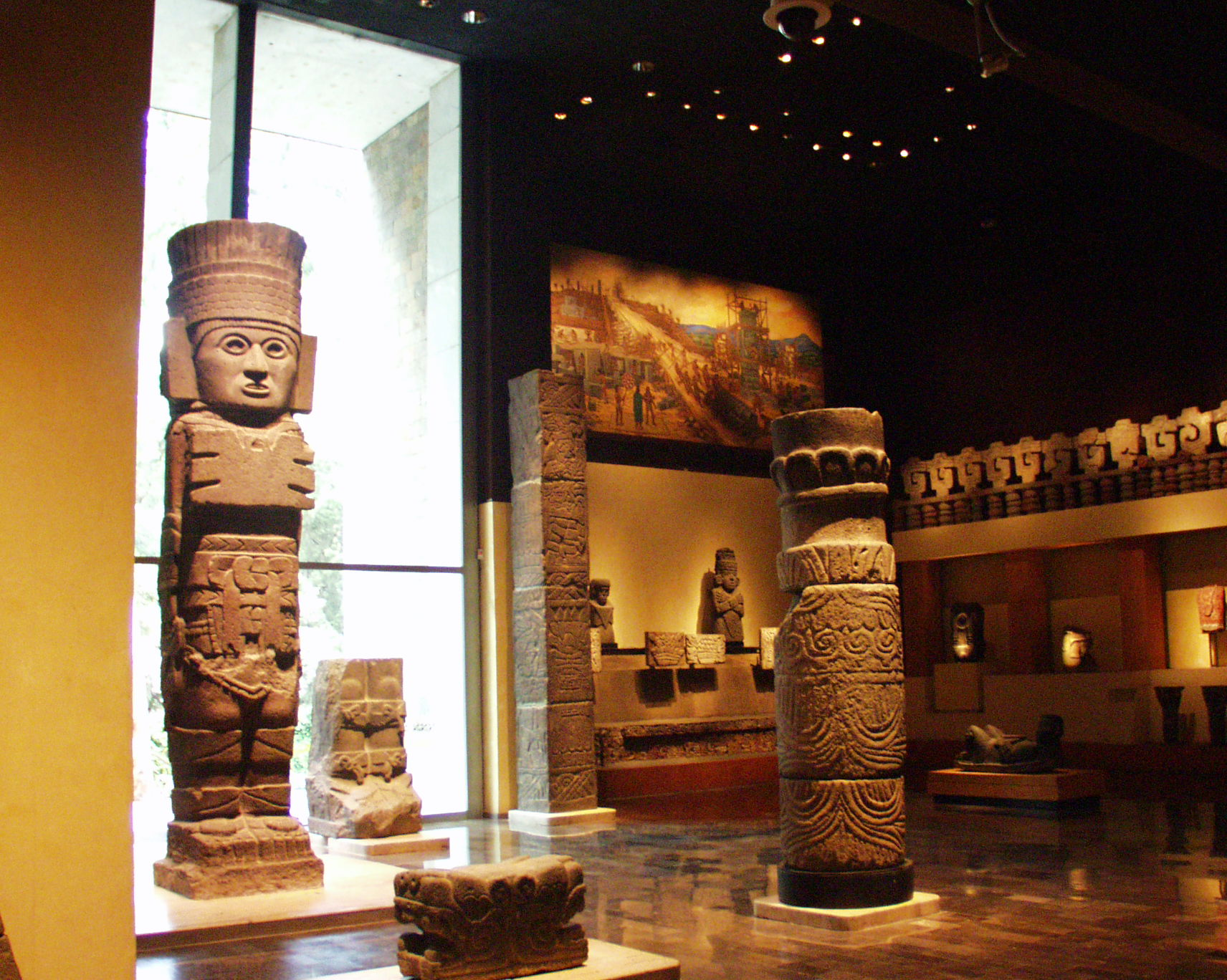
Salle toltèque
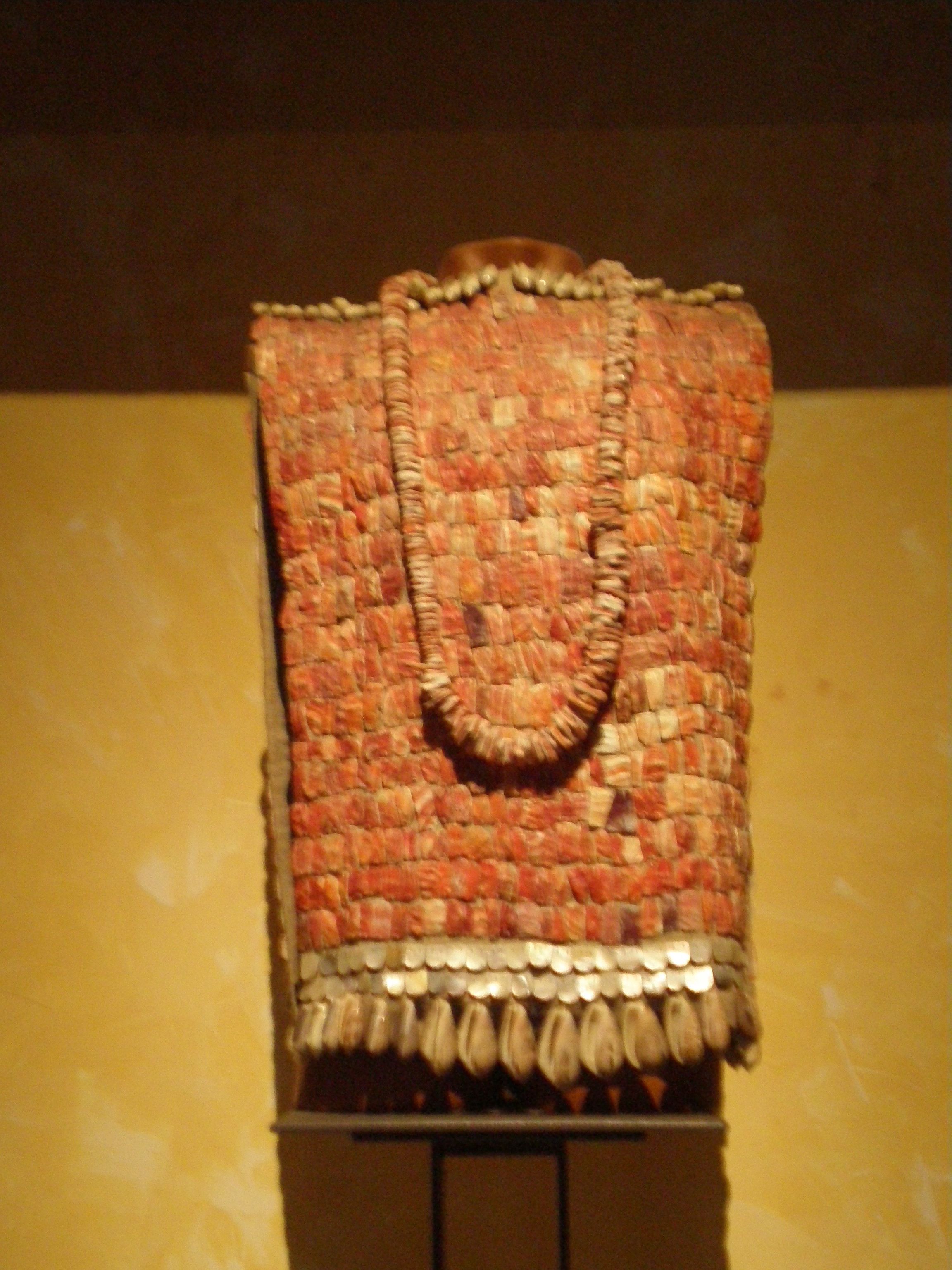
Cuirasse de coquillages

### Salle 6: Mexicas (ou Aztèques)
La salle montre la puissance et l'importance de la culture mexicaine à la fin de la période postclassique (1250-1521 apr. J.-C.). Les Mexicas, appelés aussi Aztèques, étaient un peuple conquérant arrivé dans le bassin du Mexique au milieu du XIVe siècle, en provenance de la mythique ville nordique d'Aztlán. Après un long voyage, ils réussirent à s'installer sur un petit îlot du lac Texcoco, qui appartenait au domaine Azcapotzalco, le plus puissant à l'époque dans le bassin de Mexico.
Pendant plusieurs années, les Mexicas ont été soumis au contrôle politique et militaire des Tépanèques d'Azcapotzalco, jusqu'à ce qu'après une guerre, ils réussissent à se libérer de leur domination et à devenir progressivement le pouvoir politique le plus influent du bassin. Avec leurs alliés, Texcoco et Tlacopan, ils formèrent la Triple Alliance, un système politique tripartite à travers lequel ils contrôlèrent une grande partie de la Mésoamérique pendant la guerre de conquête. Le but central de l'expansionnisme mexica n'était pas la domination territoriale, mais l'avantage fiscal qui leur permettait d'avoir accès aux ressources naturelles, la réorganisation du commerce et le contrôle d'importants marchés.
Dans la salle sont exposées de magnifiques  sculptures de grand format, telles que le monolithe de Coatlicue et la Pierre du Soleil ; un cuauhxicalli en forme de jaguar et la Pierre de Tizoc. Il existe également des pièces lapidaires, de format plus petit, mais d'un travail exceptionnel, comme un vase d'obsidienne en forme de singe.

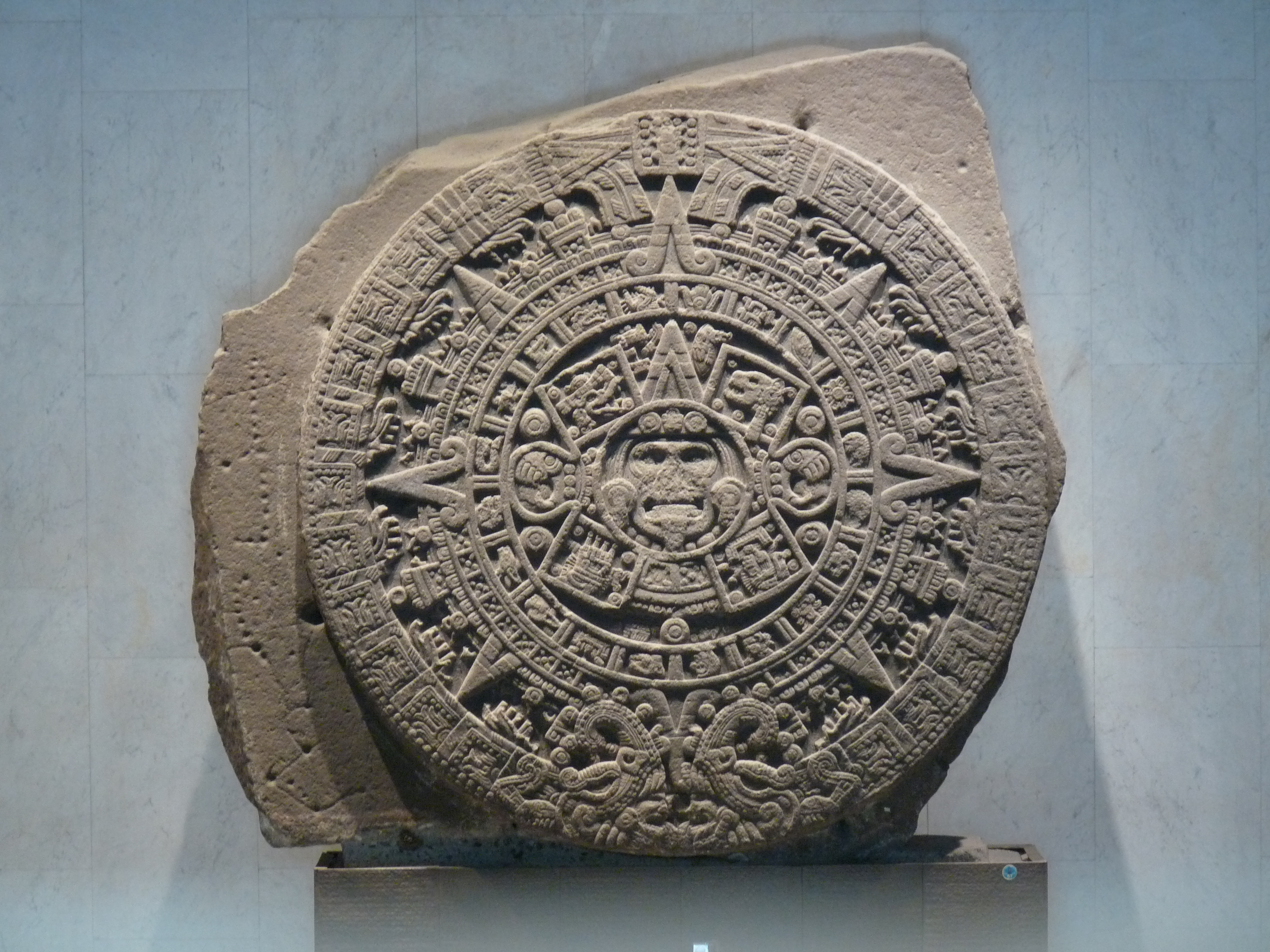
La Pierre du Soleil est une des plus importantes pièces de la collection permanente
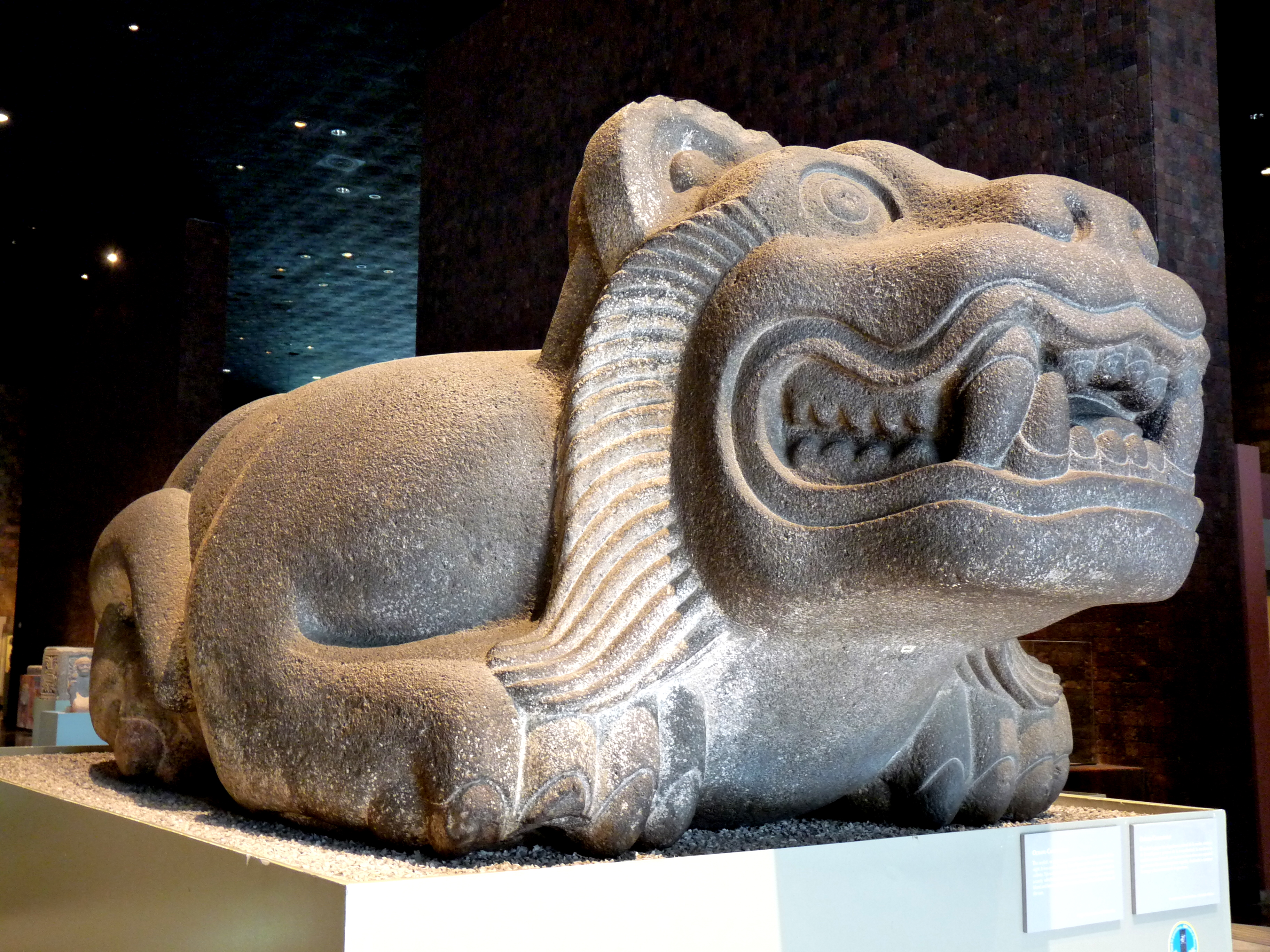
Ocelotl-Cuauhxicalli
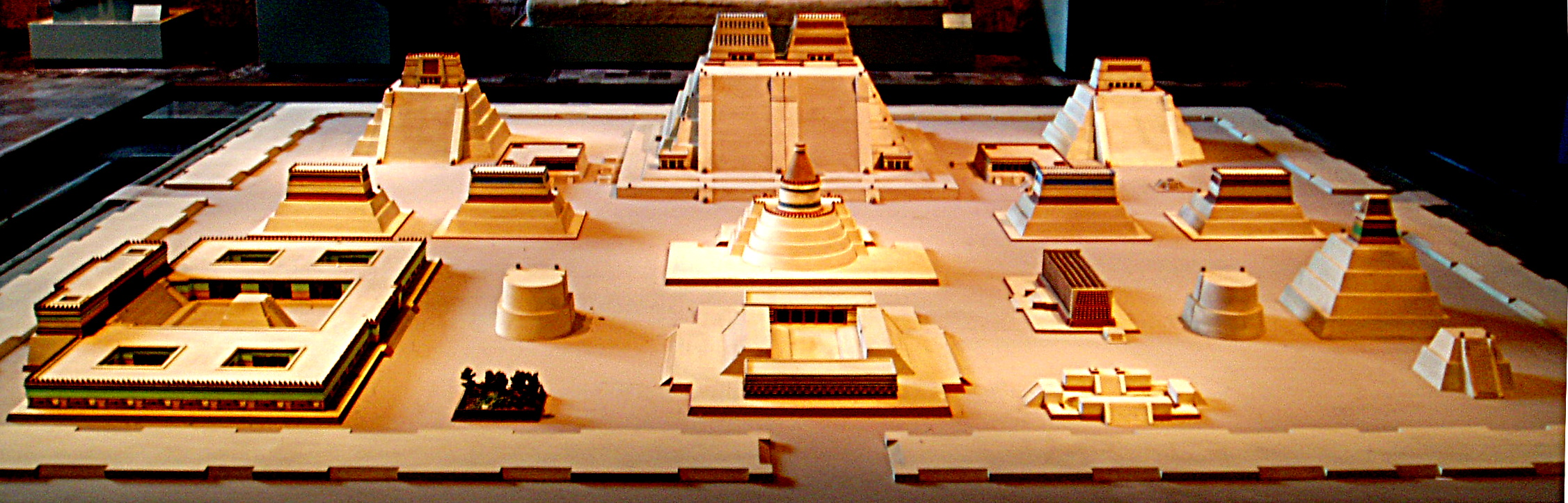
Maquette reconstituant l'enceinte du Templo Mayor de Mexico-Tenochtitlan
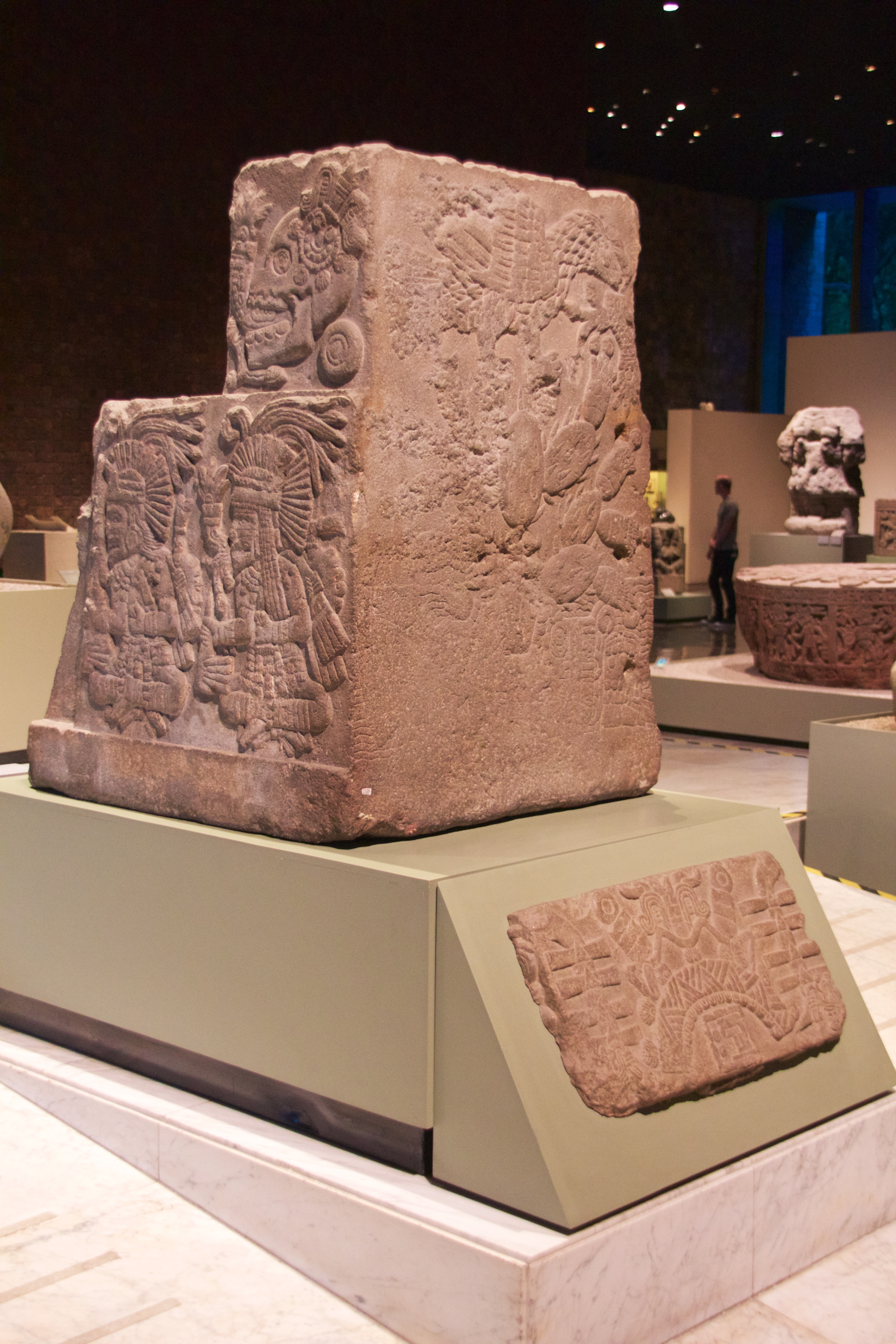
Teocalli de la guerre sacrée
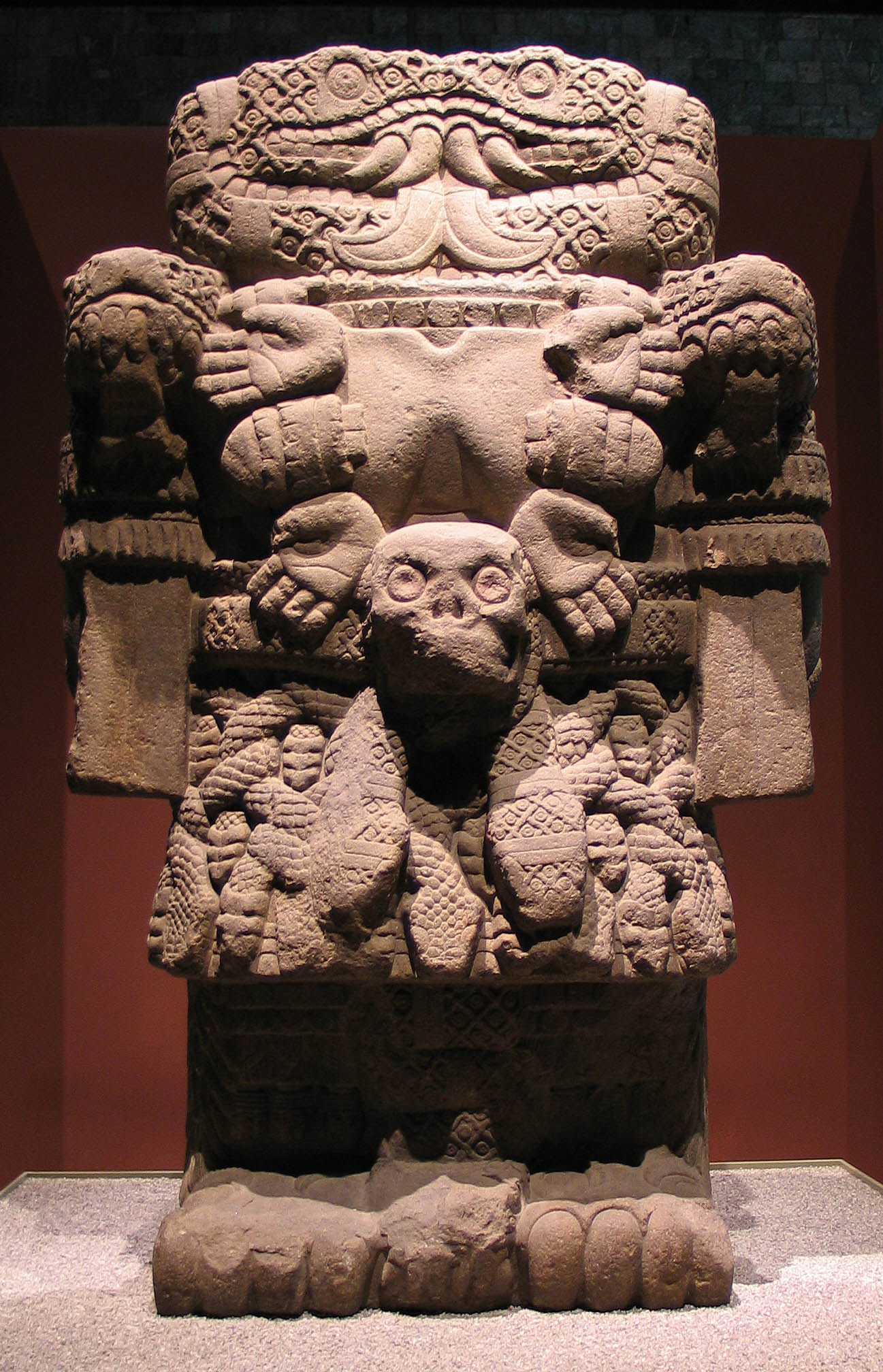
Monolithe représentant Coatlicue, déesse aztèque de la Terre
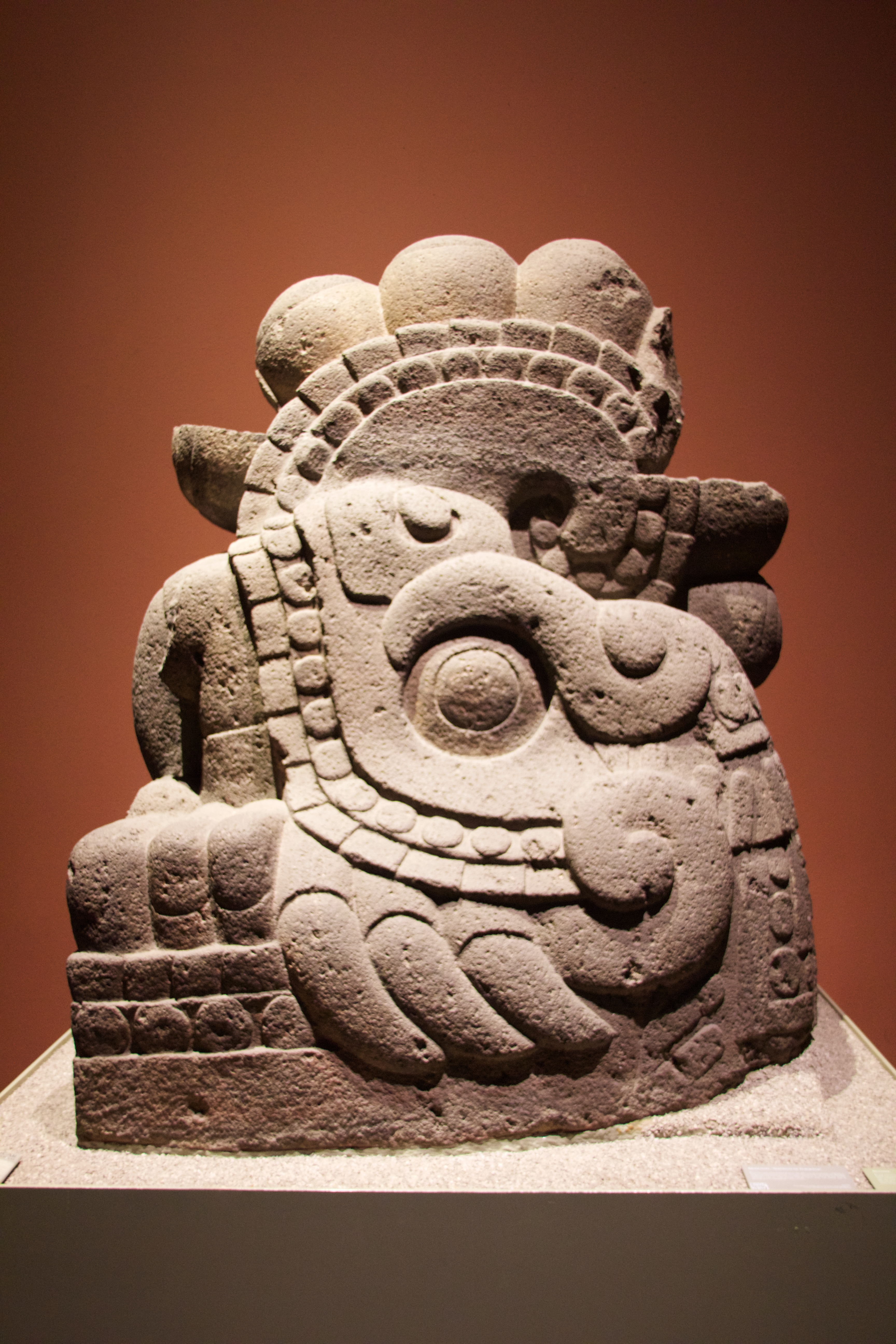
Sculpture Xihucoatl
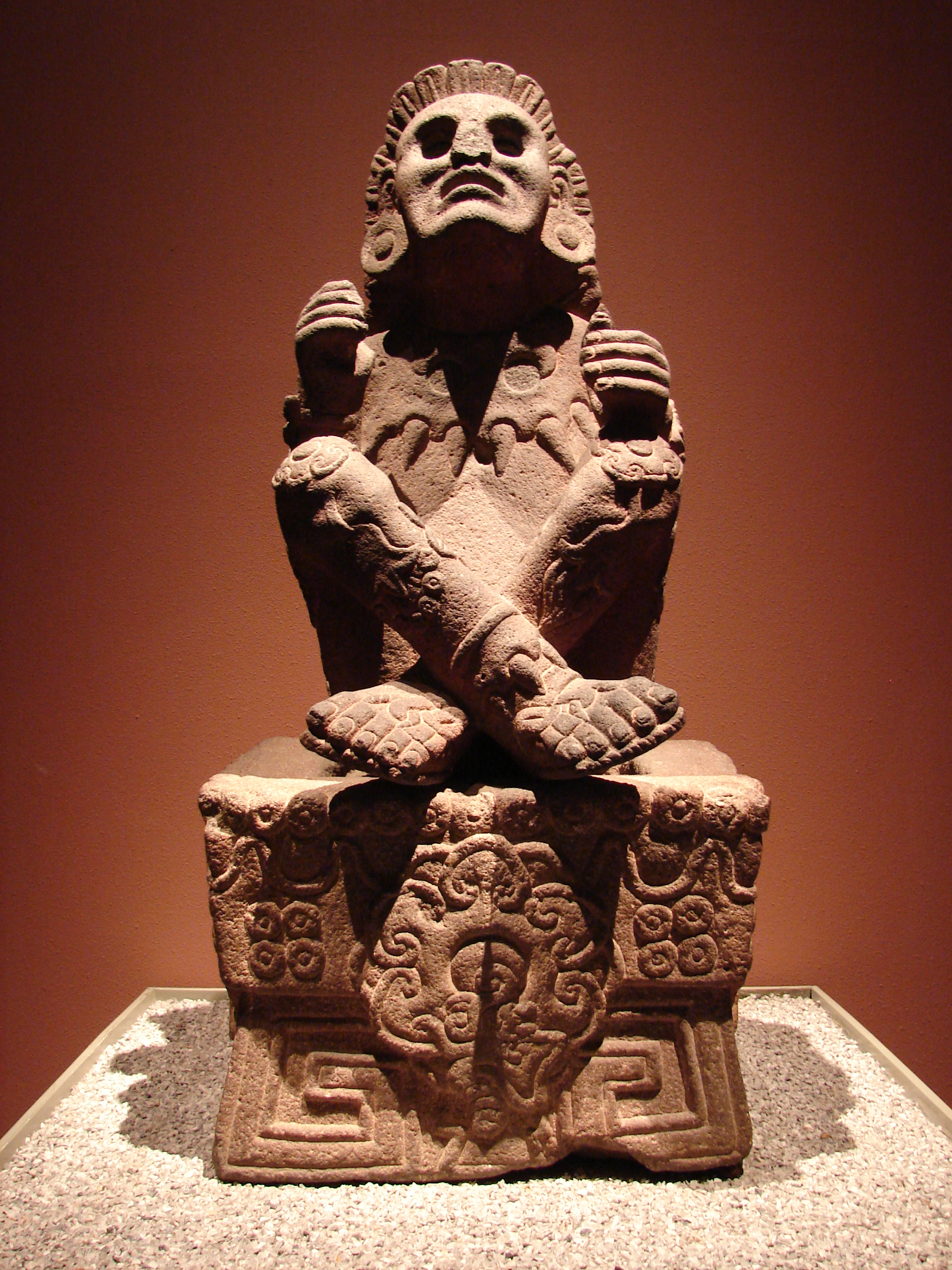
Sculpture Xochipilli
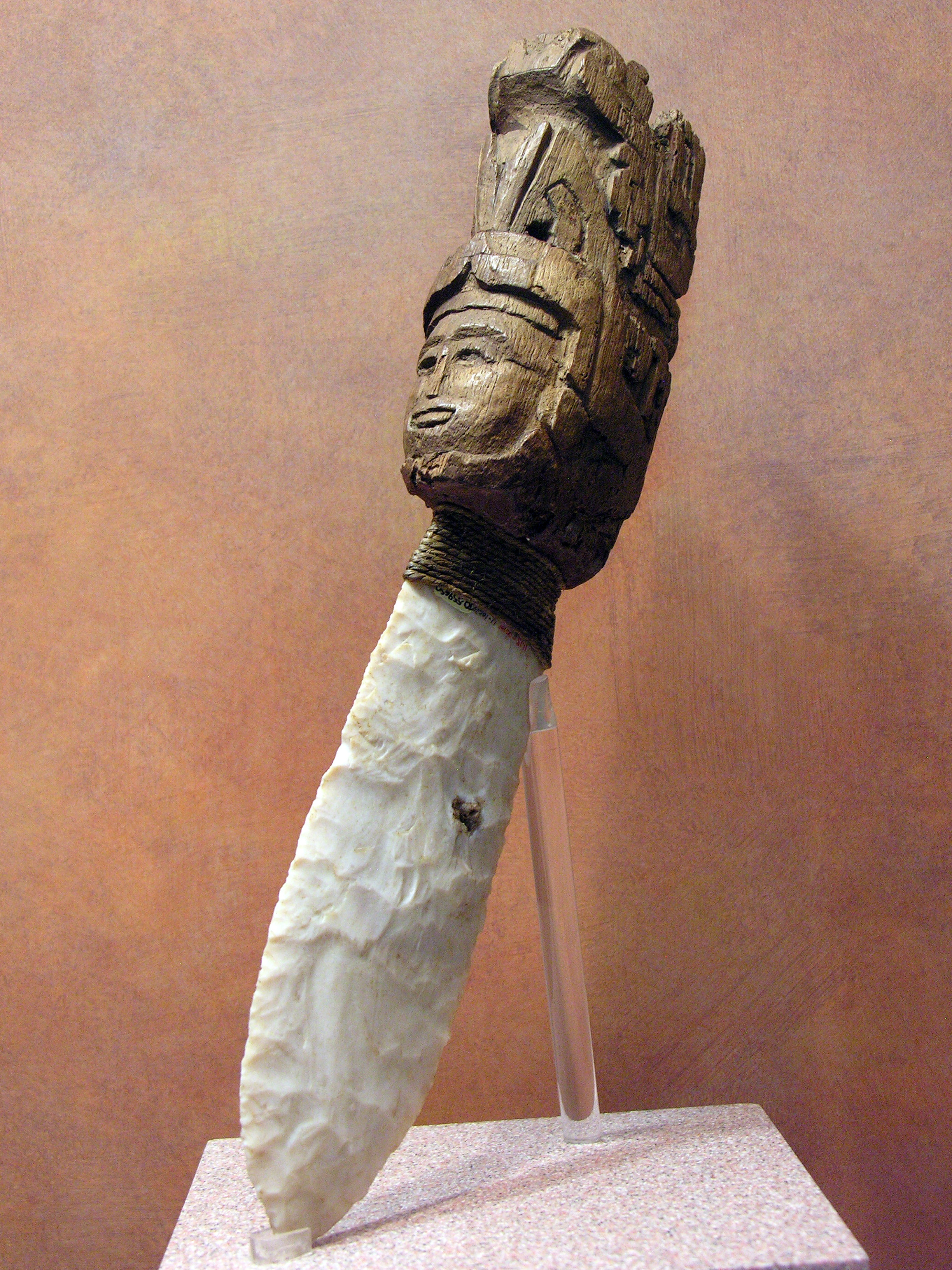
Couteau sacrificiel avec manche en bois sculpté
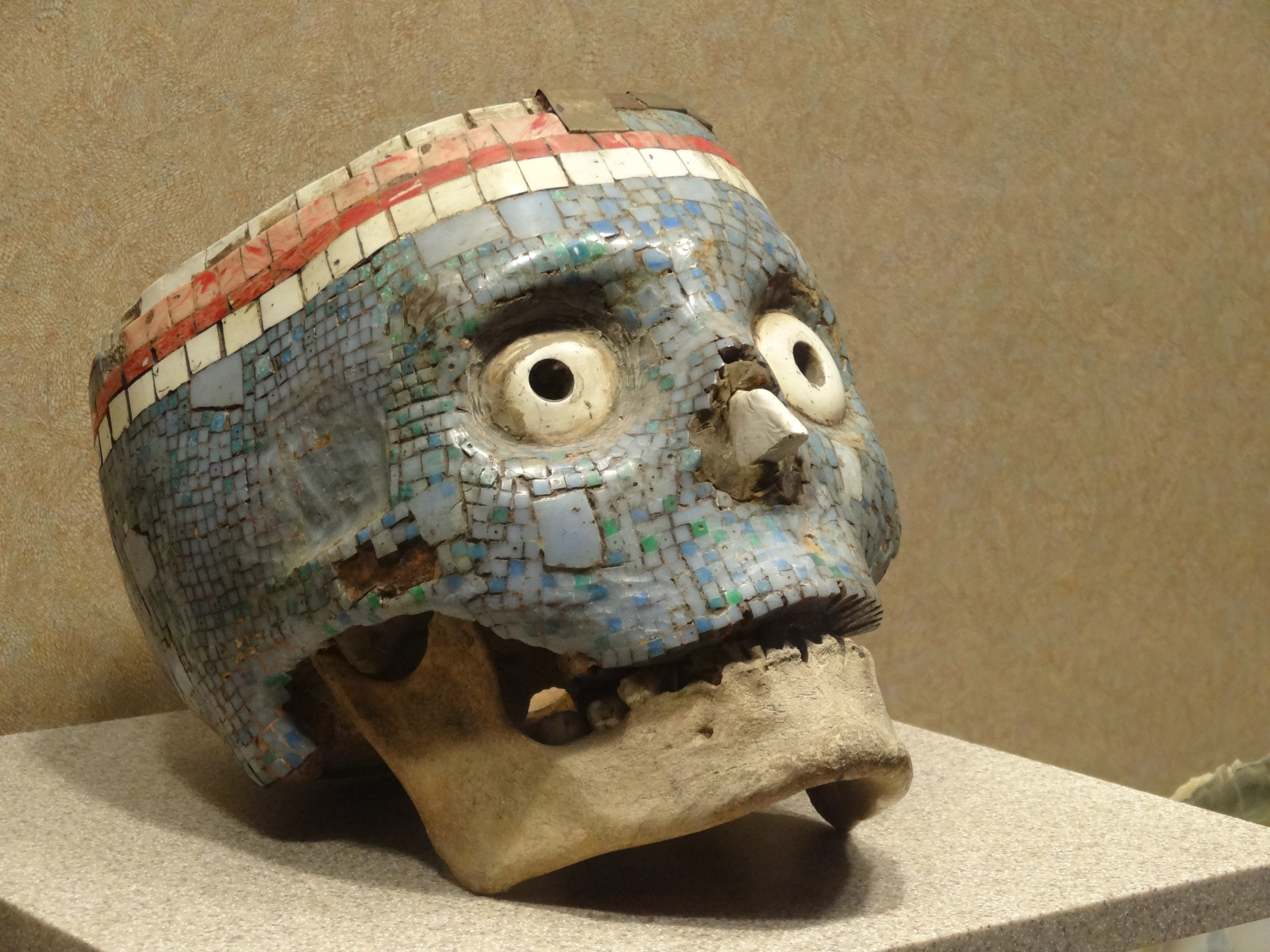
Crâne plaqué de turquoise
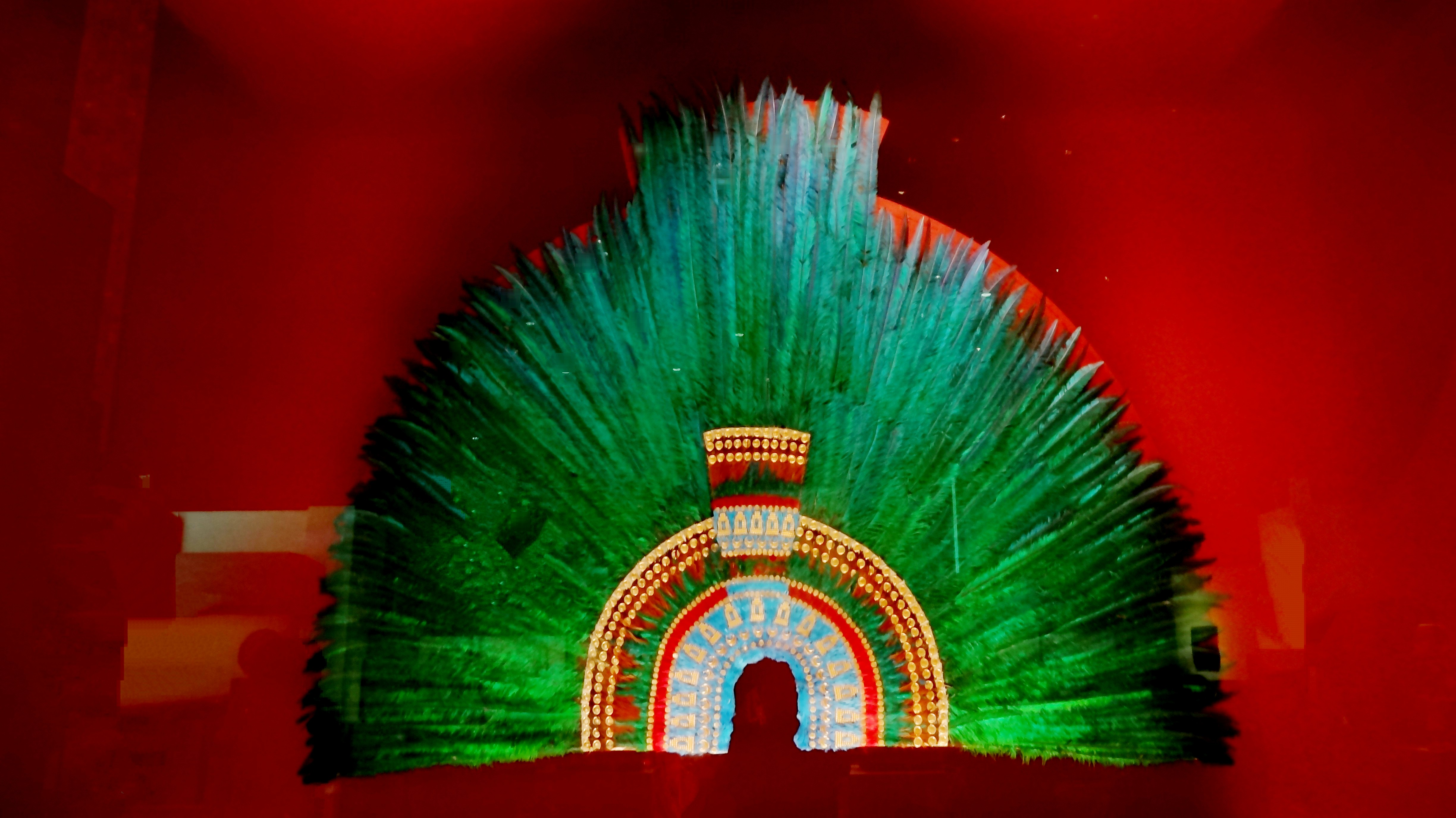
La coiffe de Montezuma

### Salle 7: cultures de la région d'Oaxaca
Les cultures zapotèques et mixtèques sont les principales de l'ancienne région d'Oaxaca. Les œuvres exposées dans cette salle proviennent essentiellement de Monte Albán et Mitla.
Les Zapotèques et les Mixtèques étaient des groupes ethniques qui habitaient et vivent encore dans l'actuel État d'Oaxaca, et à différentes époques ont régné sur les destinées de cette zone multiculturelle complexe.
La capitale des Zapotèques, Monte Albán, a été construite au sommet d'une colline modifiée par les constructeurs vers 500 av. J.-C. pour former un plateau, stratégiquement situé au confluent des vallées centrales d'Oaxaca : Etla, Tlacolula et Zimatlán. Parmi les premiers bâtiments de la ville se distingue le bâtiment « L », dans lequel ont été placées des pierres tombales avec des personnages sculptés communément appelés « danseurs » ; en fait, ces personnages représentent des captifs de guerre, sacrifiés et mutilés, qui manifestent la puissance militaire de la ville. Un autre de ces monuments qui montre les conquêtes de Monte Albán, sont les pierres tombales du bâtiment "J", qui se distingue par la rupture avec l'orientation nord-sud du reste des bâtiments et par la forme particulière de son plan qui rappelle une pointe de projectile. Dans la capitale zapotèque, la maîtrise de construction de ses architectes s'exprime, tant dans les édifices civils et religieux, que dans les temples, les tombes et les jeux de balle.
Un autre élément important de la culture zapotèque est le développement précoce de l'écriture, qui est mis en évidence dans les pierres tombales mentionnées ci-dessus et dans certaines des pièces de céramique présentées dans la salle. Les objets en céramique sont une autre caractéristique qui se distingue par leur exquisité et leur variété de formes, où se démarquent les urnes généralement déposées dans les offrandes mortuaires. Sur ces objets étaient principalement représentés des dieux, des personnages de haut rang et des animaux considérés comme les manifestations zoomorphes des divinités. En ce qui concerne ces dernières, est exposé dans la salle le masque-pectoral du dieu chauve-souris : magnifiquement travaillé dans des pièces de jade, c'est l'un des chefs-d'œuvre de l'art préhispanique. La relation avec le lointain Teotihuacan est présente dans la salle avec différents objets en céramique qui montrent son influence. En outre se distingue un linteau sculpté en pierre de la plate-forme sud de Monte Albán, sur lequel est représentée une procession de personnages de Teotihuacan s'approchant du souverain de Monte Albán.
L'architecture funéraire était très importante à Monte Albán. La forme, la décoration et le contenu des tombes variaient selon le moment de la construction. Dans la salle, on peut voir la reproduction de la tombe 104, qui se distingue par sa magnifique façade évoquant l'architecture de la ville. Ses murs ont été peints avec des images de dieux et de personnages, dans une couleur et un style rappelant la peinture murale de Teotihuacan.
La salle présente également le développement culturel des Mixtèques, un peuple dont la présence était plus importante pendant la période postclassique (850-1521 apr. J.-C.). Leur histoire et leur vision du monde peuvent être reconstituées à partir des codex qu'ils ont créés, dont quatre fac-similés sont exposés : Selden, Vindobonensis, Nuttal et Colombino. Parmi les pièces qui ressortent le plus, il faut citer la céramique polychrome et le type "codex", l'une des plus belles de Mésoamérique. Habiles à travailler avec des objets de plus petit format, les Mixtèques sculptent avec élégance et délicatesse des scènes religieuses dans les os des humains comme des animaux, pièces délicates où se reflète le « style codex » qui les caractérise.
Une mention spéciale mérite le travail de métallurgie et d'orfèvrerie, qui se distingue par l'habileté technique des pièces réalisées grâce à la technique de la cire perdue, selon laquelle ont été travaillées les pièces les plus fines et les plus délicates utilisées par les classes dirigeantes comme insignes de pouvoir. Les Mixtèques ont été considérés comme les plus importants orfèvres du Mexique préhispanique, créateurs d'un style raffiné qui s'est rapidement répandu dans toute la Méso-Amérique. Dans la salle sont exposés des objets en or provenant de différentes régions mixtèques, et dans le jardin, la reproduction de la Tombe 7 de Monte Albán, avec des reproductions du célèbre « trésor de la Tombe 7 », dont les originaux sont exposés au Musée régional d'Oaxaca dans l'ancien couvent de Saint-Domingue.

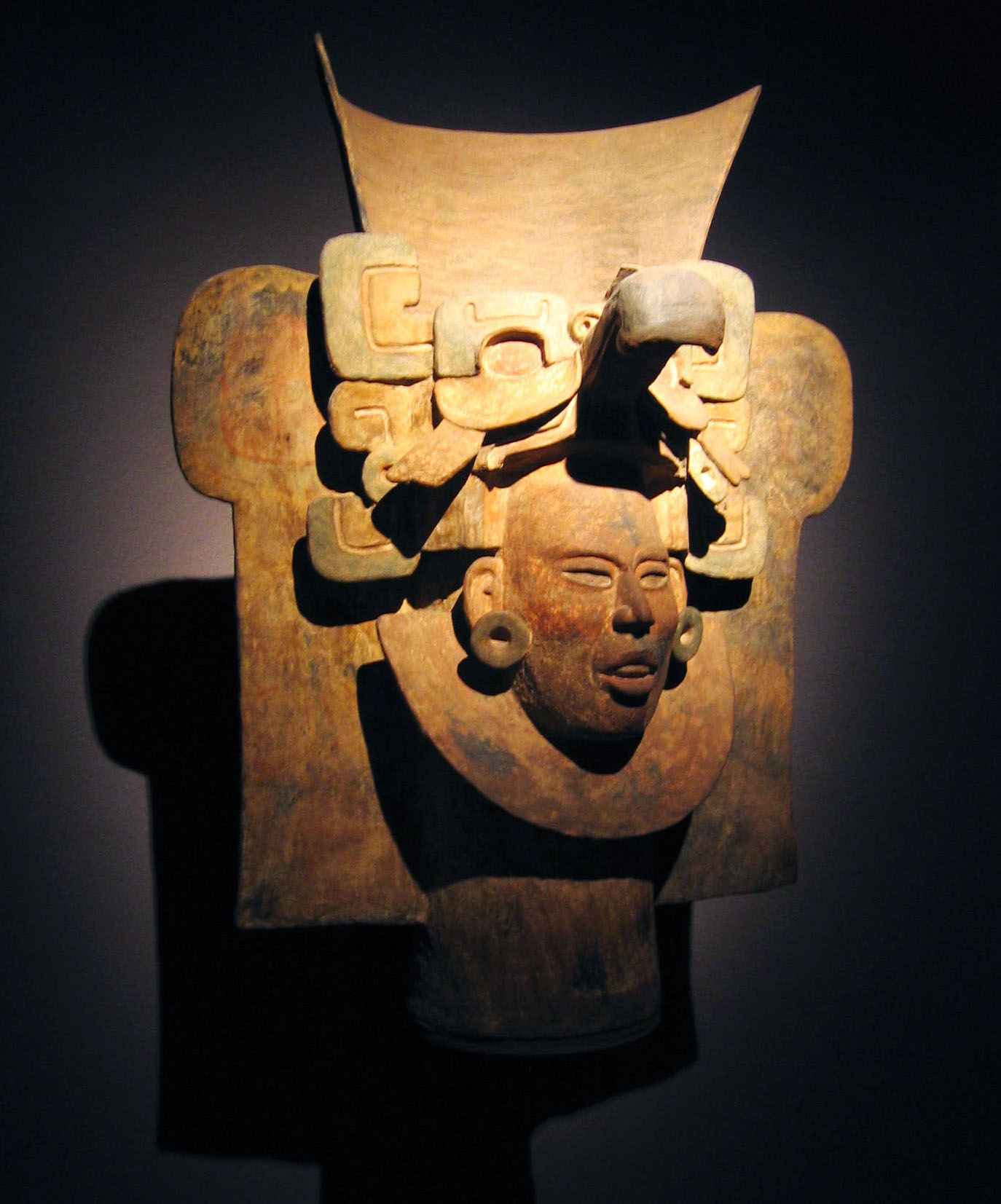
Divinité inconnue
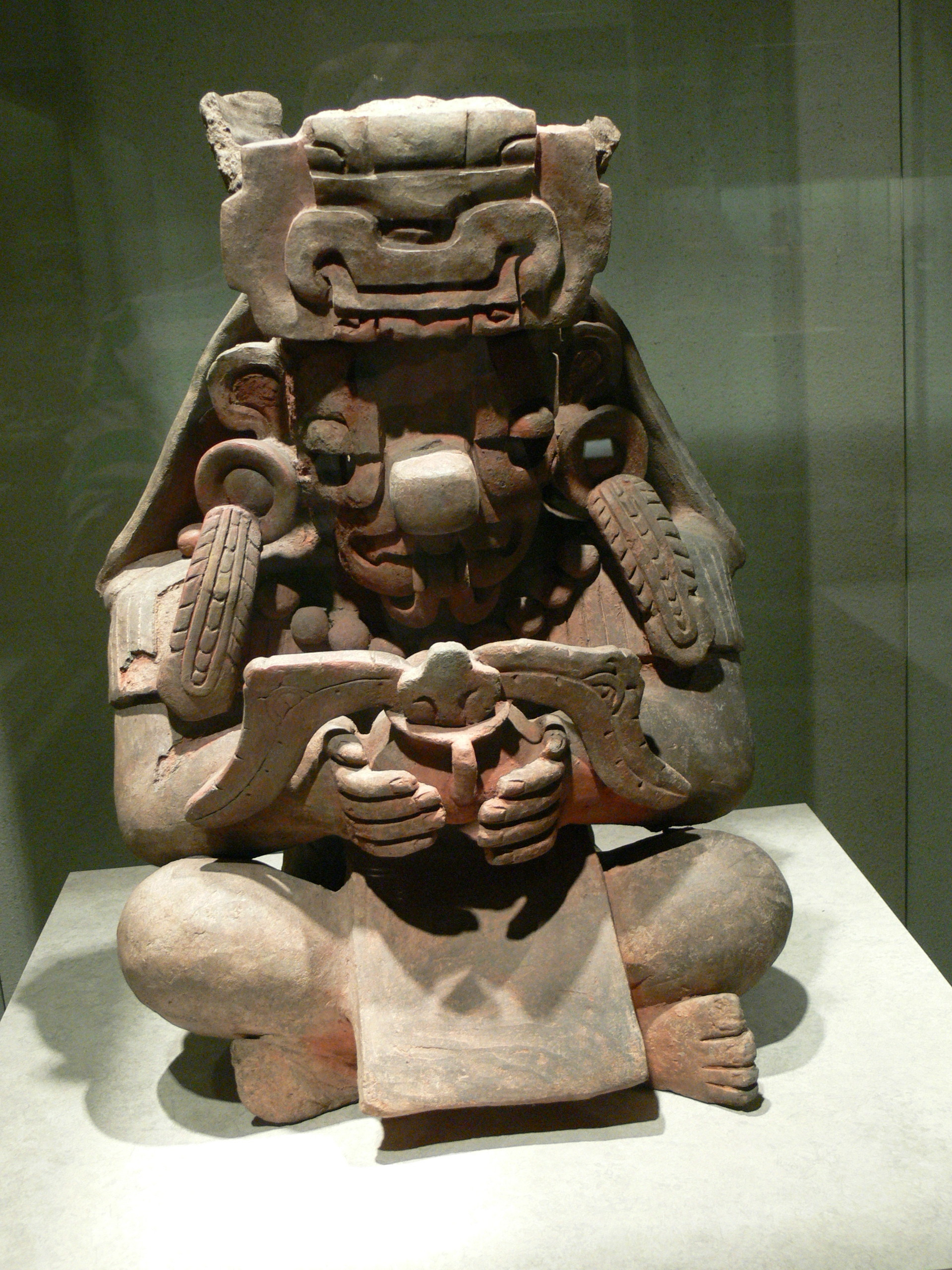
Cocijo
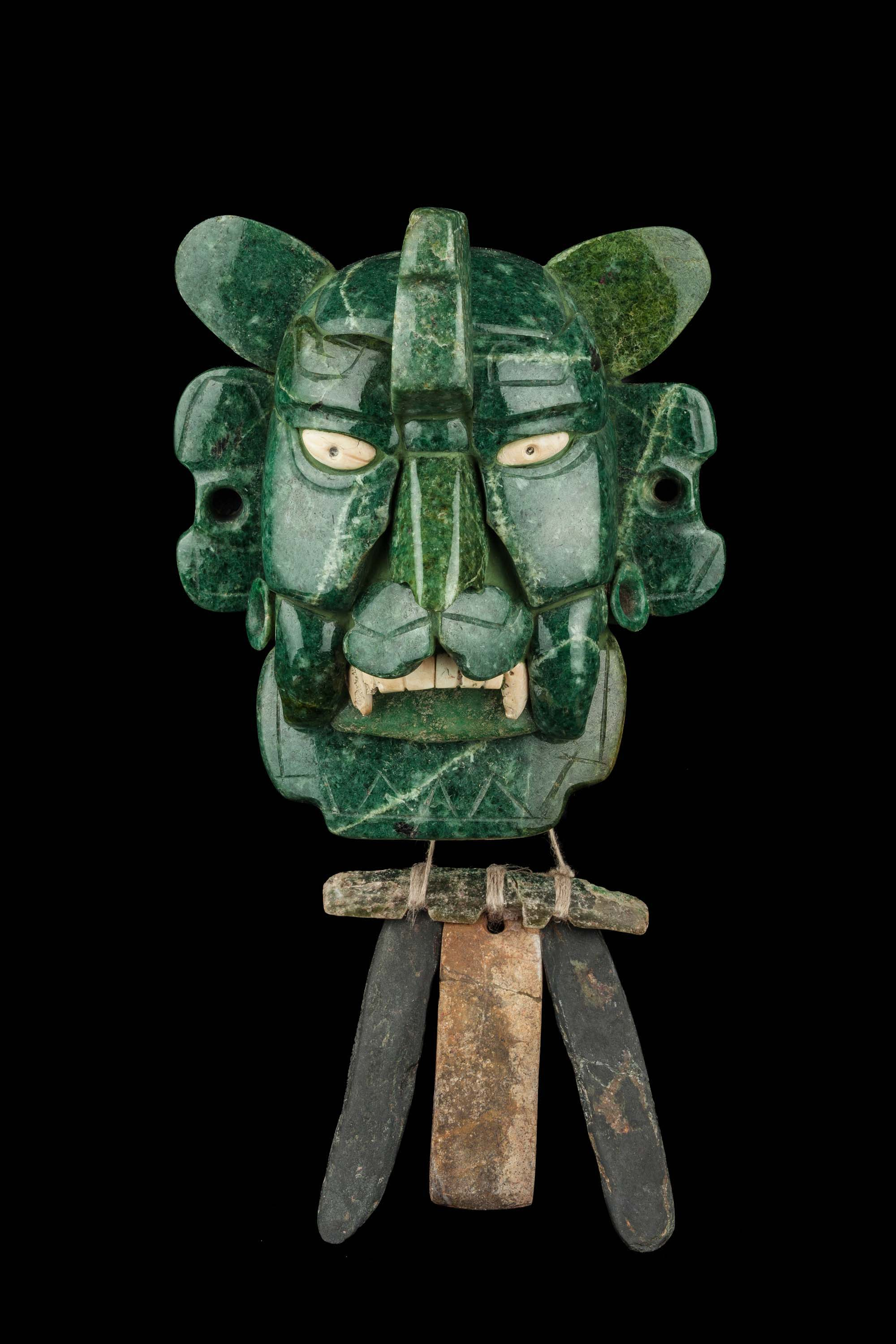
Masque du Dieu chauve-souris
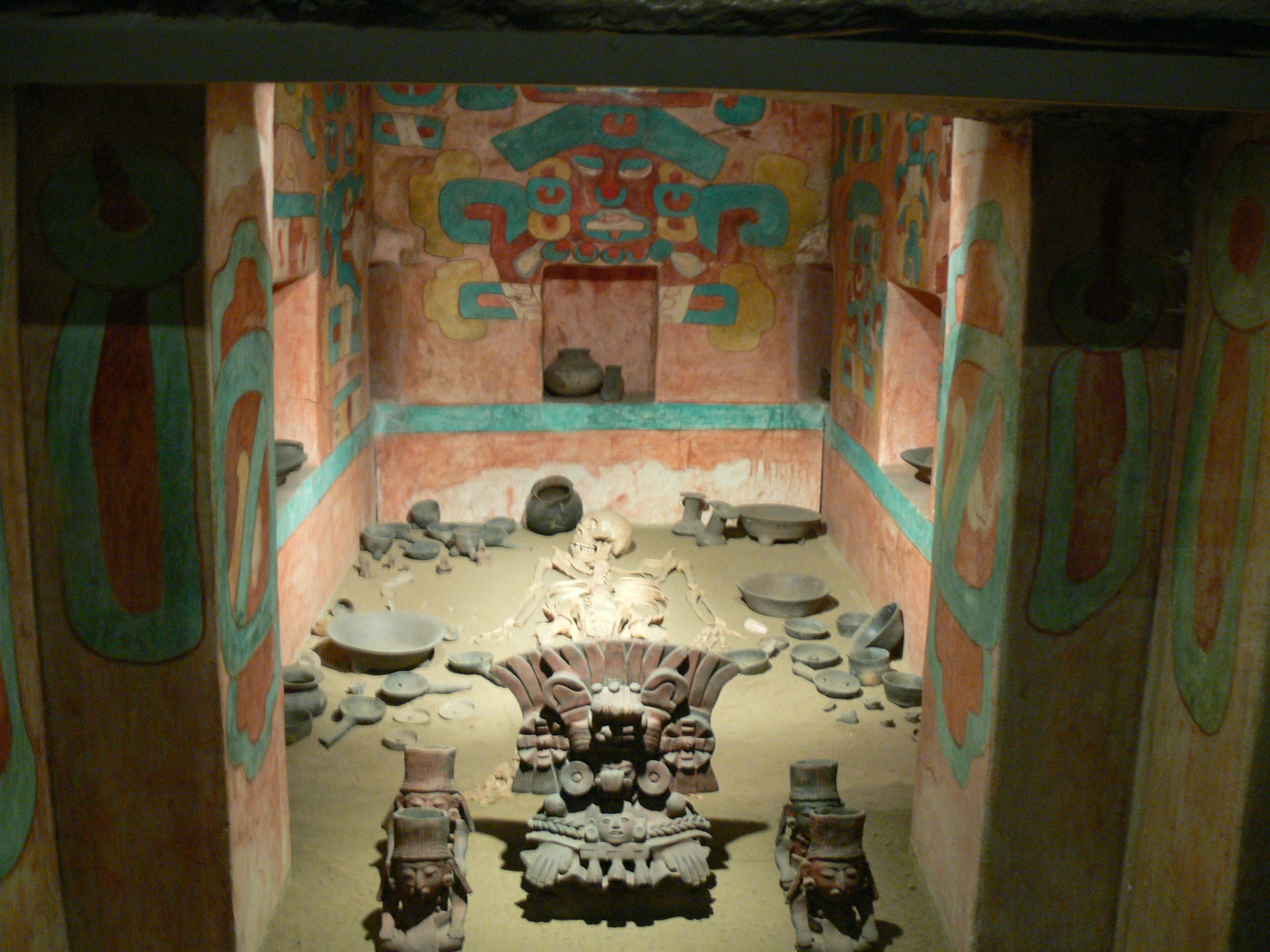
Reconstruction de la Tombe 105 du Monte Albán
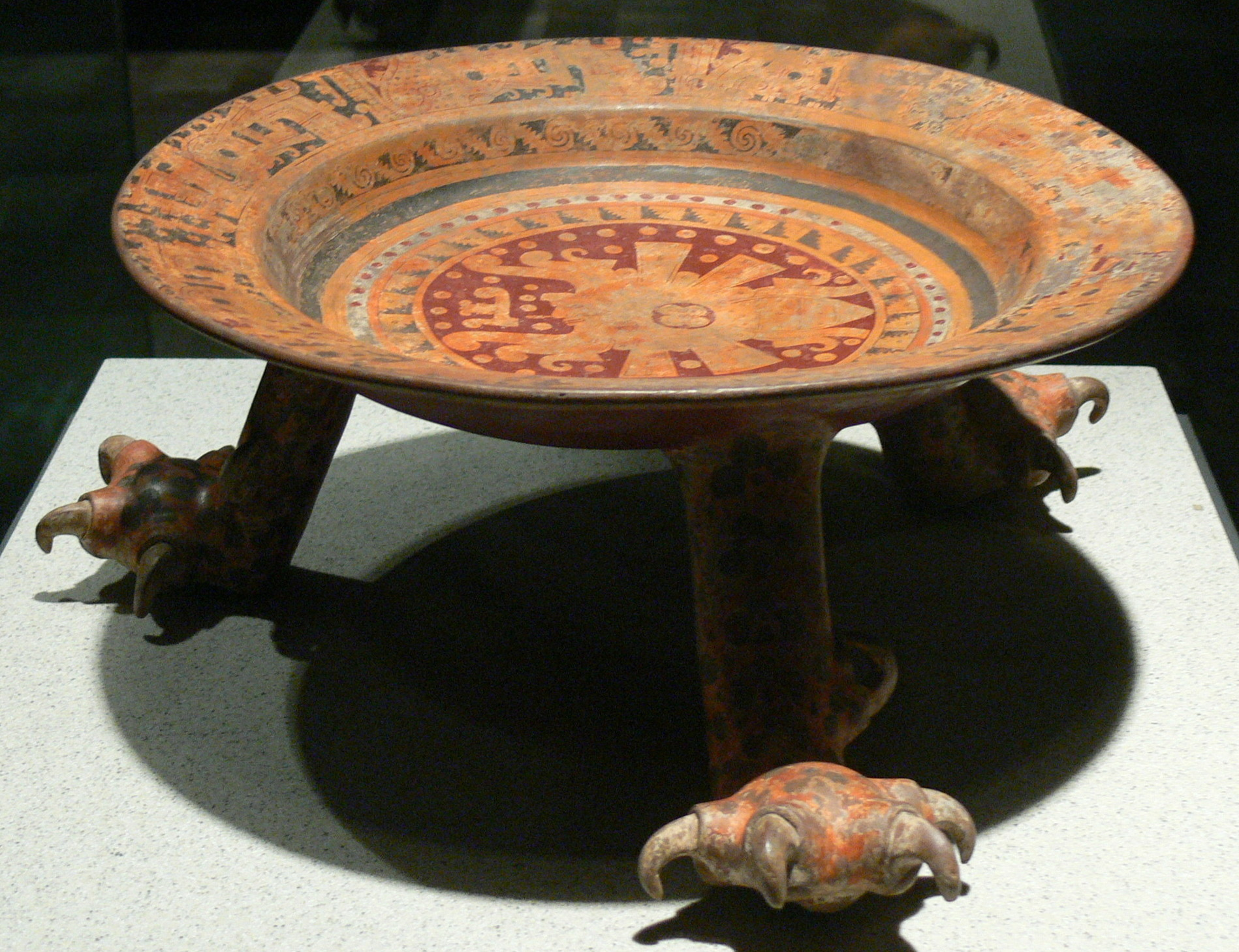
Céramique mixteque
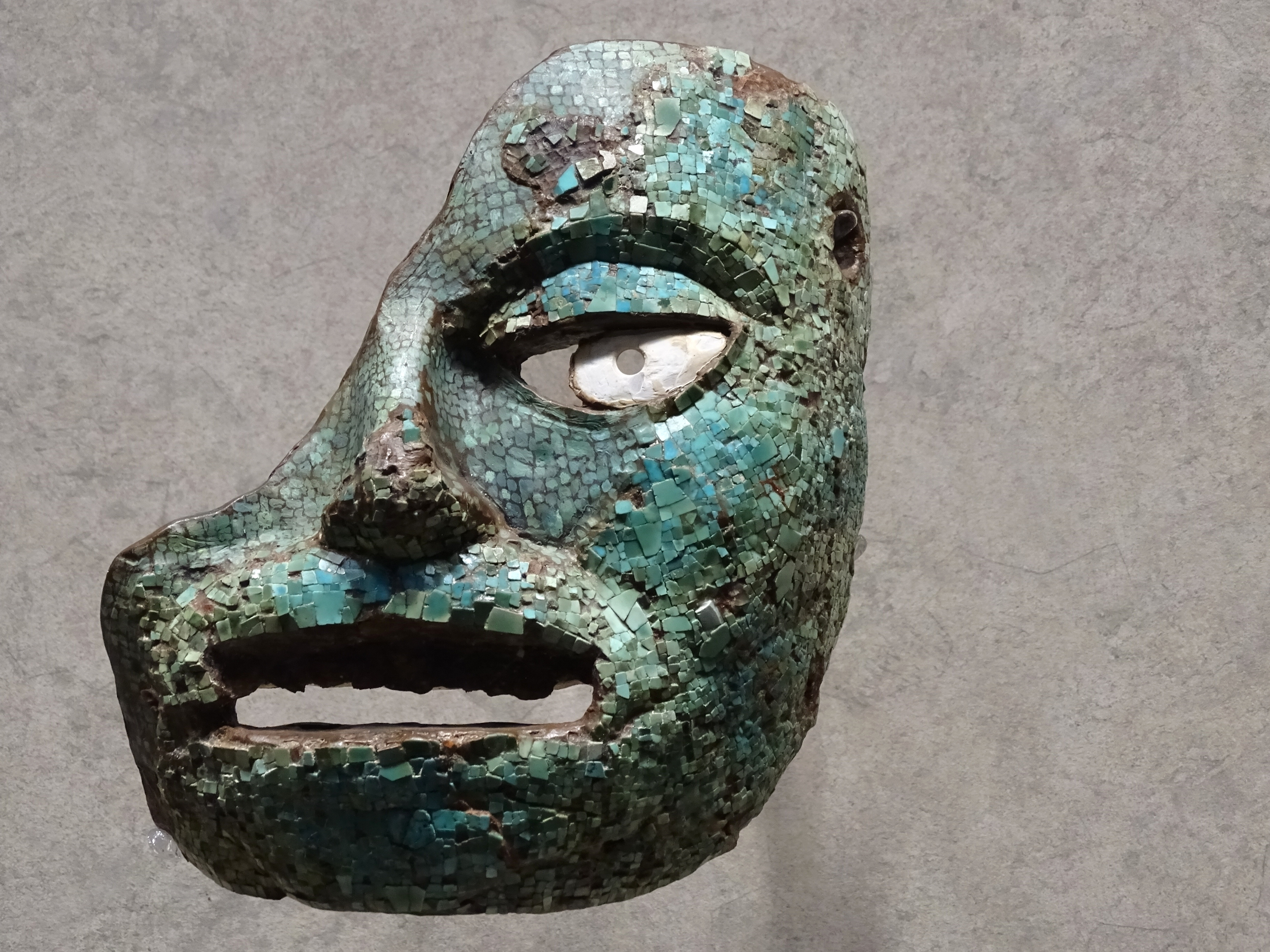
Masque enduit de turquoise
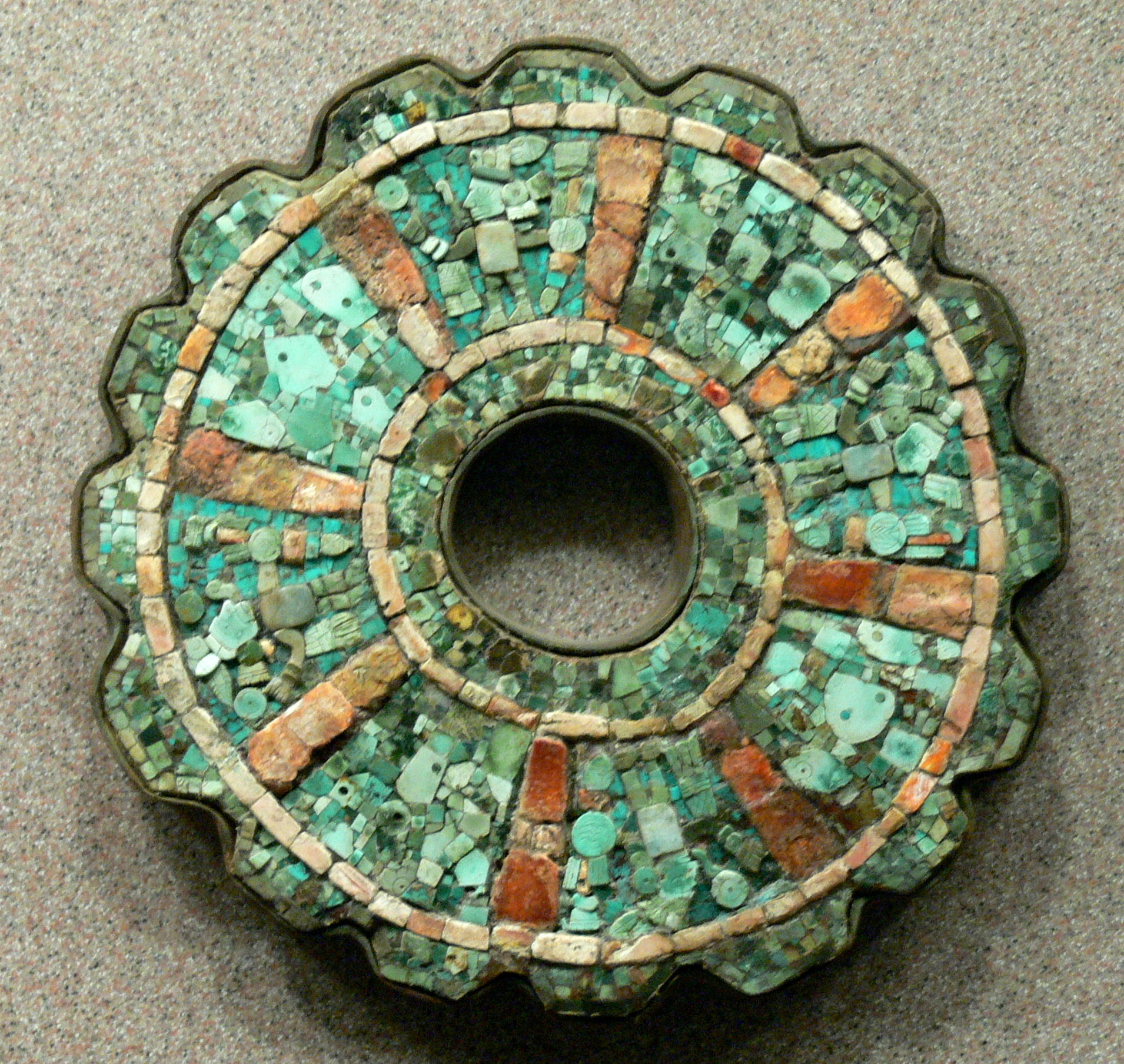
Disque de la période post-classique tardive (1200-1521)
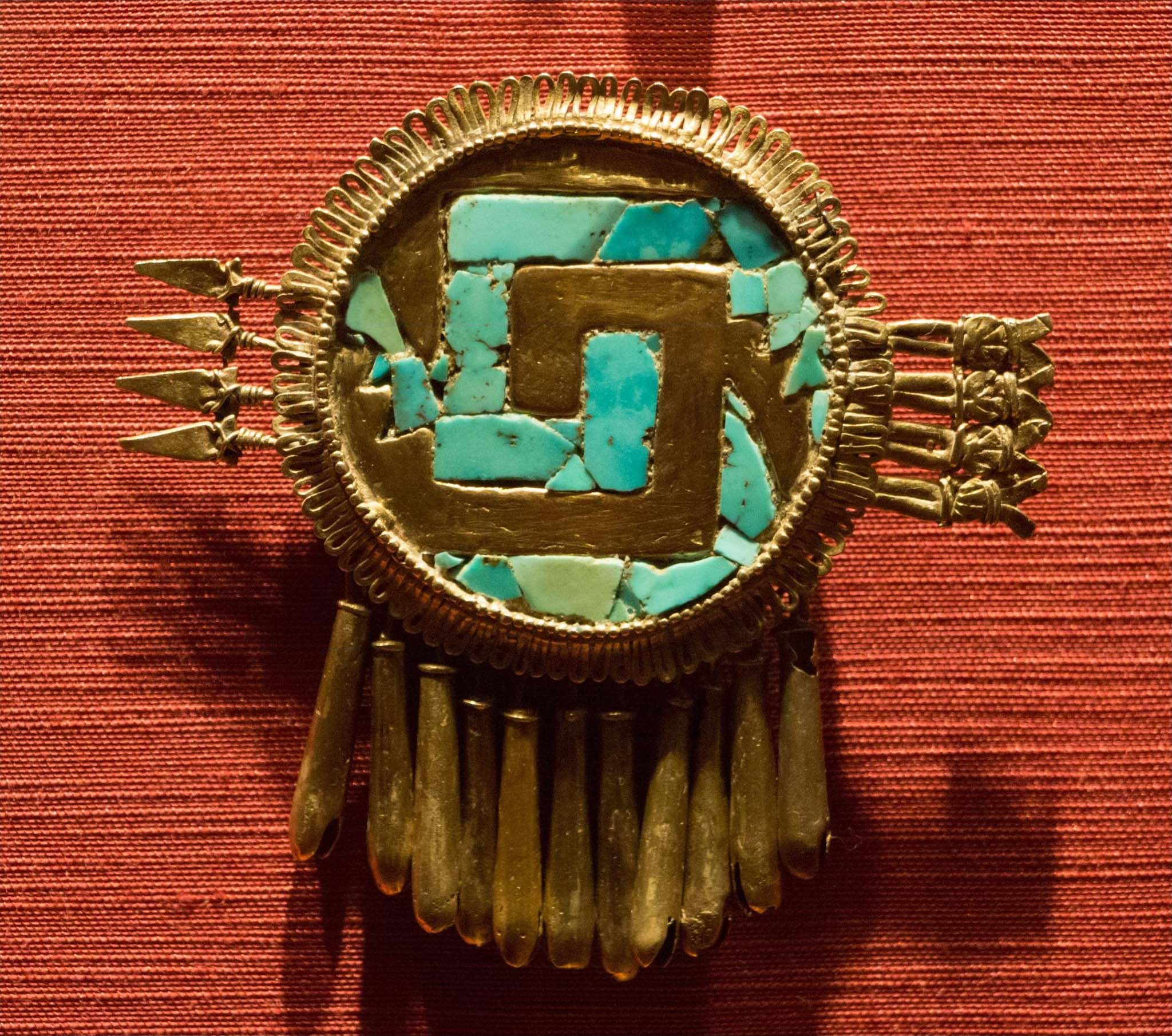
Pectoral d'or et turquoise, Blason de Yanhuitlán

### Salle 8: cultures de la côte du Golfe du Mexique
Cette salle correspond aux cultures olmèque, du centre de Veracruz, la totonaque et la Huasteca pendant la période Préclassique.
L'aire culturelle de la côte du Golfe était une vaste région qui englobait les États actuels de Veracruz, du nord-ouest de Tabasco, du sud de Tamaulipas et des parties de Querétaro, Hidalgo et San Luis Potosí. D'une manière générale, elle peut être divisée en trois grandes zones culturelles : la zone olmèque, le centre nord de Veracruz et la Huasteca. Au cours du préclassique moyen, la culture olmèque s'est développée sur la côte du golfe, caractérisée par de grandes sculptures monolithiques appelées têtes colossales, de colonnes basaltiques pour la fabrication d'autels, par l'utilisation du jade dans différents objets de cérémonie et par une iconographie distinctive étroitement liée au jaguar comme des sourcils enflammés, des bouches aux coins baissés, des griffes de jaguar stylisées et le front des personnages avec une fente centrale en forme de « V ».
Ces caractéristiques ont permis aux spécialistes de définir les objets qui présentent cette iconographie comme un style olmèque, dont la diffusion et l'influence ont atteint des régions culturelles en dehors de la région, principalement au centre du Mexique et à Oaxaca. Des études récentes suggèrent que les habitants de San Lorenzo, La Venta et Tres Zapotes, sites considérés comme le noyau de la zone olmèque, appartenaient aux peuples de langue mixe-zoque.
Dans la section de la salle consacrée à la culture olmèque sont exposées deux têtes colossales, ainsi que des objets en pierre verte, dans lesquels les Olmèques se sont distingués techniquement et stylistiquement ; divers objets en céramique et certains en bois, comme les bustes trouvés à El Manatí, Veracruz. À partir de la fin de la période préclassique (400 av. J.-C.-200 apr. J.-C.) et plus tard pendant la période classique (200-900 apr. J.-C.), le centre-nord de Veracruz a concentré une population plus importante et beaucoup de ses centres urbains ont commencé à se développer, parmi lesquels  se démarquent des sites comme Remojadas, El Zapotal et El Tajín (dont l'apogée se situe vers 900 apr. J.-C.). À partir de ce moment culturel se détachent les figurines dites « visages souriants ». À cette époque a été développé le complexe distinctif appelé « joug-paume-hache » : ces objets ont été sculptés dans la pierre et sont liés au jeu de balle et aux rites funéraires.

Olmèques
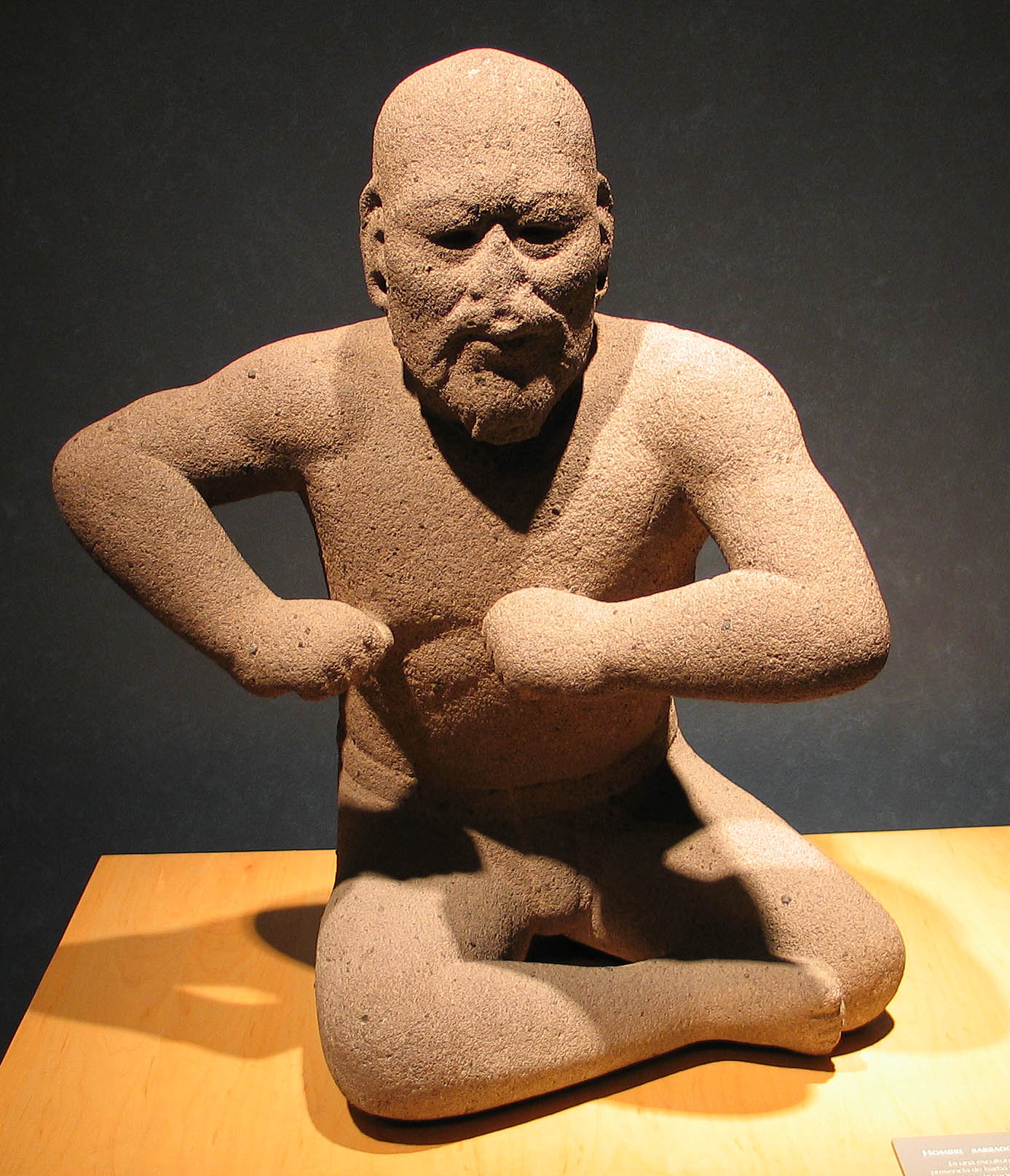
Lutteur Olmèque
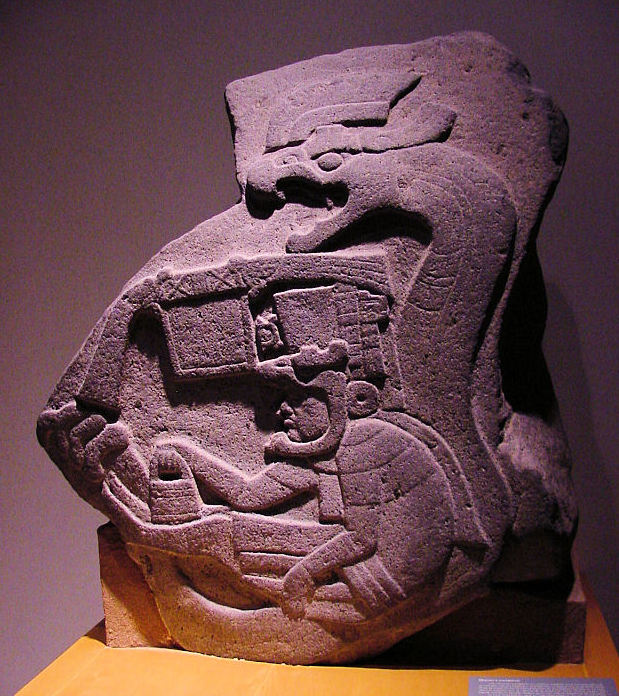
Stèle montrant le serpent à plumes, la plus ancienne représentation connue de Mésoamérique.
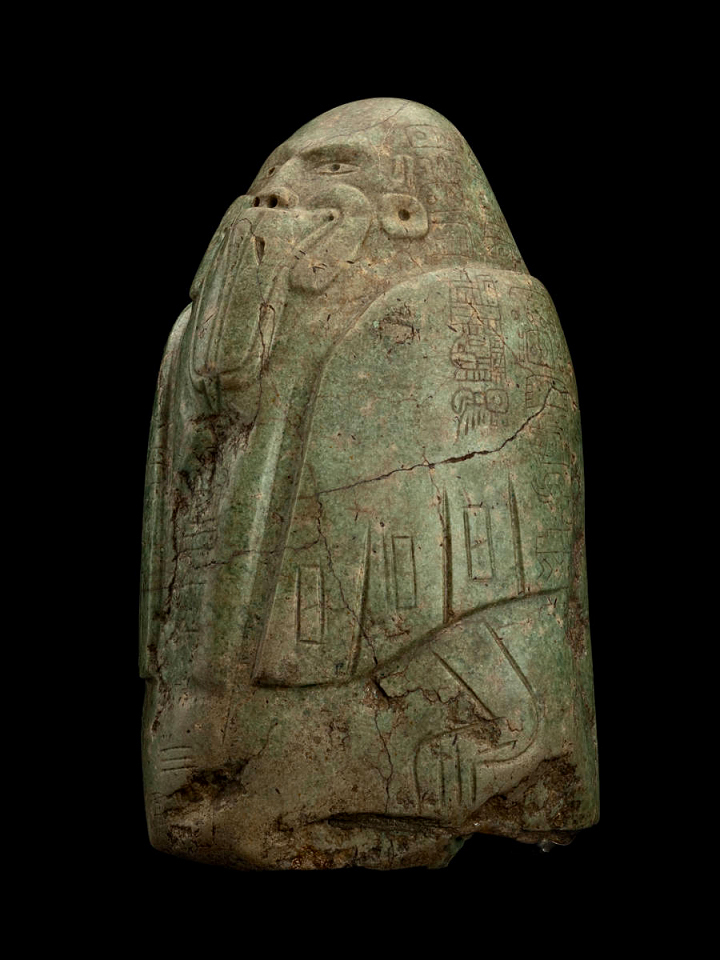
Statuette de Tuxtla
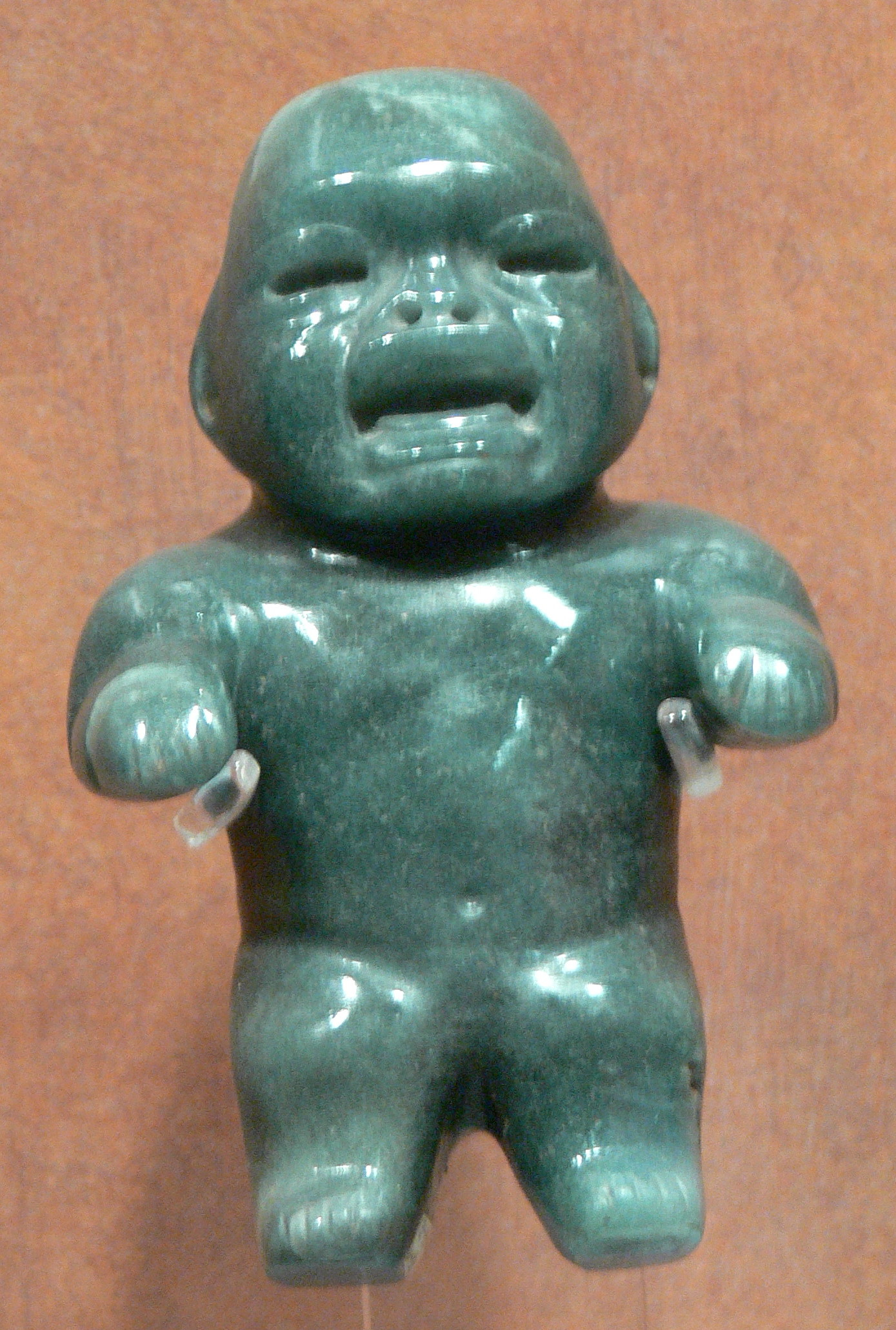
Figurine de jade représentant un bébé
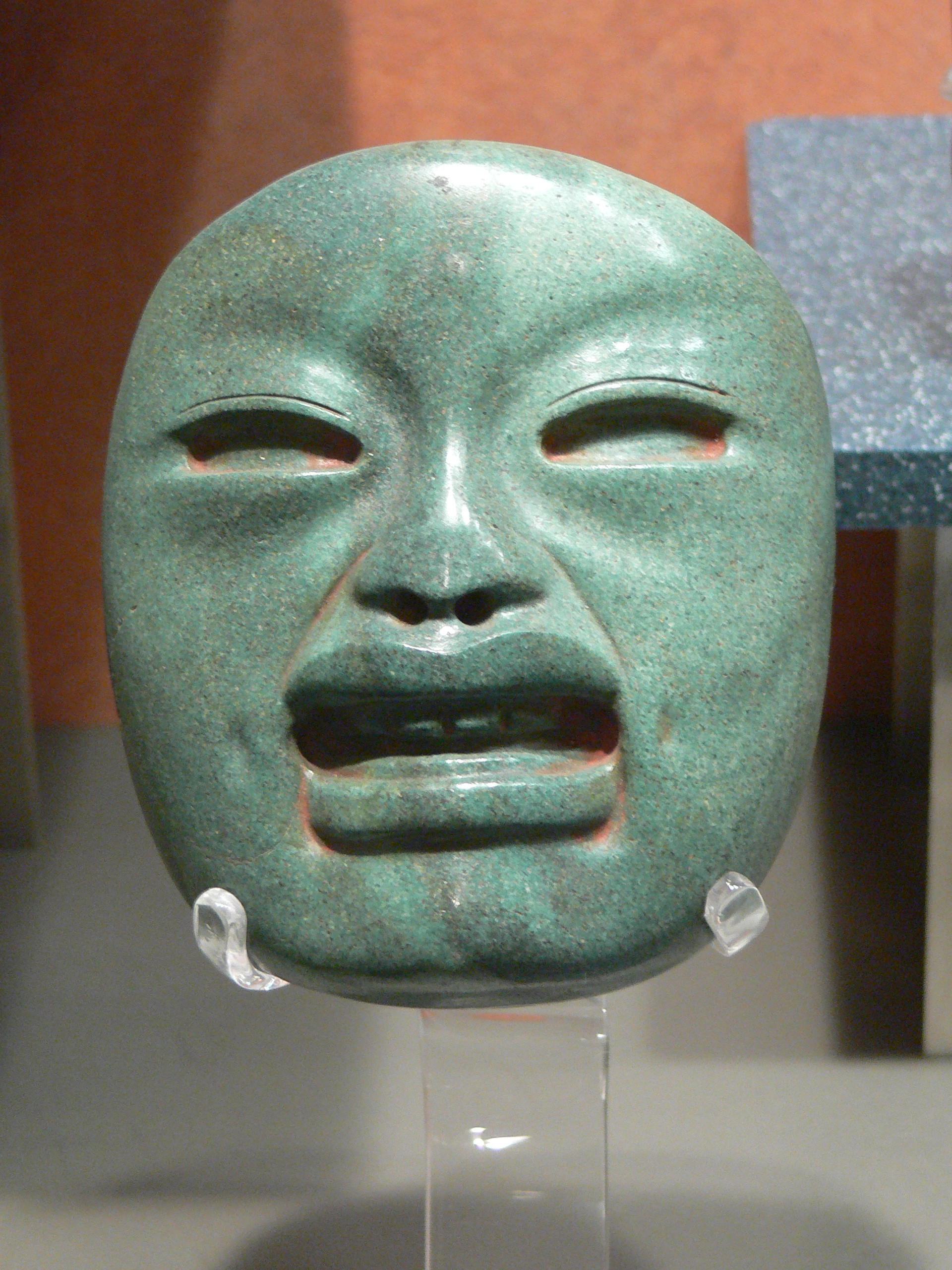
Masque olmèque
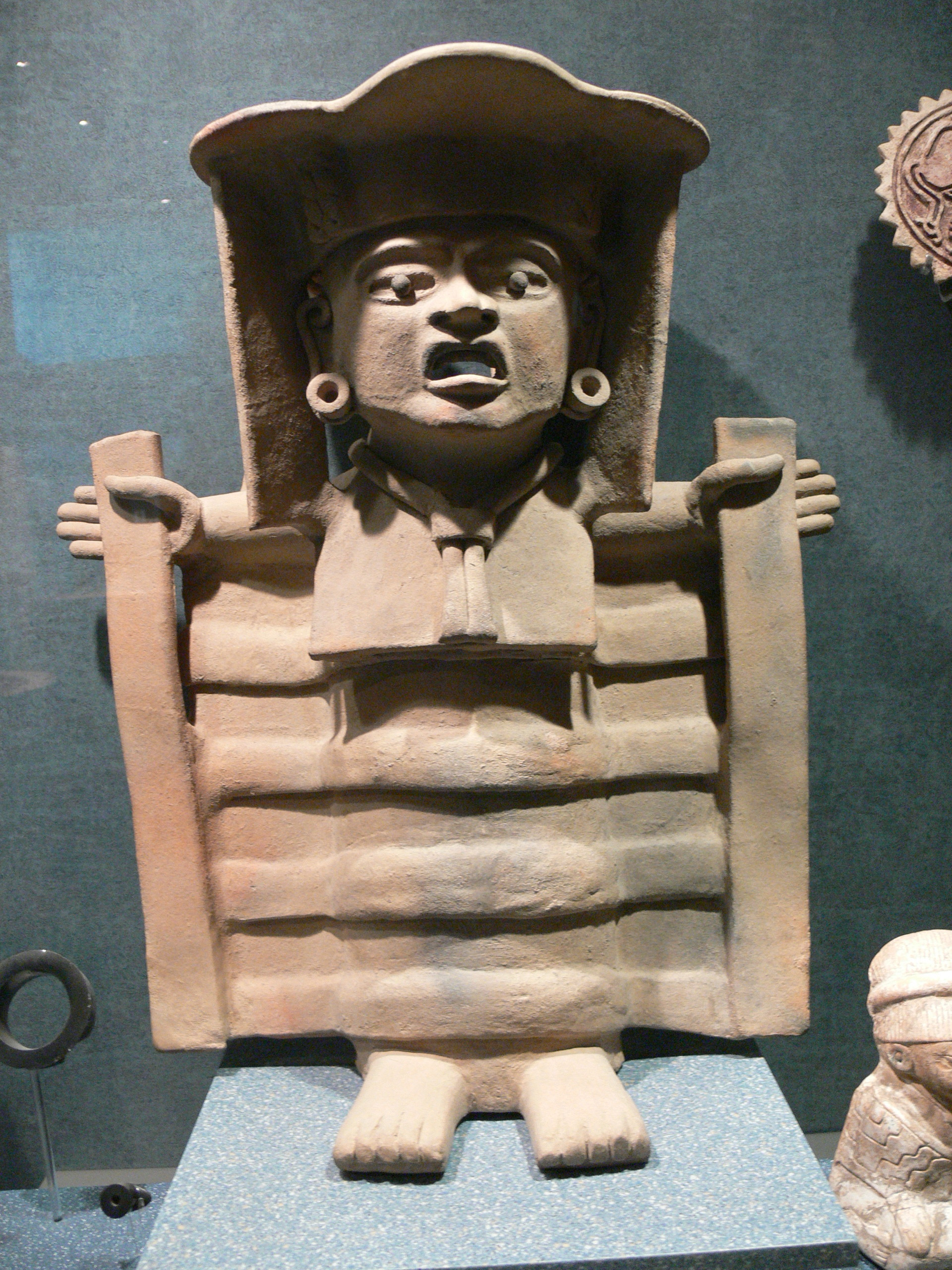
Déesse du coton

La dernière partie de la salle est consacrée à l'exposition de la culture Huasteca, qui avait une plus grande présence à la fin de la période classique et pendant la période post-classique (900-1521 apr. J.-C.). La Huasteca est un territoire de grande variabilité géographique - côtes, jungles, zones semi-désertiques et montagnes - qui englobe le nord de Veracruz, le sud de Tamaulipas et des parties de San Luis Potosí, Querétaro et Hidalgo. Les œuvres sculpturales se distinguent par le fait qu'elles sont réalisées dans des dalles de grès, généralement dans le cas des divinités, avec un caractère hiératique et rigide, car les lapidaires devaient être soumis aux dimensions de la dalle. Les Huastèques ont travaillé magistralement différentes espèces de coquillages, réalisant des objets fins, parmi lesquels les pectoraux se détachent avec des scènes historiques et mythologiques complexes.

Totonaque
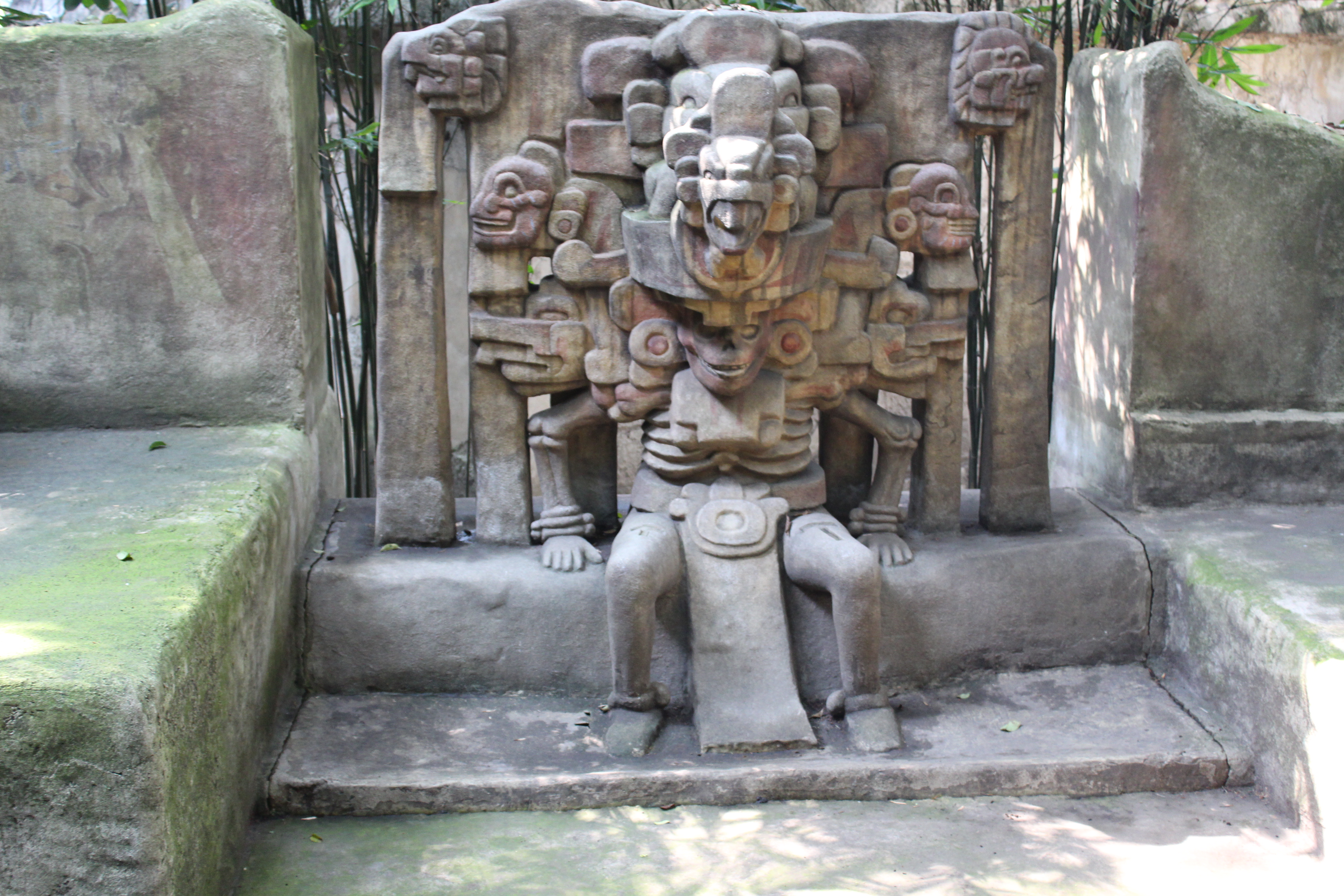
Sculpture de Mictlantecuhtli
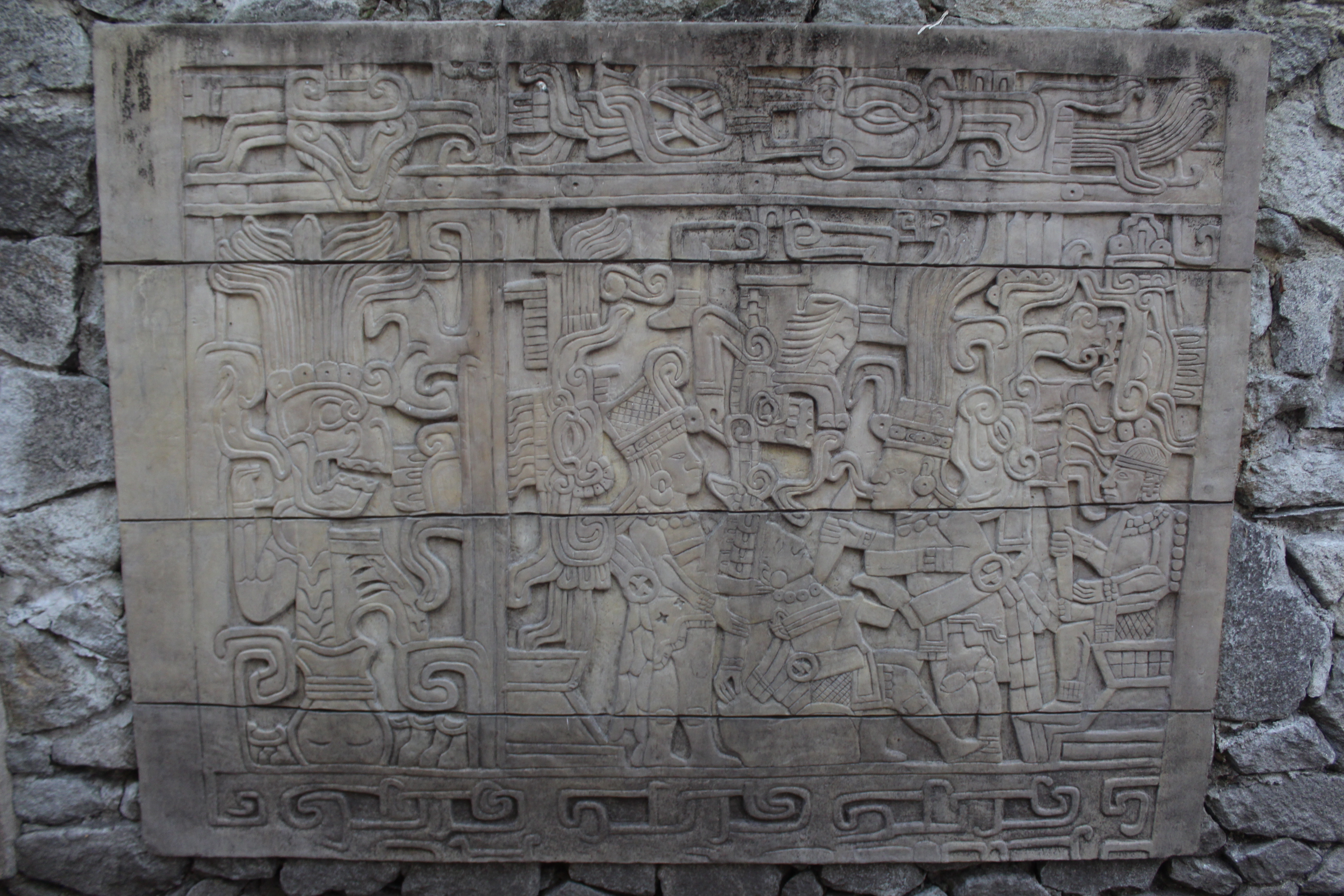
Relief du jeu de balle sud El Tajín
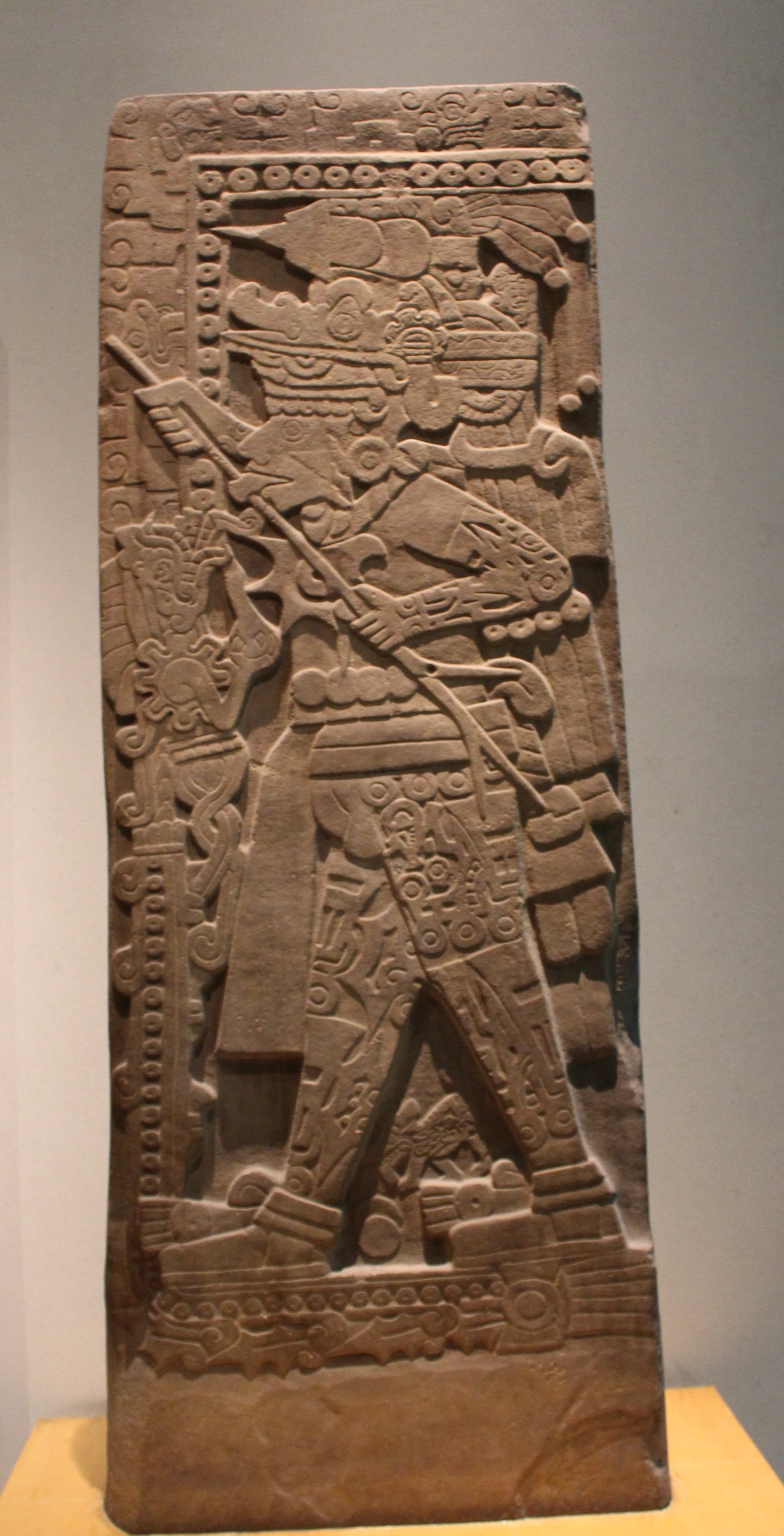
Stèle de Huilocintla
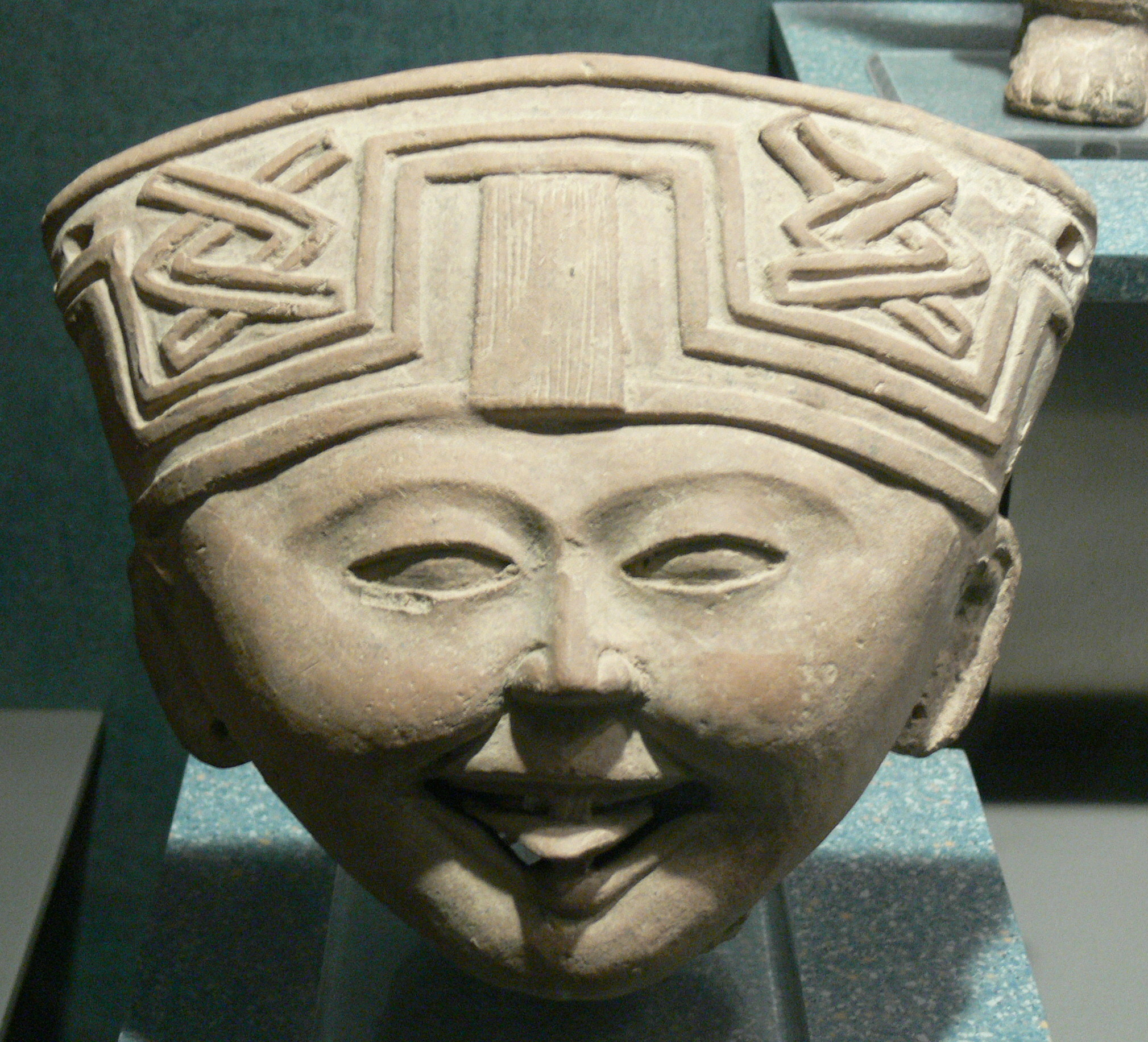
Visage souriant

### Salle 9: Mayas
L'une des diverses cultures de l'ancienne Méso-Amérique était celle des Mayas, située dans un immense territoire qui comprend les états actuels du Chiapas, Tabasco, Campeche, Yucatán et Quintana Roo au Mexique et les pays du Guatemala, du Belize, du Honduras et d'une partie du Salvador.
Ces groupes ont réussi à développer un système d'écriture complexe, un calendrier précis et ont élaboré certaines des expressions artistiques les plus exquises du passé préhispanique. Les Mayas sont le produit d'un très long développement culturel qui a commencé vers 2000 av. J.-C. (début de la période préclassique). Vers 1500 av. J.-C., la côte pacifique du Chiapas a été témoin du développement du style Izapa, dont certains caractères ont ensuite été assimilés par les Mayas. L'un de ces éléments est ce qu'on a appelé l'ensemble autel-stèle, visible au début de la visite de la salle. Également, certains modèles iconographiques étaient courants pendant la période classique (200-900 apr. J.-C.). L'un des aspects importants de ces groupes était le développement d'un système complexe d'organisation sociale, reflété dans leur culture matérielle, comme on peut l'observer dans plusieurs des pièces de cette salle. Cela commence par une vue schématique de la pyramide sociale, constituée d'une série de figurines en céramique récupérées lors de travaux d'exploration sur l'île de Jaina, Campeche.
Les villes antiques d'une certaine importance dans leur portée régionale avaient à la tête le k'uhul ajaw (seigneur sacré), personnage qui accédait généralement au pouvoir par héritage. Au-dessous de lui se trouvait un groupe de fonctionnaires, tels que des guerriers, des prêtres, des administrateurs, des marchands, des artistes et des architectes, entre autres, qui faisaient partie de la noblesse et des lignées dynastiques, certains étant des parents du souverain lui-même, tous soutenus par un large secteur de paysans et d'artisans qui consacraient une grande partie de leur temps à produire de la nourriture et des objets utilisés dans la vie quotidienne.
Une partie importante des manifestations artistiques reflétées dans les monuments sculptés avait pour objectif la propagande politique. Dans des stèles, des linteaux, des vaisseaux et d'autres formats, les dirigeants étaient représentés pratiquant des rituels, exécutant des danses, ou comme des guerriers soumettant des captifs et manifestant leur pouvoir royal à travers des costumes élaborés, comprenant des coiffes de plumes, des barres de cérémonie, des sceptres en forme de dieux et des bijoux. Certains dirigeants étaient si puissants que leur influence a duré après leur mort.
Un exemple de ce qui précède est l’élaboration de magnifiques tombes, comme celle du seigneur sacré de Palenque, K'inich Janaab' Pakal Ier, découverte en 1952 par l’archéologue Alberto Ruz, après deux ans d’exploration à l’intérieur du temple des inscriptions. Le souverain a été enterré dans un sarcophage monolithe fermé par une énorme dalle. Des scènes liées au mythe de la mort et de la résurrection du dieu du maïs y ont été capturées. Dans la tombe de Pakal a été déposée une riche offrande d’objets en jadéite, parmi lesquels se détache un masque qui recouvrait son visage. Cette offrande et la construction du temple, qui montrent la puissance atteinte par les dirigeants mayas, peuvent être appréciées dans cette salle.

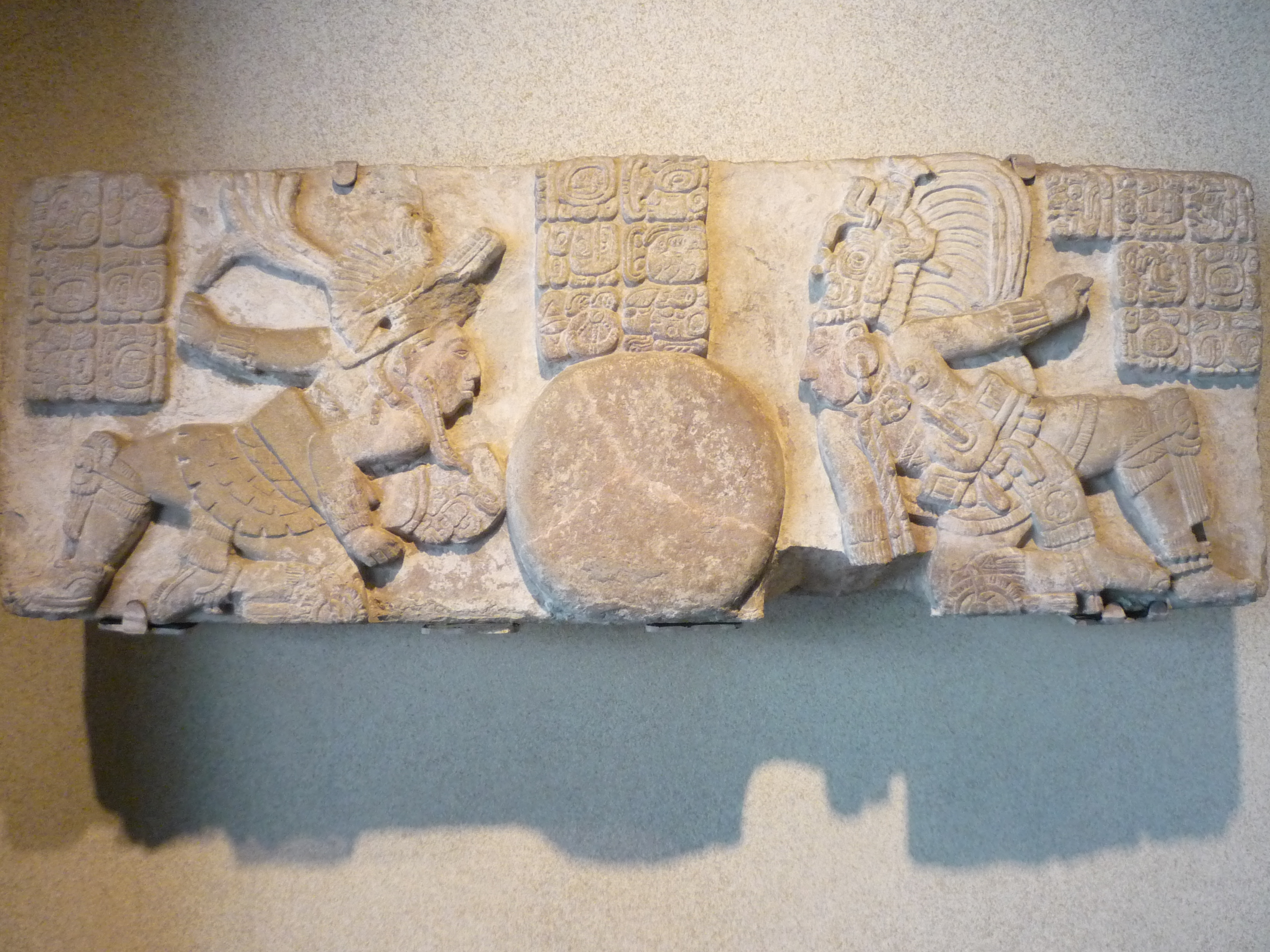
Relief du Toniná
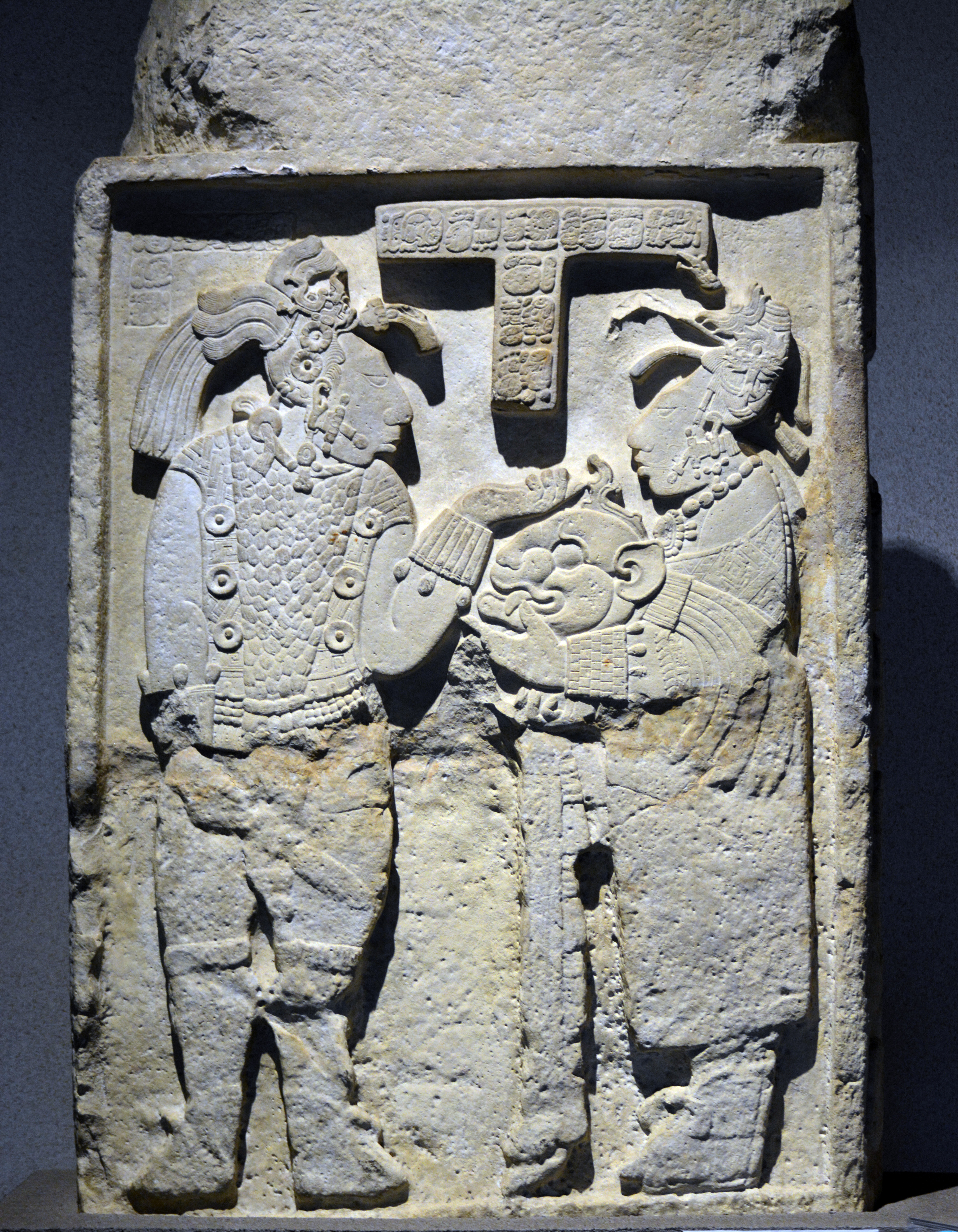
Linteau 26 du Yaxchilan
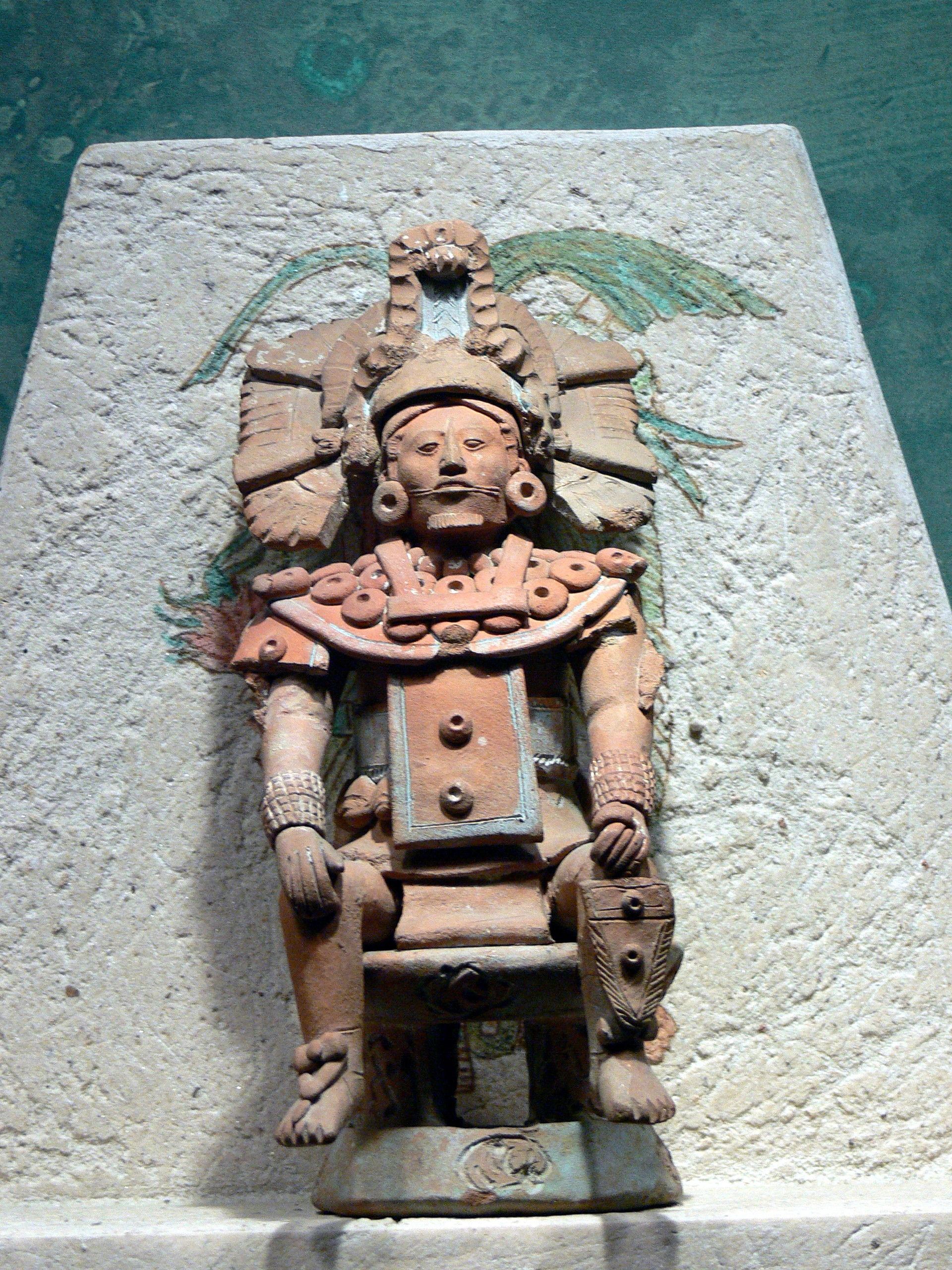
Céramique de l'île de Jaina
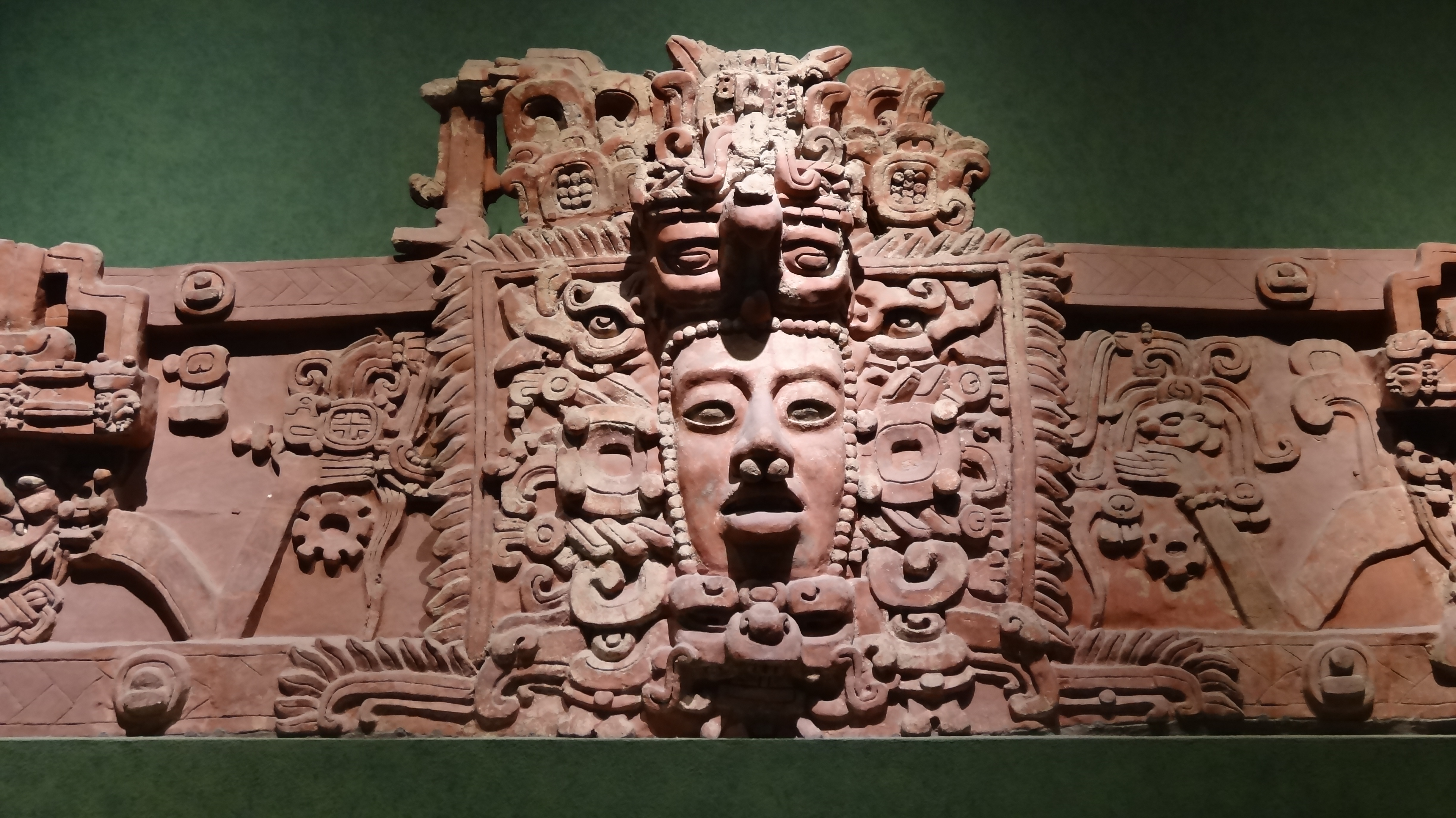
Frise du Placeres
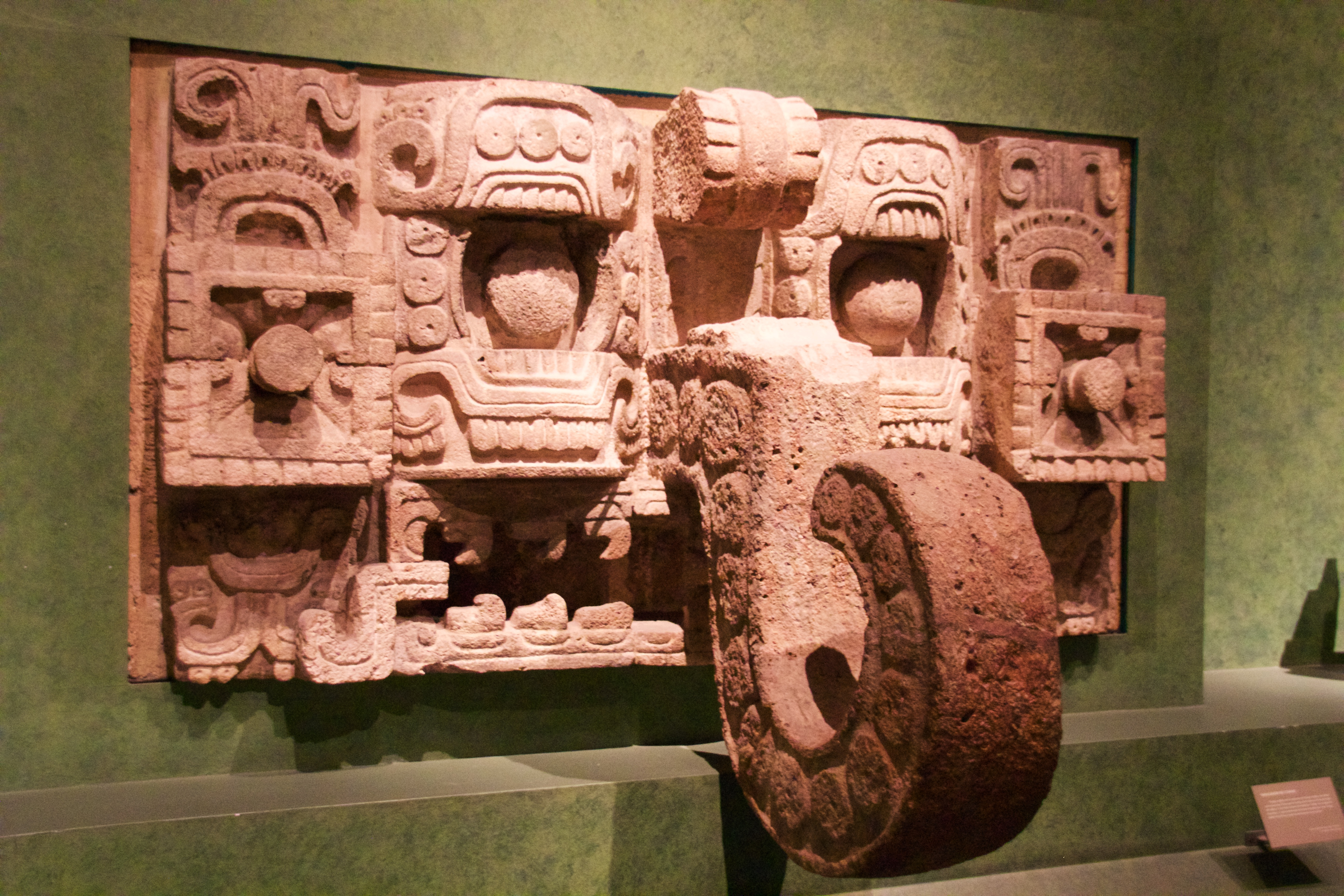
Masque de Dieu Chac
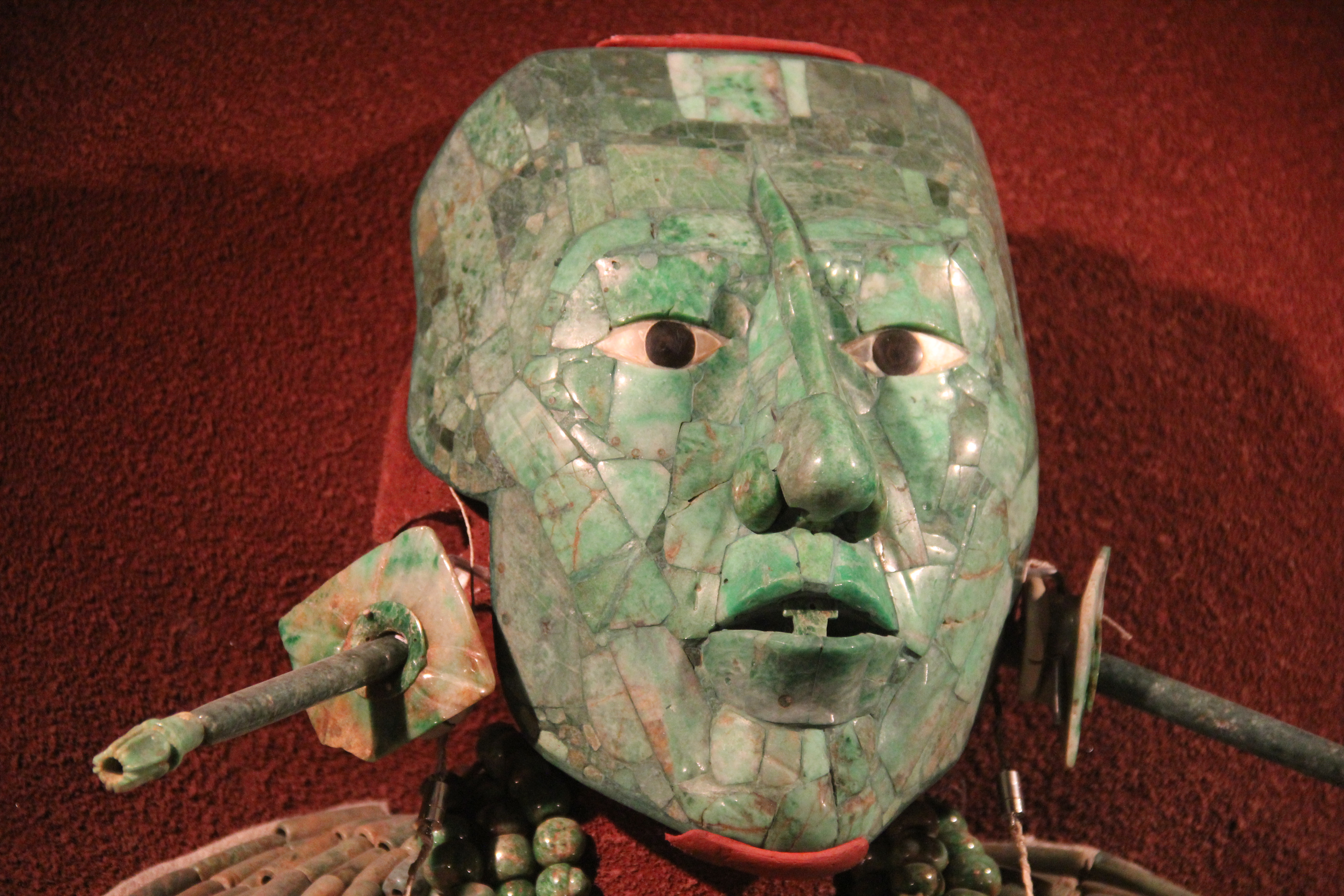
Masque mortuaire du Pakal, en jadéite.
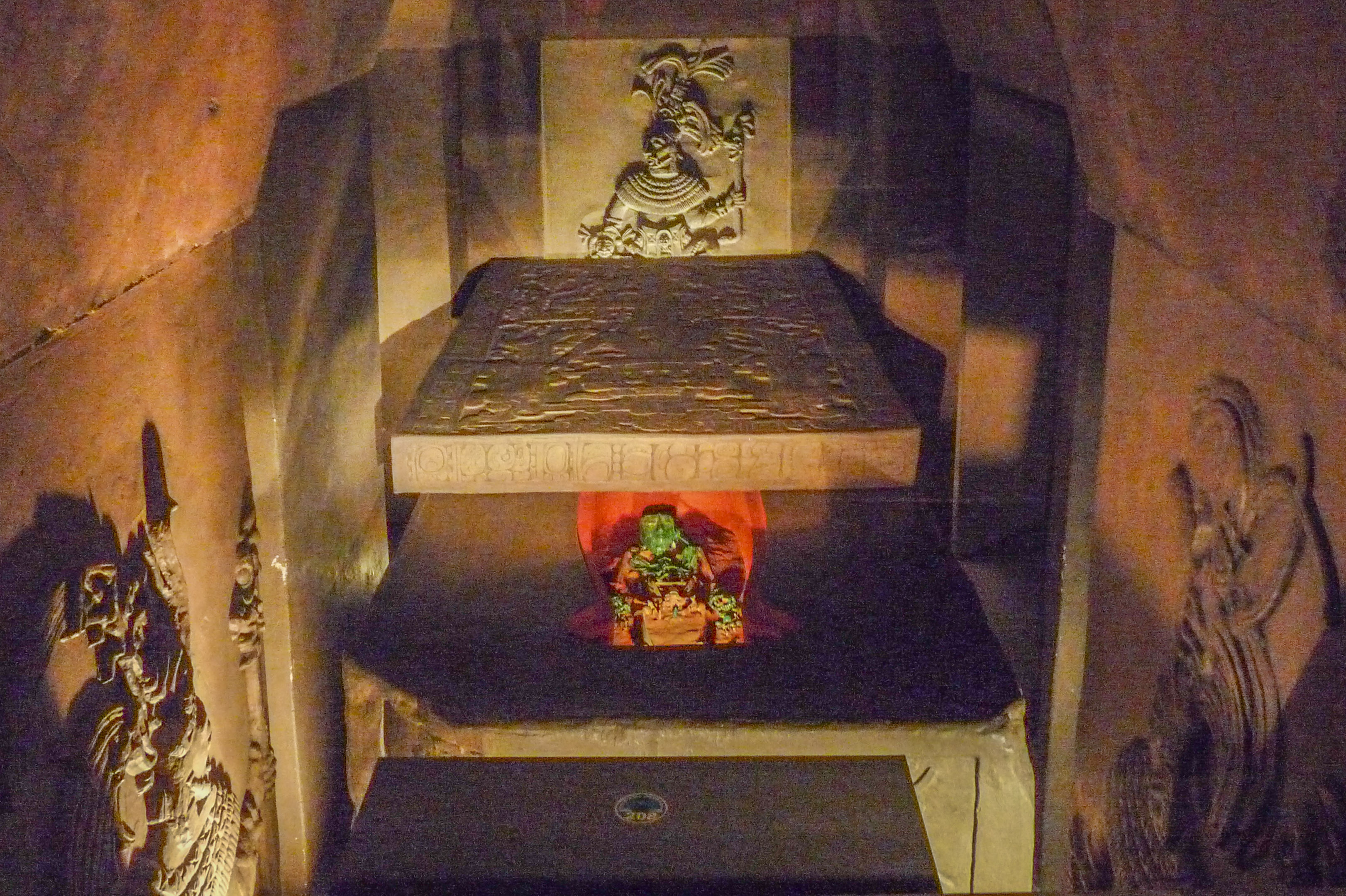
Reconstitution du mausolée du souverain maya K'inich Janaab' Pakal I de Palenque.
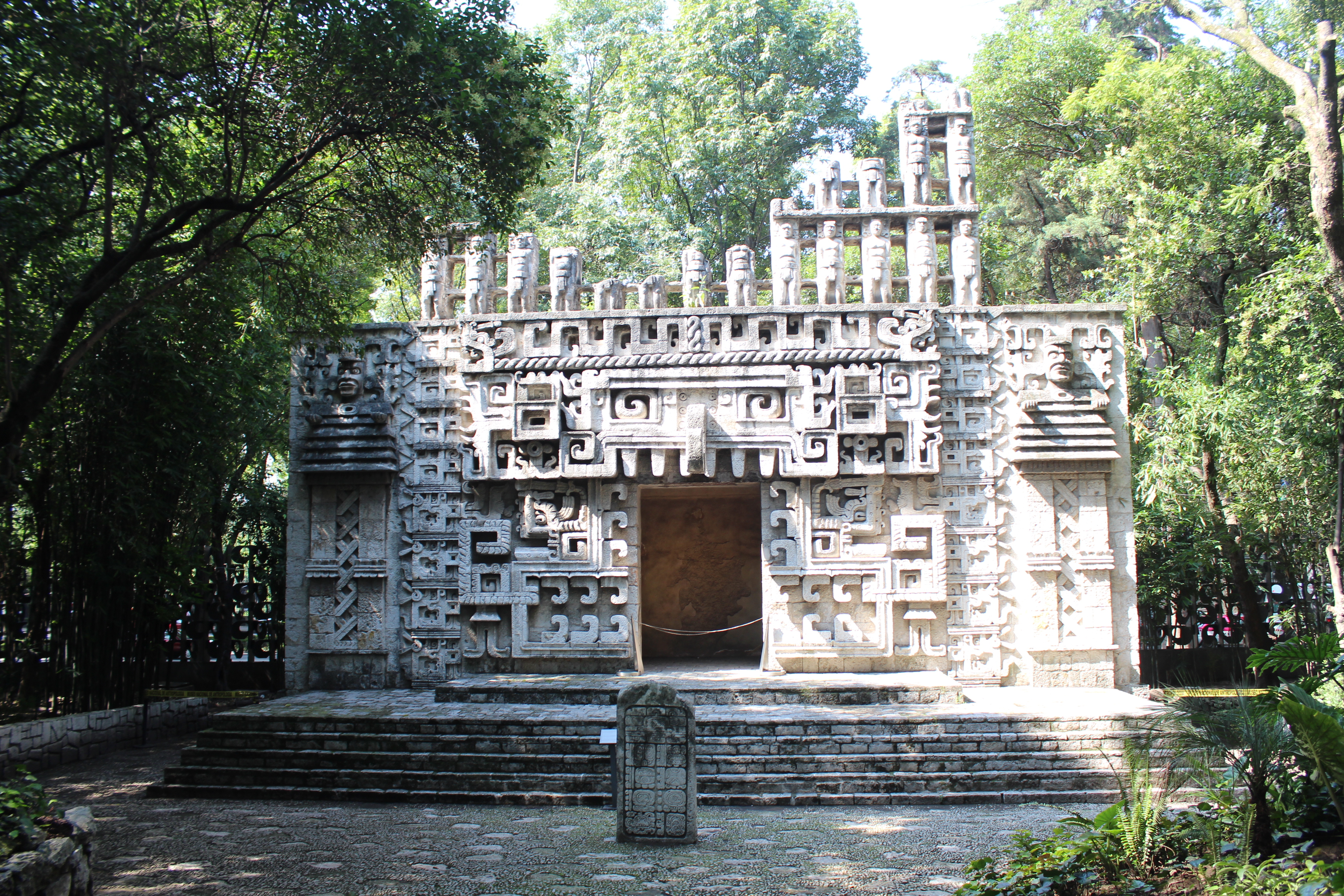
Reconstitution du structure du Hochob

### Salle 10: cultures de l'Occident de la Mésoamérique
La Méso-Amérique occidentale était composée des États actuels de Guerrero, Michoacán, Nayarit, Colima, Jalisco, certaines parties de Guanajuato et le sud de Sinaloa. Pendant la période classique, la tradition culturelle des tombes à puits, typique de Colima, Nayarit et Jalisco, était importante. Les tombes à puits étaient des enceintes funéraires, creusées dans la roche volcanique locale, appelée tepetate (es), avec une ou plusieurs chambres auxquelles on accédait par un puits cylindrique pouvant avoir une profondeur de 2 à 16 m et un diamètre pouvant atteindre deux mètres. De riches offrandes d'objets en argile y étaient déposées. La qualité des pièces en céramique a conduit les tombes à puits à devenir un objet systématique de pillage.
La visite commence par les premiers exemples de céramique, tels que ceux des styles Capacha et El Opeño. Puis, répartis en différents thèmes : vie quotidienne, faune, flore, vêtements, figures, vaisseaux et autres objets de Colima, Jalisco et Nayarit. Les artisans de cette région ont atteint un grand détail dans leurs œuvres, où les représentations d'animaux, de plantes et de fruits sont totalement naturalistes.
De la région de Nayarit se démarquent les modèles de maisons qui montrent les activités quotidiennes de la population. Une section est consacrée à la culture Chupícuaro de la région de Bajío. Également de la période classique, mais de la région de Guerrero, sont exposées des pièces de la tradition Mezcala, qui se caractérisait principalement par l'élaboration de masques en pierre verte, dont les caractères sont très schématiques. Le postclassique est représenté par des pièces de la culture tarasque, habitants de la région du lac du Michoacán, arrivés au début de la période, qui ont fondé un immense État conquérant dans des endroits comme Tzitzuntzan, Pátzcuaro et Ihuatzio. Les objets en céramique et en métal, en particulier le cuivre, sont les plus importants. Se démarquent de cet ensemble les sculptures d'un chac mool et d'un trône en forme de coyote, provenant du site d'Ihuatzio.

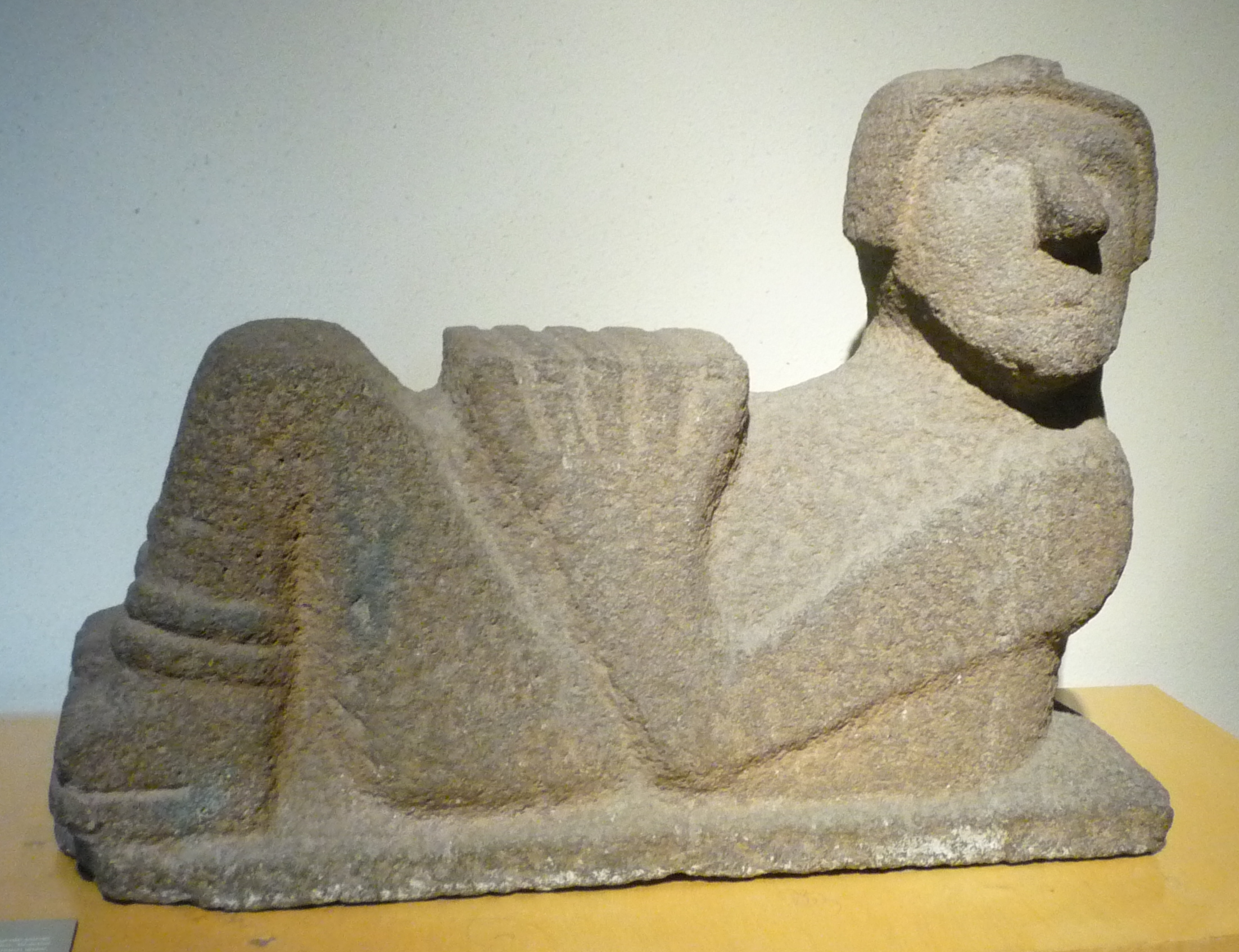
Chac Mool tarasque
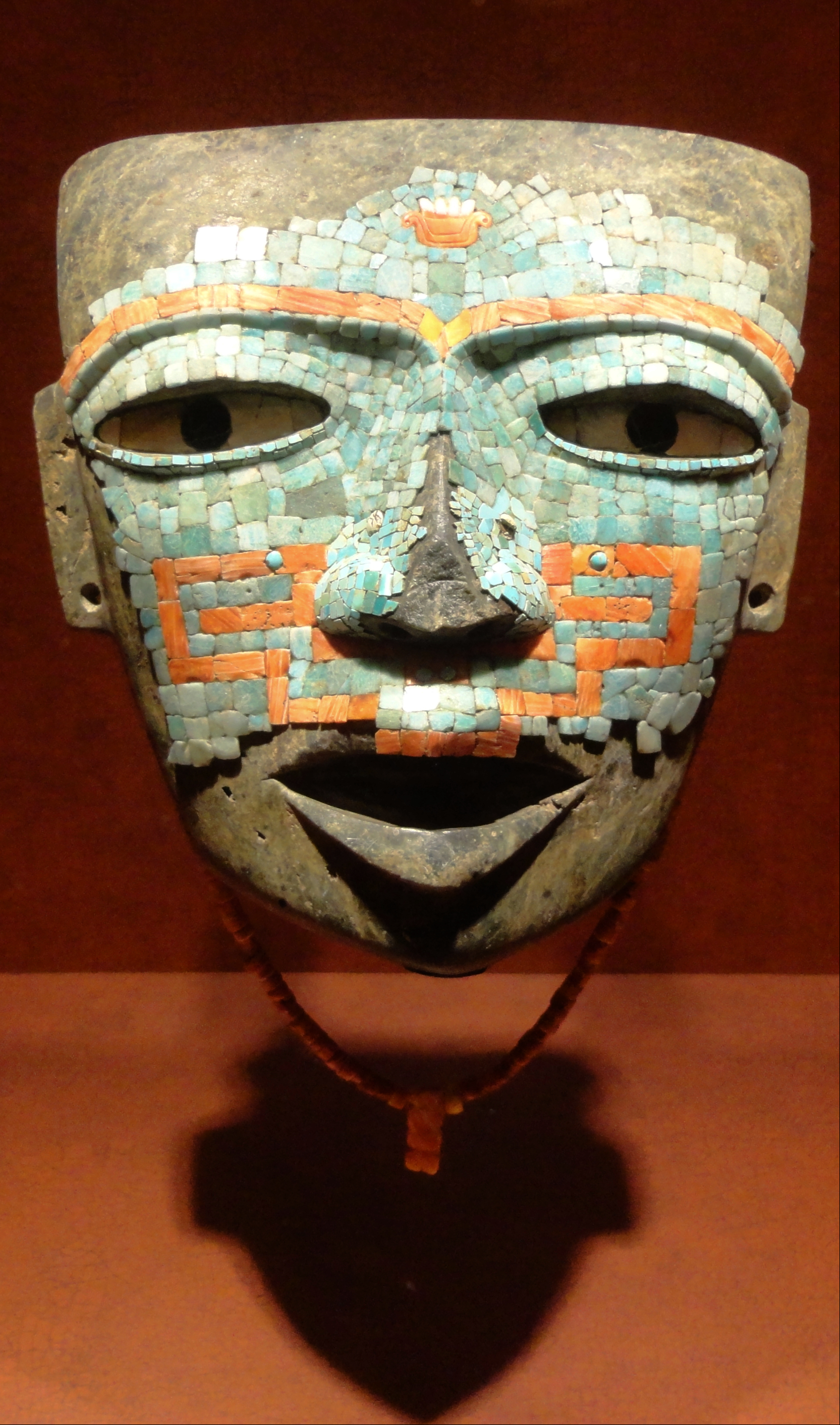
Masque du Maniltepec
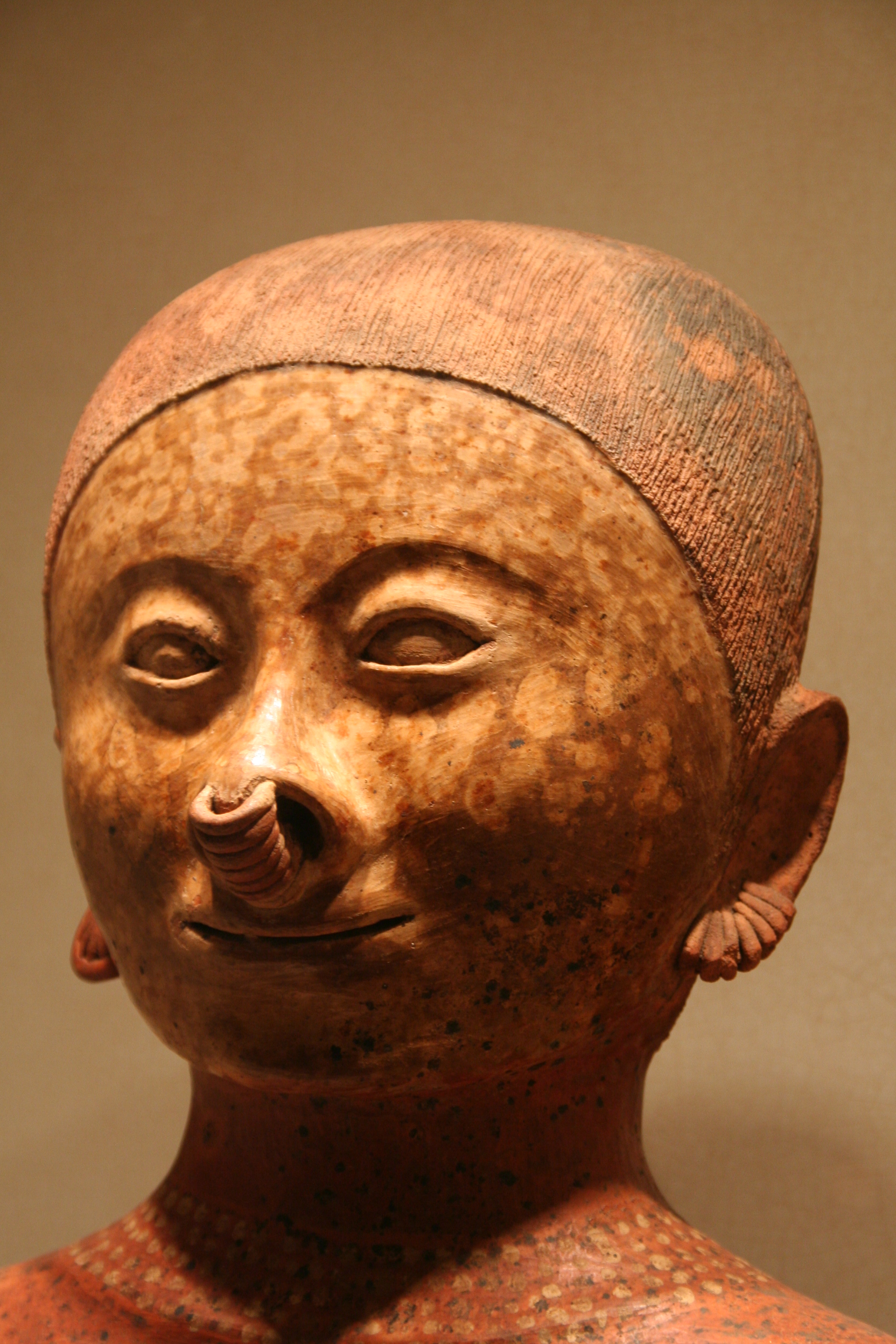
Sculpture Chinesca de la culture des tombes à puits
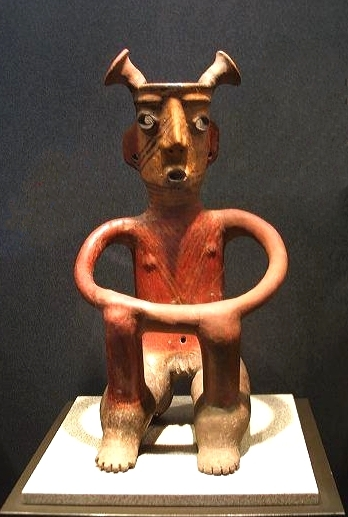
Figurine de style Zacateca, culture des tombes à puits
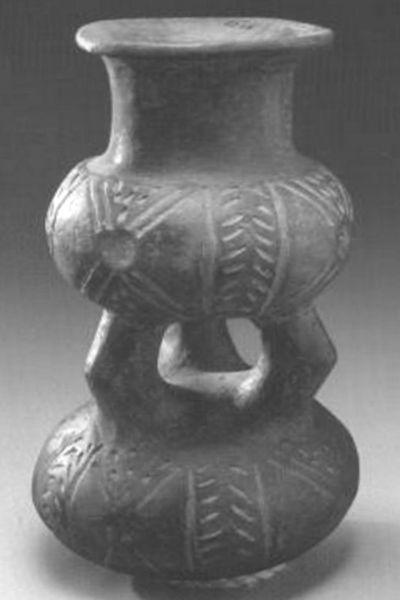
Vase du complexe céramique Capacha
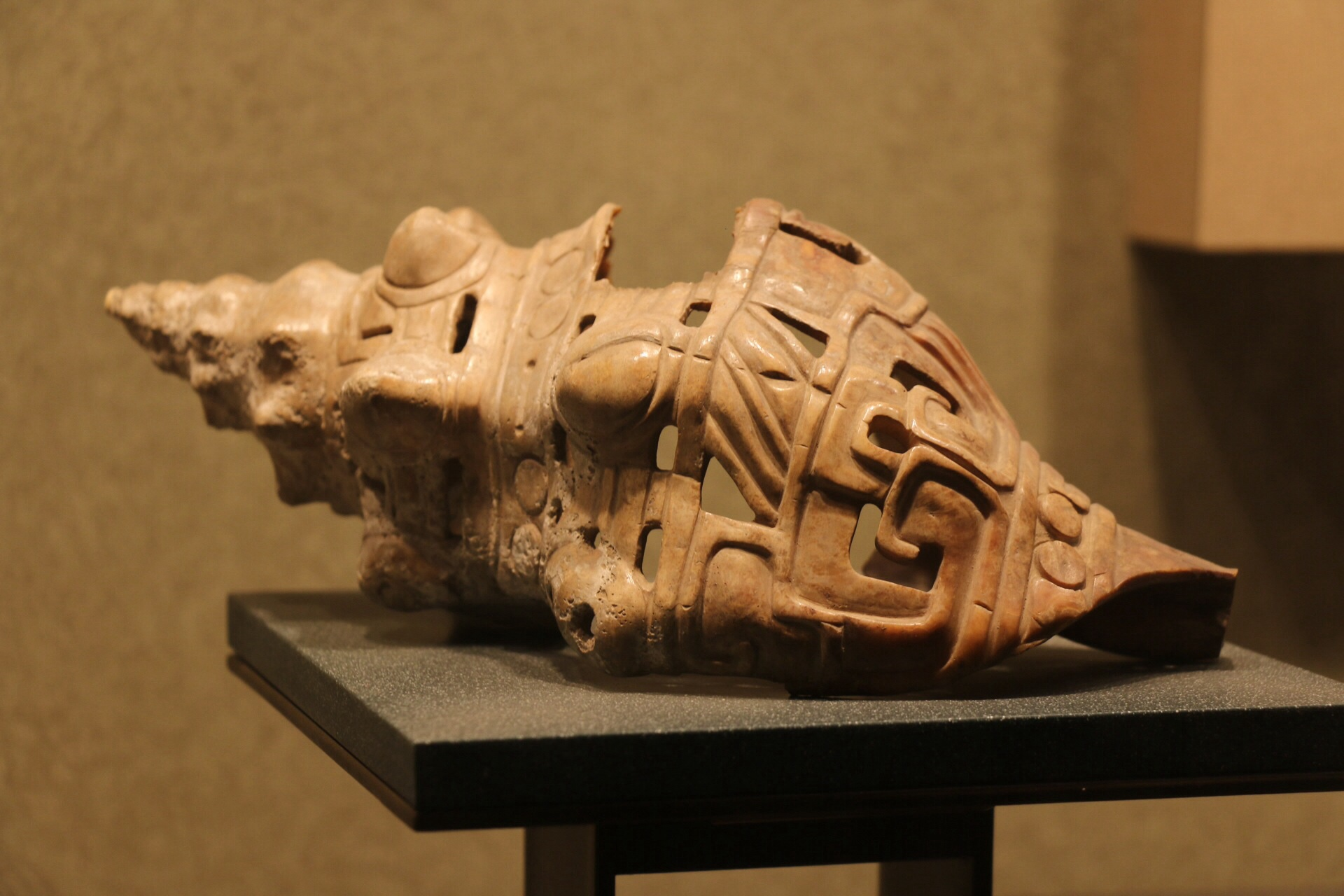
Coquille sculptée

### Salle 11: cultures du nord de la Mésoamérique

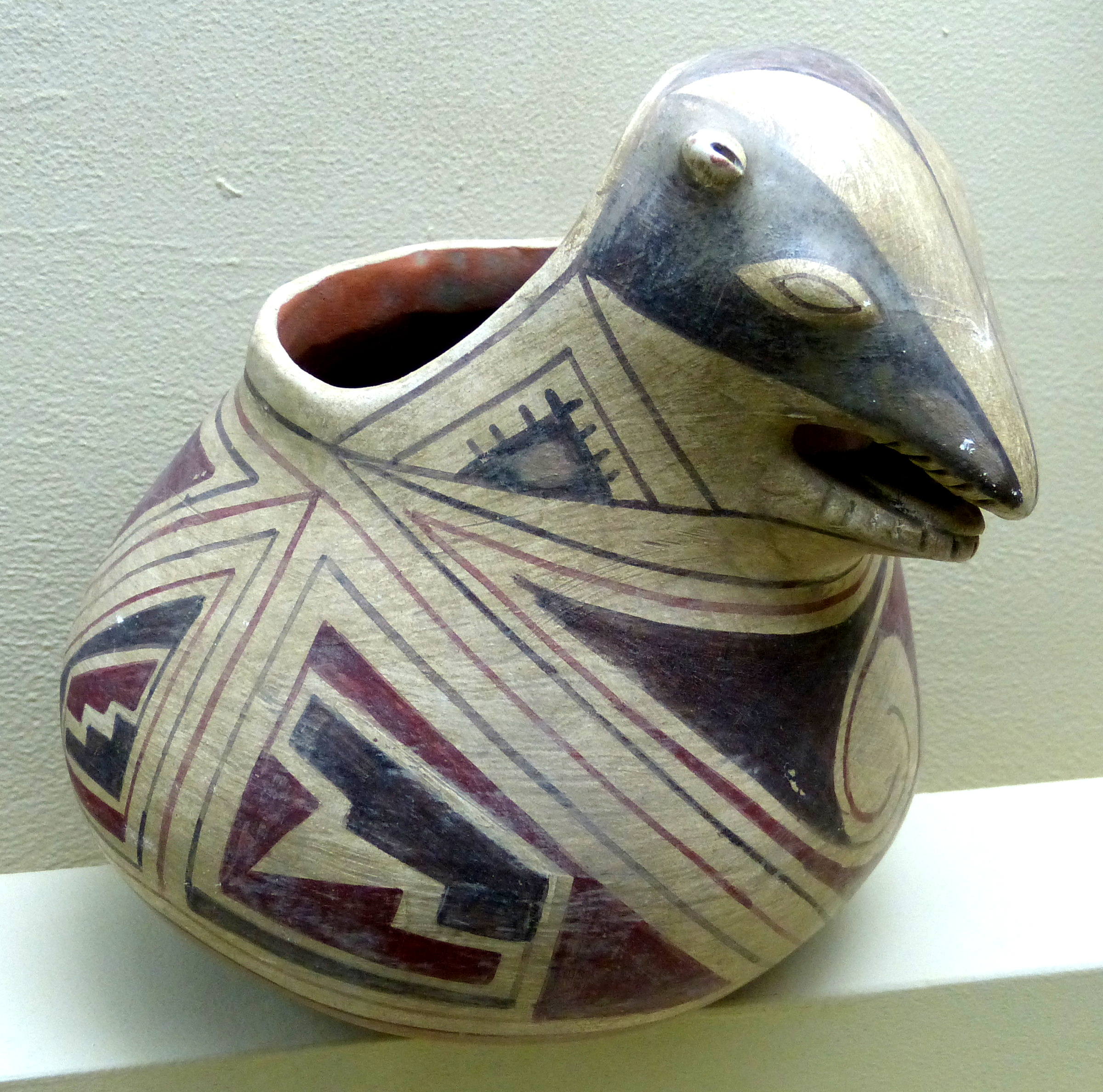
Céramique de Paquimé

L'espace géographique qui couvre la salle des cultures du nord du Mexique va de la partie nord des hauts plateaux du centre et d'une partie du Bajío, c'est-à-dire de l'État de Querétaro et d'une partie de Guanajuato ; tous les États du centre-nord, c'est-à-dire San Luis Potosí, Aguascalientes, Zacatecas et Durango, ainsi que tous ceux du nord de Sonora, de Chihuahua, de Coahuila, de Nuevo León, du nord de Tamaulipas et de la péninsule de Baja California : cet espace couvre environ les deux tiers du territoire national.
Parmi ces collections se trouve l'une de ce qui est maintenant le sud-ouest des États-Unis et qui jusqu'en 1847 était l'extrême nord-ouest de la République mexicaine. Chronologiquement, la salle s'étend d'environ 2000 ans av. J.-C., jusqu'au moment de la conquête. Les collections exposées dans cette salle présentent donc une grande variété, puisqu'elles proviennent d'un espace géographique très large et de périodes historiques très éloignées.
La première section est dédiée aux chasseurs-cueilleurs qui, bien qu'étant les sociétés les moins représentées dans les collections de la salle, sont celles qui ont occupé plus de territoires que ce qui est aujourd'hui le nord du Mexique, et pendant de plus longues périodes. Cette section met en évidence les matériaux de la Cueva de la Candelaria à Coahuila, d'où provient la plus importante collection de textiles préhispaniques du nord du Mexique, datant de 1205 apr. J.-C., environ. Il y a aussi des objets de la péninsule de Basse-Californie (2000 av. J.-C. - 1400 apr. J.-C., environ) et une reproduction de peintures rupestres dans le grand style mural de cette région, datée d'environ 2000 av. J.-C.
La deuxième section est consacrée aux sociétés sédentaires de tradition mésoaméricaine qui ont colonisé ce que sont aujourd'hui les États de Guanajuato, Querétaro et San Luis Potosí dans les premiers siècles de notre ère. Dans les collections Bajío, on peut voir une nette influence des traditions Chupícuaro et Teotihuacan, ainsi que dans les objets de la Sierra Gorda queretana et du Río Verde, San Luis Potosí. On note une nette influence Huastec de la période classique (200-900 ap. JC).
La troisième section est consacrée aux sociétés préhispaniques les plus développées de ce qui sont actuellement les États de Zacatecas et de Durango, où se distingue la culture Chalchihuites, qui représentait l'avancée la plus septentrionale des sociétés agricoles mésoaméricaines. La branche Zacatecan de cette tradition se situe au plus tôt autour de 300 et 950 apr. J.-C. et la branche Duranguense plus tardive, entre 900 et 1350 apr. J.-C., environ.
La section suivante est consacrée à Paquimé et à la culture des Casas Grandes, qui était la tradition la plus développée de ce qui est maintenant Chihuahua, qui mêle divers éléments mésoaméricains et les cultures préhispaniques du sud-ouest des États-Unis. Sa période de plus grand développement a été d'environ Entre 1100 et 1400 apr. J.-C.
La dernière section présente la collection de l'actuel sud-ouest des États-Unis, appartenant aux trois principales traditions culturelles de cette région : Mogollón, Hohokam et Anazasi. La temporalité de cette collection est très variée et va de 200 à 1600 apr. J.-C., environ. Ces traditions culturelles sont un antécédent fondamental de la culture des Casas Grandes.

### Salles 12 à 22: ethnographie

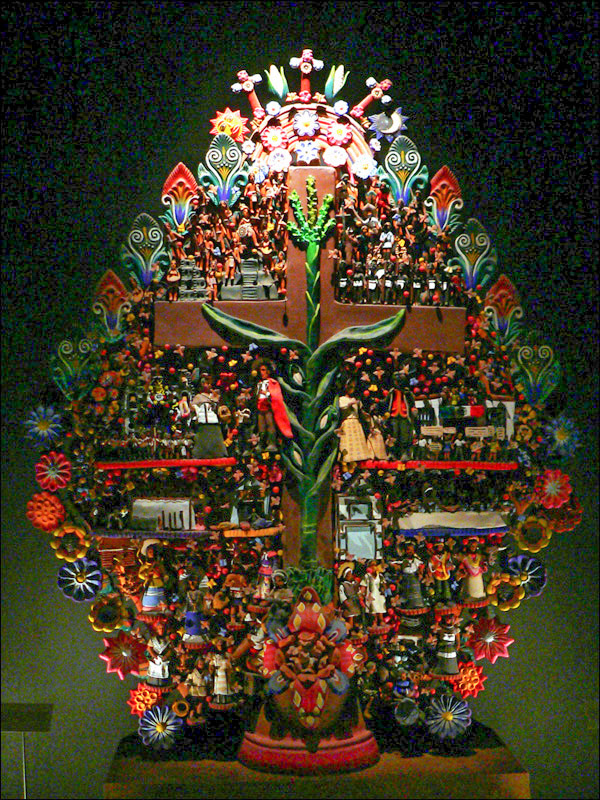
Arbre de vie

#### Salle 12: villages indiens
Cette salle est consacrée aux peuples autochtones actuels du Mexique, couvrant des aspects de leur vision du monde - religion, économie, cérémonies, danses, rites -, ainsi que le culte des ancêtres, l'organisation sociale et la vie quotidienne.
Elle montre le cours de la vie quotidienne des habitants autochtones de diverses cultures du Mexique, à travers les outils des agriculteurs, chinamperos, cueilleurs, chasseurs, constructeurs, artisans.

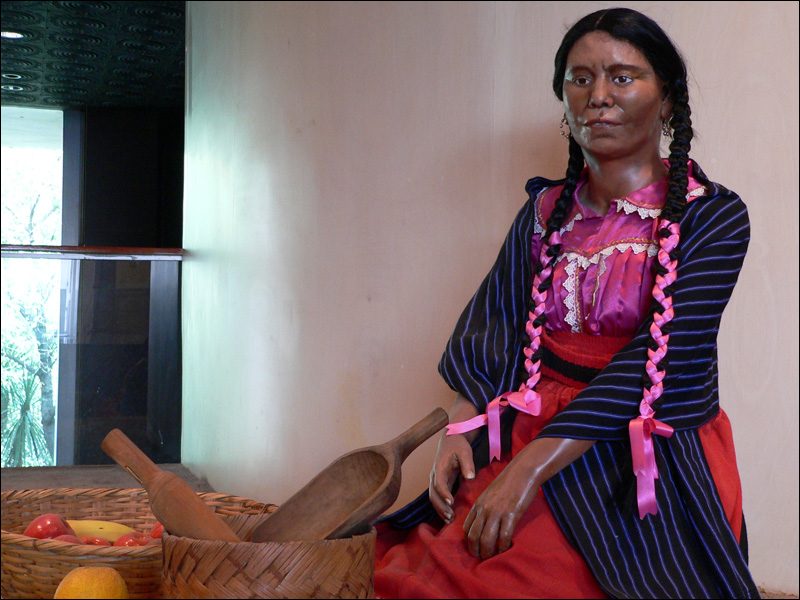
Cuisinière indigène

#### Salle 13: Gran Nayar

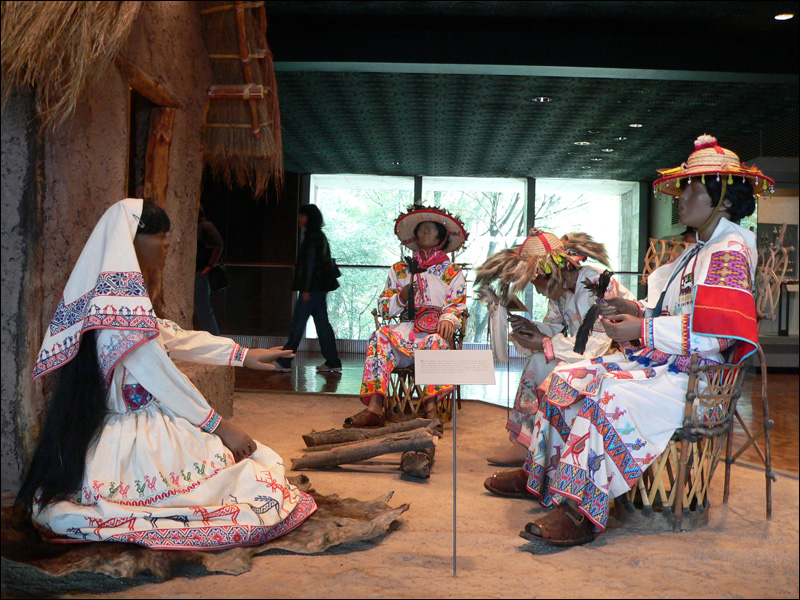
Représentation de la vie quotidienne d'un groupe indigène

Cette salle expose les cultures des Coras (Nayarite), Huicholes (Wixaritari), Tepehuanes du Sud (O'dam), Nahuas (Mexicaneros) et Mestizos, prédominant dans les territoires du grand Nayar, une région de montagne qui comprend des territoires des États Nayarit, Jalisco et Zacatecas. Les cultures présentées ici se distinguent par l'expression artistique de leur vision du monde dans des objets tels que des perles, des peintures en fil et des objets de pouvoir.
La visite de cette salle commence à San Blas où, selon la mythologie, les dieux ont émergé de la mer. Pour les Nayares, l'origine de tous les êtres vivants est « dans l'ouest », c'est-à-dire l'océan Pacifique. Cependant, comme le monde était sombre et « n'avait pas l'air bien », les ancêtres ont décidé de quitter la mer et d'entreprendre la recherche du Soleil levant.

#### Salle 14: Puréecherio

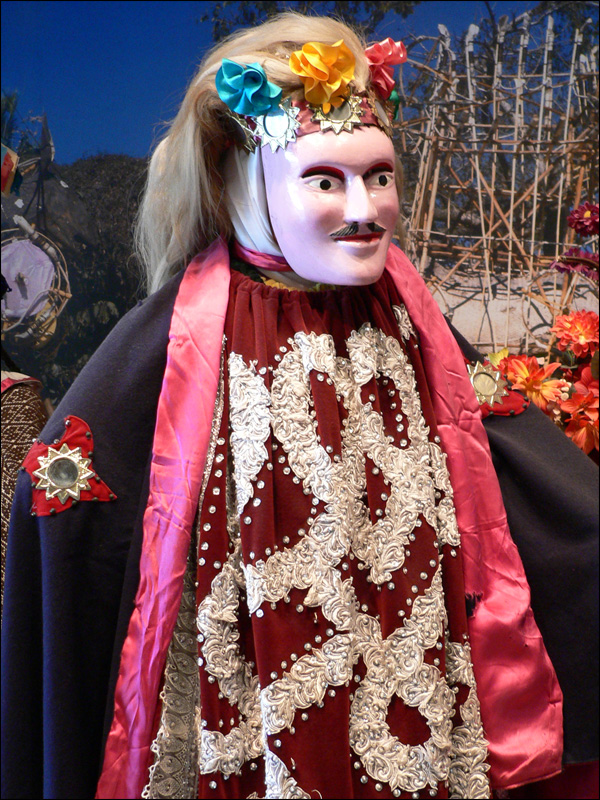
Masque traditionnel

Cette salle présente les Purépechas, groupe ethnique qui continue à pratiquer des activités ancestrales telles que la pêche et les fêtes de chasse, de l'agriculture et de la vie quotidienne. Le mot « puréecherio » comprend la terre, la famille, les ancêtres, les villes, la communauté, la tradition et la « coutume », celle-ci étant tout ce qui est typique des Purépechas.

#### Salle 15: Otopame
Cette salle est dédiée aux peuples Otomi et aux différentes entités culturelles des peuples Otomí-Mazahua. Les groupes Otopame sont les descendants de ceux qui ont contribué de manière significative au développement social et économique des différents moments historiques que le Mexique a traversés. Ils se sont installés dans des régions telles que la vallée de Toluca-Ixtlahuaca, dans l'État du Mexique, la vallée du Mezquital, la Sierra de Hidalgo-Puebla, la Sierra de las Cruces, les plaines de Guanajuato, Ixtenco à Tlaxcala, les terres de Veracruz et Michoacanas. Les peuples Otopame sont les héritiers des grandes cultures mésoaméricaines qui se sont développées dans les hauts plateaux du centre et se sont ensuite répandues dans toute la chaîne de montagnes orientale de la Sierra Madre.
Parmi les pièces exposés figurent des pièces de céramique, du papier de palme et d'amate, ainsi que des codex, des masques, des peintures, des textiles et d'autres objets de grande valeur identitaire. Plus de 60% des pièces ont été acquises dans les communautés, le reste fait partie des collections du Musée national d'anthropologie provenant de l'ancien Musée national d'archéologie, d'histoire et d'ethnologie. Parmi les œuvres les plus anciennes figurent des masques du XIXe siècle. Sont également inclus les tenangos caractéristiques, des broderies qui, ces derniers temps, ont été reconnues par les créateurs d'art et les collectionneurs du monde entier comme des œuvres plastiques. Ces pièces d'art indigène actuel, dans l'élaboration desquelles interviennent deux artistes (un dessinateur et une brodeuse), représentent des personnages de la communauté, des festivals, des rituels et des éléments de la nature.

#### Salle 16: Sierra de Puebla

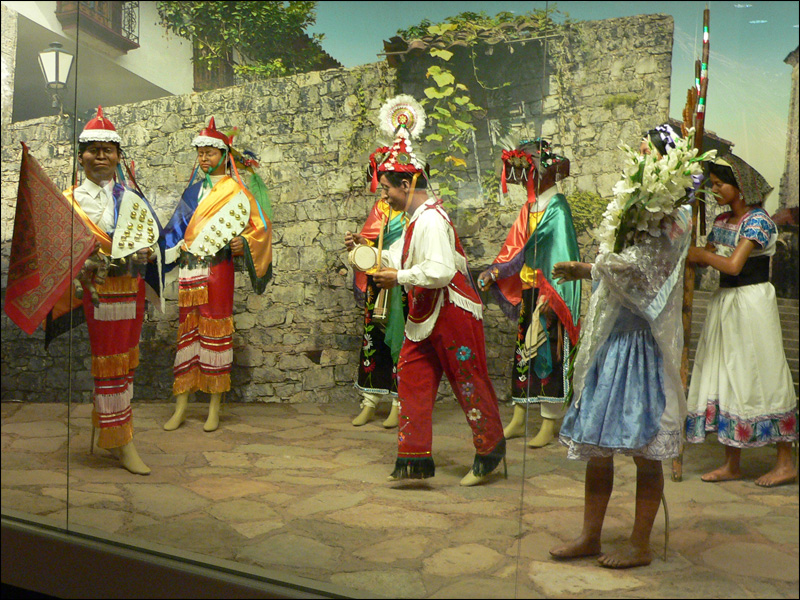
Fête en costumes traditionnels

Cette salle expose les cultures Totonaques, Otomi, Tepehua et Nahua, en vannerie, plumaria, bijoux, textiles et papier.

#### Salle 17: Oaxaca, peuples indiens du sud
Les peuples indiens du sud comprennent un espace qui intègre environ 16 peuples autochtones, dont des Mixtèques et des Zapotèques. Cette salle expose la diversité culturelle de la région.

#### Salle 18: Côte du Golfe, Huasteca et Totonacapan
Cette salle expose les cultures Teenek et Totonaque, installées de la rivière La Antigua, au centre de Veracruz, au Pánuco, à Tamaulipas. Dans cette salle, on peut voir des textiles totonaques et des instruments de musique Huastec.

#### Salle 19: Peuples mayas des plaines et jungles
Cette salle est consacrée aux Mayas du Yucatán et du Quintana Roo, aux Choles de Campeche avec leurs rites associés à la fertilité agricole, aux Chontales de Tabasco avec la pêche et aux Lacandons de la jungle du Chiapas, avec leurs rites à leurs ancêtres.
La région est située sur un vaste territoire qui comprend le centre de Tabasco, la péninsule du Yucatan, le nord-ouest du Chiapas et une partie du Belize. Au Mexique vivent les Hach Winik ou peuples des Caraïbes (Lacandón), les Ch'ol, les Chontal de Tabasco et les Mayas du Yucatèque. Ils vivent avec des métis hispanophones et des migrants guatémaltèques d'origine maya qui résident dans les jungles de Quintana Roo et Campeche. Les Mayas participent à la culture traditionnelle, ainsi qu'à la culture nationale, cherchant leur place dans le courant de modernisation du pays.

#### Salle 20: Peuples mayas des montagnes
Le territoire maya comprend les États mexicains de Campeche, Yucatán, Quintana Roo et une partie de Tabasco et Chiapas. Les Mayas sont également présents dans une vaste région du Guatemala et dans une petite partie du Belize, d'El Salvador et du Honduras. Dans ce territoire sont encore préservées les cultures typiques de la région, dont l'origine est préhispanique, mais surtout coloniale et du XIXe siècle. Les histoires des Mayas varient d'une région à l'autre, mais elles ont en commun une résistance, manifestée dans l'attachement à l'usage de la langue, à la culture de la terre, à la manière de concevoir le monde, aux rituels de communication. avec les femmes, les divinités et le maintien de la communauté comme base de l'organisation sociale.
Dans cette salle sont abordés les peuples autochtones des hautes terres du Chiapas : Tzltales, Tojolabales Tzotziles et Mam, et leurs pratiques religieuses sont présentées, ainsi que des objets liés à la musique, aux textiles et à l'ambre.

#### Salle 21: le nord-ouest: montagnes, déserts et vallées
Le nord-ouest est une vaste région qui abrite l'une des mosaïques écologiques et culturelles les plus complètes et les plus diverses du Mexique, divisée en trois grandes sous-régions : les montagnes, le désert et les vallées. Il s'agit notamment des États de Sinaloa, Chihuahua, Sonora et Baja California, territoires qui, depuis l'époque préhispanique, étaient habités par de nombreux peuples et nations. Certains d'entre eux se sont éteints ou se sont rapidement adaptés à la culture dominante, d'autres, comme les Rrámuri (Taraumaras), O'ob (pimas), Macurawe et Warihó (gurijios), Oodami (nord des Tepehuanes), Conca'ac (seris), O'otham (pápagos), Akwa'ala (pai-pai), Ko'lew (kiliwa), Cohimi, K'umiai, Cucapá, Yoremes (Yaquis et Mayos) et Mewséneme (Kikapúes), ont réussi à survivre jusqu'à nos jours en préservant leur identité et leur culture traditionnelles. Dans cette salle, les rites agricoles, la vannerie, la danse du cerf, entre autres aspects, de peuples tels que les Seris, les Pápagos, les Cochimíes, les Yumanos, les Mayos, les Yaquis, les Tarahumara, les Guarijíos, les Imas et les Tepehuas.

#### Salle 22: Les Nahuas
Les Nahuas constituent le groupe indigène le plus répandu de la République mexicaine. C'est un peuple lié à la terre et à ses fruits, qui a résolu son rapport à la nature de diverses manières. Composés de différents peuples, et répartis dans 13 États du Mexique, les Nahuas partagent la même famille extralinguistique avec certaines particularités culturelles.
Les Nahuas vivent dans les États de Veracruz, Puebla, Guerrero, San Luis Potosí, Hidalgo, Morelos, Mexique et Tlaxcala. Il y a quelques années, peu de noyaux existent ou existaient dans le Michoacán, Jalisco, Durango, le district fédéral, Oaxaca, Guanajuato et la région frontalière du sud de Veracruz et de l'ouest de Tabasco. Chacune des régions habitées par les Nahuas a développé une façon particulière de vivre, de s'habiller, de cultiver la terre et de se rapporter au monde. Les différences entre eux sont notables, bien qu'il existe également des similitudes et des coïncidences. Ce qui est indéniable, c'est que la culture Nahua a un très grand impact sur l'identité des Mexicains dans de très vastes zones du pays.
Dans cette salle, on peut voir une grande collection d'objets caractéristiques des Nahuas, parmi lesquels les masques de tigre Macehualmej, le châle Macehualmej, la ceinture de soja Macehualmej, le caïman Macehualmej, entre autres.